# Mar Cantábrico
El mar Cantábrico es un mar litoral del océano Atlántico que se encuentra en la costa norte de España y el extremo suroeste de la costa atlántica de Francia, siendo la parte más meridional del golfo de Vizcaya. Tradicionalmente se ha considerado que se extiende desde el cabo Ortegal, en la provincia de La Coruña, hasta la desembocadura del río Adur, cerca de la ciudad de Bayona, en la costa del departamento de Pirineos Atlánticos y del País Vasco francés. Baña 800 kilómetros de costa compartida por las comunidades autónomas españolas de Galicia (provincias de La Coruña y Lugo), Asturias, Cantabria y País Vasco (provincias de Vizcaya y Guipúzcoa), y el departamento francés de Pirineos Atlánticos.
Este mar marginal es un ecosistema excepcionalmente rico y diverso, que acoge una amplia variedad de especies marinas y aves, y cuya compleja interacción ha dado lugar a un entorno único y frágil. La región cantábrica, con su historia milenaria, ha sido testigo de la presencia de diversas culturas que han dejado un profundo legado histórico, cultural e identitario, que ha configurado la identidad y el patrimonio de la región.
El mar Cantábrico no se encuentra reconocido por la Organización Hidrográfica Internacional (IHO) en su publicación Limits of Oceans and Seas, tercera edición de 1953 (en vigor), ni en el borrador actualizado de su cuarta edición de 2002.

## Etimología
El mar Cantábrico fue bautizado por los romanos en el siglo I a. C. como Cantabricus Oceanus en referencia a uno de los pueblos que poblaban sus costas: los cántabros. En otras citas clásicas más antiguas aparece con el nombre de Britannicus Oceanus y Gallicus Oceanus.

## Características físicas
El mar Cantábrico es en realidad una cubeta marina que se formó por la colisión entre las placas indoeuropea e ibérica hace entre 115 a 75 millones de años. Hoy día esas placas aún están en movimiento, de hecho, Galicia y la Bretaña francesa se separan unos pocos centímetros al año, y el cañón submarino que forman se abre cada vez más. Topográficamente hablando la plataforma continental del Cantábrico se puede dividir en dos partes:
- La primera se extiende desde la desembocadura del río Bidasoa hasta el cabo Vidio, y se caracteriza por tener una orientación Norte-Sur y ser extremadamente estrecha, con una pendiente poco acusada y afectada por floraciones rocosas a menor escala. A lo largo de la costa cantábrica la plataforma se puede reducir hasta menos de 10 km (8 km frente al cabo de Ajo) ensanchándose hacia el oeste. El talud continental, una zona de transición entre la plataforma y la profundidad del mar, es muy pronunciado con una pendiente de alrededor de 10-12 %, cayendo hasta los 4000 m de profundidad y está cruzado por numerosos cañones.[1]
- La plataforma en la zona que va desde cabo Vidio hasta la desembocadura del río Miño, es más ancha y uniforme. La anchura máxima, de 80 km, se alcanza frente a La Coruña, mientras que frente a cabo Ortegal se reduce hasta los 30 km.[1]

Al ser un mar muy abierto al océano, tiene características diferentes a otros mares más cerrados. Su fondo marino es desigual: cerca de las costas españolas es más profundo y desciende rápido, mientras que junto a las costas francesas es necesario penetrar muchos kilómetros mar adentro, para encontrar profundidades de más de 1000 m.
El fondo marino se divide en unidades por la presencia de montes y bancos submarinos, así como de profundos cañones submarinos. Entre los cañones más característicos de esta zona destacan los sistemas de Capbreton, Santander, Torrelavega, Llanes, Lastres y Avilés. Algunos de estos desfiladeros son muy pronunciados, como el de Capbreton, donde la cabeza del cañón se encuentra a menos de 200 m de la orilla y el fondo marino desciende 1000 m a menos de 3 km de la costa, alcanzando la zona batial de más de 2000 m y llegando a ser uno de los más profundos del mundo. Su elevada pendiente hace que se produzcan avalanchas submarinas, como la generada por la tormenta Martin el 27 de diciembre de 1999, cuyo depósitos sedimentarios se localizaron a 600 m de profundidad. Es probable que tales aludes submarinos fuesen muy frecuentes durante la última desglaciación pirenaica (hace 18000-15000 años).

### Geografía
La línea de costa cantábrica es rectilínea y alargada, con una fuerte pendiente hacia el mar, abundantes acantilados, pocas playas y rías pequeñas. Los depósitos son generalmente de piedra y cascajos, los sedimentos se sitúan dentro de las rías o estuarios, en la desembocadura de los ríos o en las ensenadas. El oleaje del sector noroeste determina el sentido neto del transporte litoral en dirección este. Esta zona del litoral mantiene enclaves de alto valor ecológico y paisajes excepcionales, como son los acantilados, los cordones dunares y las marismas. En este sentido destaca El Cachucho, una área marina protegida de 235 000 hectáreas situada frente a la localidad asturiana de Ribadesella y a una distancia de 65 km de la costa en la longitud 5° O, así como el sistema de cañones submarinos de Avilés, una zona estructuralmente muy compleja en donde la plataforma continental del mar Cantábrico se encuentra profundamente modificada por la acción de la tectónica compresiva presentando importantes elementos geomorfológicos. Es en este sector donde se encuentra la profundidad máxima del Cantábrico, con 4.766 metros en la fosa de Carrandi.
El tamaño del grano de los sedimentos decrece con la profundidad, con arenas medias y finas en las aguas someras y limos a mayor profundidad. Los sedimentos más finos, tales como los limos, se localizan en el talud continental.
El fondo marino alterna entre roca, grava y fango. Durante los primeros kilómetros mar adentro la plataforma continental mantiene profundidades entre 200 y 300 m, hasta llegar al talud continental donde cae hasta los 4000 m de profundidad.

### Temperatura
El Cantábrico constituye un mar de transición entre los mares fríos del norte y los templados del trópico, lo que hace que sea ecotono de especies vegetales y animales de aguas frías. El afloramiento de aguas profundas y frías existente frente a las costas gallegas hace que la temperatura del agua aumente conforme nos desplazamos hacia el Este. Esa temperatura del agua superficial presenta una acusada estacionalidad, así durante el invierno la temperatura del agua puede bajar hasta los 10 °C, mientras que en verano alcanza los 22 °C aproximadamente. Estas temperaturas son inusualmente altas dada la región geográfica que ocupa el mar Cantábrico, y se deben a los efectos cálidos de la corriente del Golfo.
En invierno la agitación de las olas hace que el gradiente de temperatura a medida que descendemos sea prácticamente nulo y haya que bajar hasta los 1000 m de profundidad para que la temperatura caiga hasta los 10 °C. Pero en verano la relativa tranquilidad del mar fomenta la formación de termoclinas, la capa superficial se calienta mucho pero el calor no llega a las capas inferiores, produciéndose esos cambios bruscos de temperatura. Así, existe una termoclina permanente a unos 200 m de profundidad, casi coincidiendo con la plataforma continental. A partir de los 1000 m de profundidad la temperatura es de 5 °C todo el año.

### Salinidad
La salinidad media del Cantábrico es de 35 g/L, aunque difiere ligeramente en función del régimen de lluvias, la mayor o menor cercanía a la costa y la presencia de desembocaduras de ríos caudalosos. La salinidad varía también con la profundidad y experimenta una haloclina con una caída importante a unos 700 m de profundidad.

### Mareas
El Cantábrico tiene una significativa amplitud de marea, pudiendo llegar a ser de en torno a 5 m como máximo, especialmente durante los periodos de las grandes mareas de septiembre-octubre y febrero-marzo. Se experimentan dos tipos de mareas: "mareas vivas" y "mareas muertas". Durante la semana de "mareas vivas", la bajamar ocurre por la mañana, mientras que la pleamar tiene lugar por la tarde. Sin embargo, en la semana siguiente, conocida como la semana de "mareas muertas", estos eventos se invierten. La bajamar se da por la tarde y la pleamar por la mañana. Este ciclo se repite de manera continua y sucesiva a lo largo del tiempo.
En los estuarios cantábricos, las mareas desempeñan un papel crucial al inducir corrientes veloces en sus desembocaduras, propiciando así el desplazamiento de considerables volúmenes de agua. Además de las mareas astronómicas, la disminución de la presión atmosférica, combinada con la influencia del viento, puede originar las conocidas mareas meteorológicas, que pueden contribuir a inundaciones costeras.
El rango de marea de la costa norte de España difiere significativamente de las que se dan en el mar Mediterráneo, por lo que las tablas de mareas son muy tenidas en cuenta en el mar Cantábrico para la planificación de actividades marítimas.

### Vientos
Durante el invierno en la cornisa cantábrica predominan los vientos de Noroeste y Suroeste, siendo el primero, por su repercusión en las corrientes marítimas y por su intensidad, el de mayor impacto sobre la navegación. El Noroeste oceánico es el causante de los grandes temporales del litoral, y por tanto, el que dificulta la navegación costera en invierno.

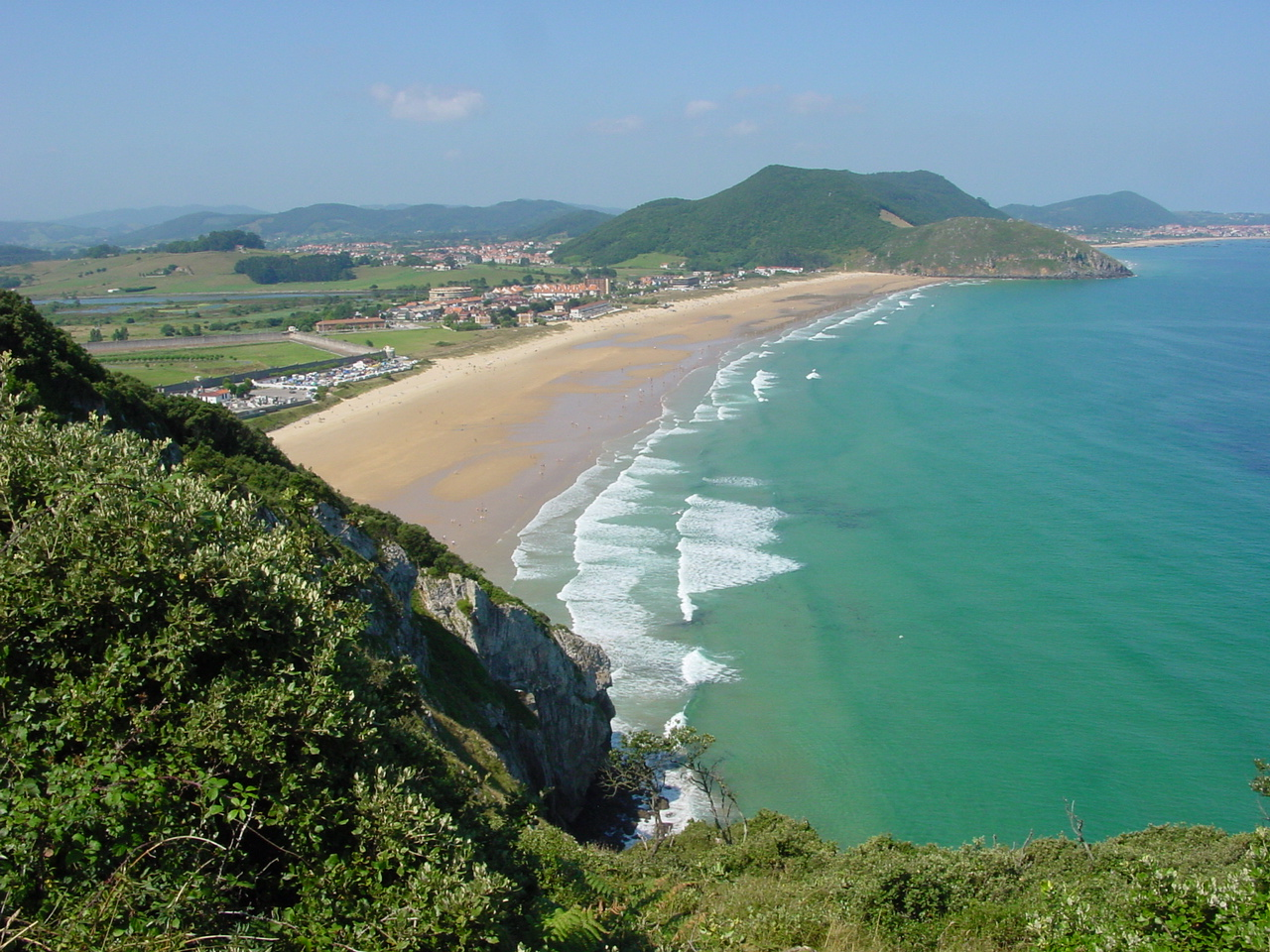
Playa de Berria, en Santoña

Los fuertes vientos, del Noroeste preferentemente, que soplan sobre el mar Cantábrico tienen su origen en las bajas presiones centradas sobre las islas británicas y el mar del Norte en combinación con el anticiclón de las Azores. La distancia recorrida por el viento y el mantenimiento de su dirección y velocidad constantes hacen que se generen olas de 2 a 3 m de altura, lo que origina un mar bastante agitado. En condiciones muy particulares, más propicias en los meses de abril-mayo y septiembre-octubre, los vientos del Oeste pueden alcanzar magnitudes de galerna con olas que llegan a superar los 7 m de altura.
Durante la primavera soplan vientos del Norte que en verano adquieren una componente Noreste. Su baja intensidad y su dirección facilita la navegación.
En este esquema general de vientos destaca el que tiene una componente Sur, que ha de salvar la cordillera Cantábrica, originándose en el descenso desde las cimas a la costa el fenómeno conocido como efecto Foehn, que lo reseca y recalienta extraordinariamente. Este viento, activo tanto en invierno como en verano, tiene notable incidencia en la navegación de cabotaje y, sobre todo, en las maniobras de aproximación y atraque en puerto.
La frecuencia de vientos fuertes es mucho mayor en invierno y finales de otoño, aunque hay ocasiones en que la temida galerna se presenta en verano, sobre todo en el mes de julio.

### Corrientes
De forma genérica, en las zonas con predominio de los vientos del oeste, como es el caso del mar Cantábrico, el agua se mueve lentamente en dirección este, por lo que se ha venido denominando corriente del viento del Oeste. Más concretamente, las corrientes del golfo de Vizcaya se caracterizan por ser derivaciones de la gran corriente del viento Oeste en el Atlántico Norte y, por lo tanto, suelen ser irregulares en intensidad y dirección, dependiendo en gran medida de los vientos dominantes. Así las corrientes más intensas se producen fundamentalmente en invierno, con una clara componente hacia el Este. En este periodo se produce la Iberian Poleward Current (IPC), una corriente cálida y salada de origen subtropical (que recibe también el nombre de Corriente de Navidad o Corriente Ibérica hacia el Polo) que fluye desde el Atlántico central y penetra en el mar Cantábrico, recorriendolo de oeste a este a lo largo de la pendiente de la costa norte de España, para luego fluir hacia el norte a lo largo del talud continental francés.
En los meses de verano, cuando el predominio de los vientos del oeste se debilita, la circulación superficial de las aguas cantábricas fluye de norte a sur, desde Bretaña hasta las costas de Aquitania, y de este a oeste a lo largo de la costa cantábrica para unirse con la circulación general del sur en la zona de cabo Finisterre.
En golfo de Vizcaya, el océano pasa de profundidades abisales de varios miles de metros (hasta 2790 m) a solo unos cientos, lo que fuerza a las corrientes marinas a ascender a la superficie. Cuando estas corrientes se encuentran con las olas y los vientos, se pueden generar condiciones marinas extremas.
En alta mar, cerca de la provincia La Coruña, los vientos se desvían al ser canalizados por los montes Cantábricos. Este fenómeno puede dar lugar a olas verticales con huecos entre ellas de más de 6 a 8 metros de profundidad.

## Biodiversidad

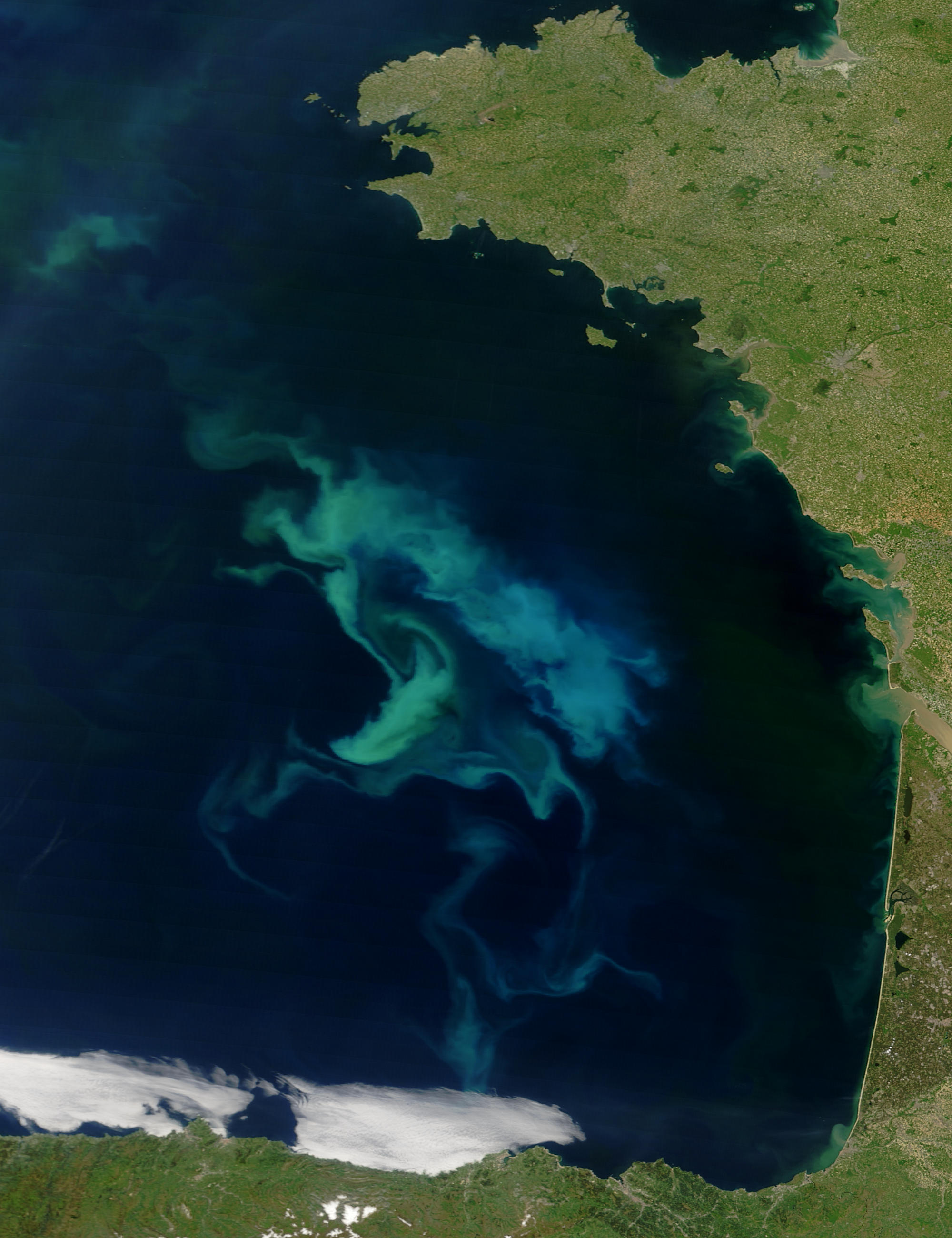
Proliferación de fitoplancton en el Golfo de Vizcaya y Mar Cantábrico, en una imagen de satélite de mayo de 2004.

Como se ha mencionado, el mar Cantábrico forma la zona de transición subtropical/boreal del Atlántico oriental, donde se encuentran especies típicas de aguas templadas del sur junto con las de origen norte. Como consecuencia, existen altos índices de biodiversidad en comparación con las áreas adyacentes. A ello debemos añadir que la complejidad topográfica y la amplia gama de sustratos en su plataforma continental dan como resultado muchos tipos diferentes de hábitat.
El Atlántico nororiental, incluyendo esta región específica, experimenta un ciclo climático estacional que ejerce una influencia profunda en el ecosistema pelágico. Este ciclo se manifiesta a través de tres factores clave interconectados que varían a lo largo del año: la intensidad y duración de la exposición solar, la transferencia de calor entre la atmósfera y el océano, y el estrés mecánico en la superficie oceánica generado por los vientos.
La floración primaveral del fitoplancton, un evento crucial para la productividad marina y las cadenas tróficas oceánicas, típicamente ocurre entre marzo y principios de abril. Este fenómeno coincide con el momento en que la radiación solar alcanza niveles de intensidad y duración óptimos para sostener tasas elevadas de fotosíntesis. Esta proliferación de productores primarios es fundamental para el ecosistema, ya que establece la base energética para niveles tróficos superiores y tiene implicaciones significativas en los ciclos biogeoquímicos marinos.
Durante los meses estivales, se observa una disminución notable en la biomasa fitoplanctónica, que alcanza niveles mínimos. Este declive se atribuye principalmente al agotamiento de nutrientes en las capas superficiales del océano, resultado de la estratificación térmica que inhibe el intercambio vertical de agua y, por ende, la reposición de nutrientes desde las capas profundas.

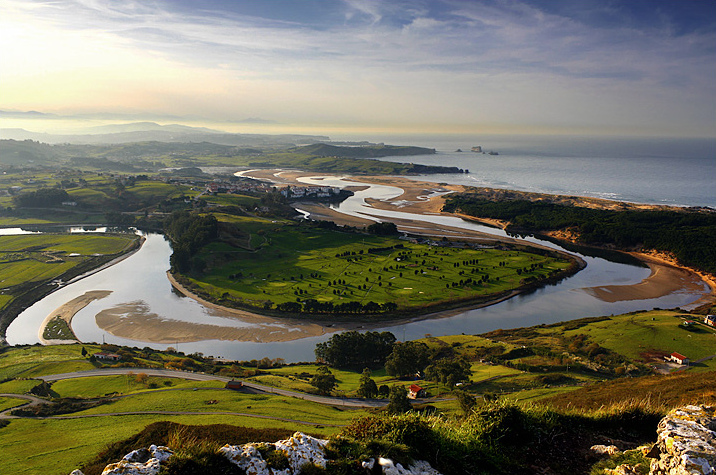
Estuario de la ría de Mogro, donde se aprecia la barra de arena que cierra parcialmente la desembocadura del río Pas al mar Cantábrico. Este tipo de estuarios son comunes en costas con muchos sedimentos, siendo sistemas particularmente sensibles a los cambios en el flujo de sedimentos y el nivel del mar.

En contraste, el período invernal se caracteriza por condiciones que, paradójicamente, inhiben el crecimiento del fitoplancton a pesar de la alta disponibilidad de nutrientes. Dos factores principales contribuyen a este fenómeno: primero, la intensa mezcla vertical de las aguas ocasionada por los fuertes vientos invernales, que desplaza constantemente las células fitoplanctónicas fuera de la zona fótica; y segundo, la reducida irradiancia solar propia de la estación, que limita la capacidad fotosintética del fitoplancton.
El mar Cantábrico es también la zona de desove en invierno y primavera de algunas especies, como la merluza, el gallo, el besugo, la caballa, el jurel y la anchoa, y la zona de alimentación de otras, por ejemplo, el atún. Estas especies junto con el rape y la cigala son los principales componentes de las capturas de la flota pesquera que faena estas aguas.
El número de especies de peces disminuye progresivamente con la profundidad, siendo las aguas costeras las que tienen una mayor productividad en contraste con los fenómenos inversos que aparecen en los invertebrados, que prefieren aguas más profundas y sustratos fangosos debido a su predominio de hábitos alimentarios detritívoros.
Debido a su especial localización, el sistema de cañones submarinos de Avilés posee en buen estado de conservación arrecifes de corales de aguas frías, los únicos descritos hasta ahora en la plataforma y talud de la península ibérica. Aquí habitan muchas especies típicas de estos arrecifes coralinos de aguas profundas del Atlántico, siendo un ecosistema de alta productividad biológica. Atendiendo a los registros de varamientos y a los numerosos avistamientos de cetáceos en la zona, se cree que estos buscan aquí uno de sus alimentos favoritos: el calamar gigante.
Respecto a las algas, el Cantábrico alberga alrededor de 500 especies, clasificadas en verdes, pardas y rojas:

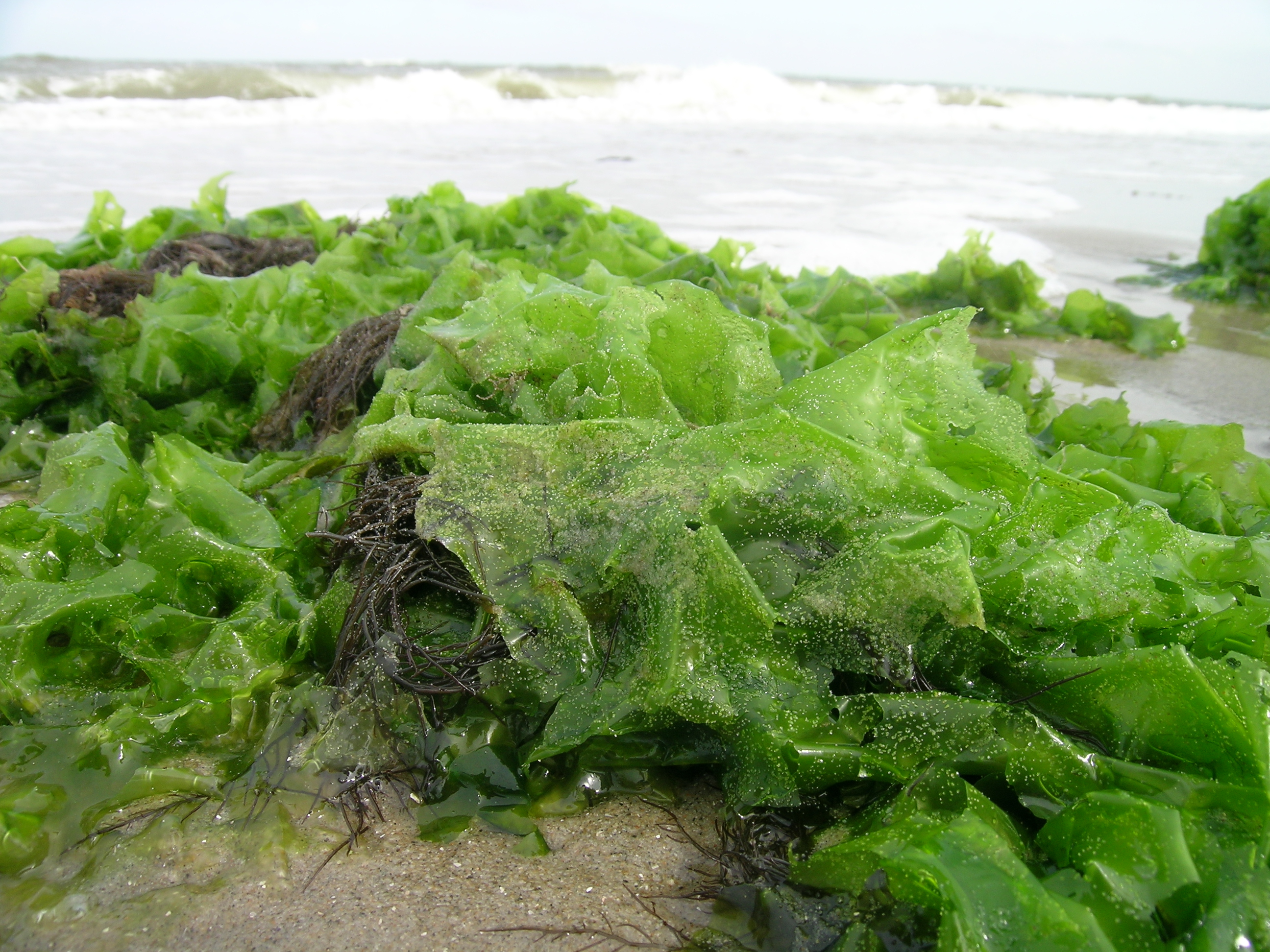
La lechuga de mar (Ulva lactuca) se trata de una especie pionera, siendo de las primeras en colonizar las rocas afectadas por el oleaje. El moco que genera es el responsable de la superficie resbaladiza que recubre muchas rocas del litoral cantábrico, siendo una causa habitual de caídas o resbalones entre los bañistas o mariscadores.

- Las algas verdes son frecuentes en las charcas intermareales y en zonas rocosas expuestas durante la bajamar. Algunas especies han desarrollado mecanismos adaptativos para sobrevivir temporalmente fuera del agua, como la producción de una sustancia mucilaginosa que ayuda a retener la humedad y les permite soportar la desecación durante las horas de exposición al aire. Uno de los grupos más comunes de algas verdes en esta región es el de las uvalas. La especie más representativa es Ulva lactuca, conocida popularmente como lechuga de mar, debido a su apariencia laminar, delgada y de un verde brillante. Se encuentra adherida a sustratos duros mediante un pequeño disco basal, y puede crecer tanto en zonas expuestas como en ambientes más protegidos.[24]

- Las algas pardas incluyen kelps (Laminaria, Saccorhiza polyschides) formando bosques submarinos, y fucales (Fucus spp., Himanthalia elongata, Cystoseira) creando bandas litorales características.[23]

- Las algas rojas presentan mayor complejidad de identificación, con ejemplos como Corallina officinalis, Gelidium corneum (utilizada para agar), y especies comestibles como Palmaria palmata y Chondrus crispus, también conocida como musgo de Irlanda.[23]

La Colpomenia peregrina, una especie invasora de alga originaria de la costa pacífica de Norteamérica, fue localizada por primera vez en la costa francesa en 1906 en cultivos de ostras.

## Industria pesquera y acuicultura

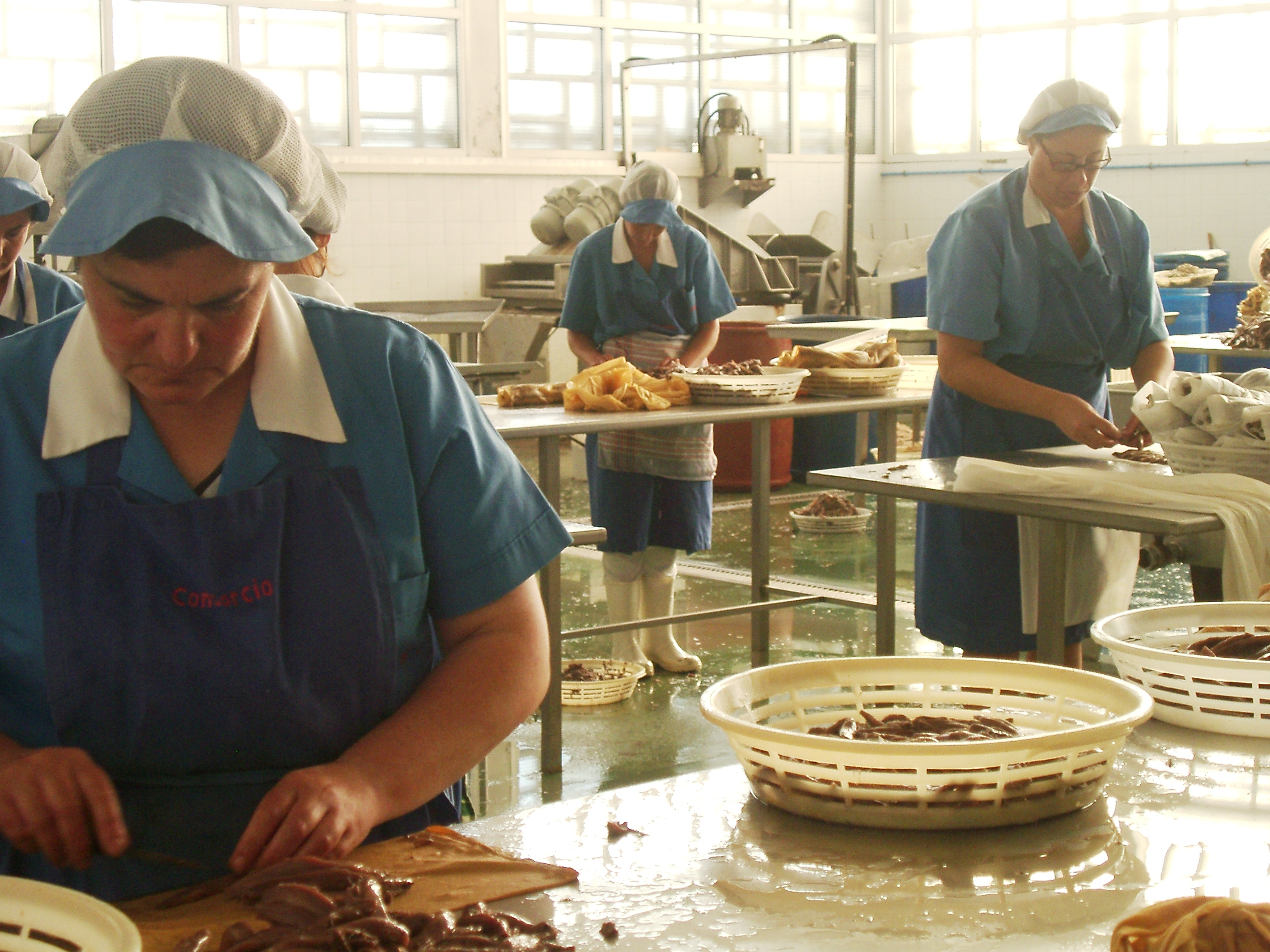
Fileteado de la anchoa. La mano de obra en las fábricas de salazón está ocupada fundamentalmente por mujeres. La industria conservera cantábrica cuenta con un importante peso en la elaboración de conservas de bonito del norte y de anchoas. El proceso de elaboración de estos productos sigue siendo un trabajo manual muy meticuloso y especializado.

El Golfo de Vizcaya ha sido tradicionalmente una zona de intensa actividad pesquera y en ella faenan cerca de 5000 barcos pesqueros. Las pesquerías que operan desde hace siglos en el mar Cantábrico se han industrializado especialmente desde mediados del siglo XX. Mientras que en el norte de España para la transformación y conservación del pescado se empleaba especialmente el escabeche, en el Mediterráneo el salazón es el que tenía un notable arraigo. A finales del siglo XIX la llegada de salatoris italianos, atraídos por la riqueza del Cantábrico, supuso una transformación de facto que incidió y condicionó tanto el desarrollo del sector manufacturero como del propio sector extractivo, e incluso el crecimiento de las diferentes poblaciones costeras donde deciden asentarse. Fueron estos industriales italianos quienes introdujeron en España el salazón de anchoa (engraulis encrassicholus) y enseñaron a la población cantábrica la elaboración de los conocidos filetes de anchoa en aceite.
Los arrastreros operan en los fondos fangosos de la plataforma continental, mientras que los palangreros trabajan principalmente en la parte inferior de la plataforma y las redes de enmalle se utilizan en terrenos rocosos cerca de la costa y la plataforma. También existen pesquerías pelágicas estacionales de anchoa (cerco), caballa (línea de mano, arrastre, cerco) y atunes (curricán y cebo) durante sus migraciones en primavera y verano.
Las pesquerías han tenido un fuerte impacto en las comunidades del fondo marinos y han inducido cambios en su estructura. Este impacto ha sido principalmente directo (mortalidad por pesca de especies objetivo y captura incidental) e indirecto mediante modificaciones del hábitat por erosión del sedimento y daño al bentos por diferentes elementos de artes pesqueras. Los descartes de la pesca, que en 2009 constituían más del 20 % del total de capturas en el Cantábrico, también impactan indirectamente provocando cambios en las interacciones biológicas. Una de las principales consecuencias de la presión pesquera sobre la estructura de las comunidades es que beneficia a especies con altas tasas de crecimiento y amplia distribución, mientras que se eliminan las más especializadas y aquellas con bajas tasas de desarrollo, resultando en una simplificación de las comunidades. Asociado a ello viene un aumento en los valores de dominancia y una caída en la biodiversidad, ambos de los cuales se han recogido en informes científicos sobre las comunidades de peces del mar Cantábrico.

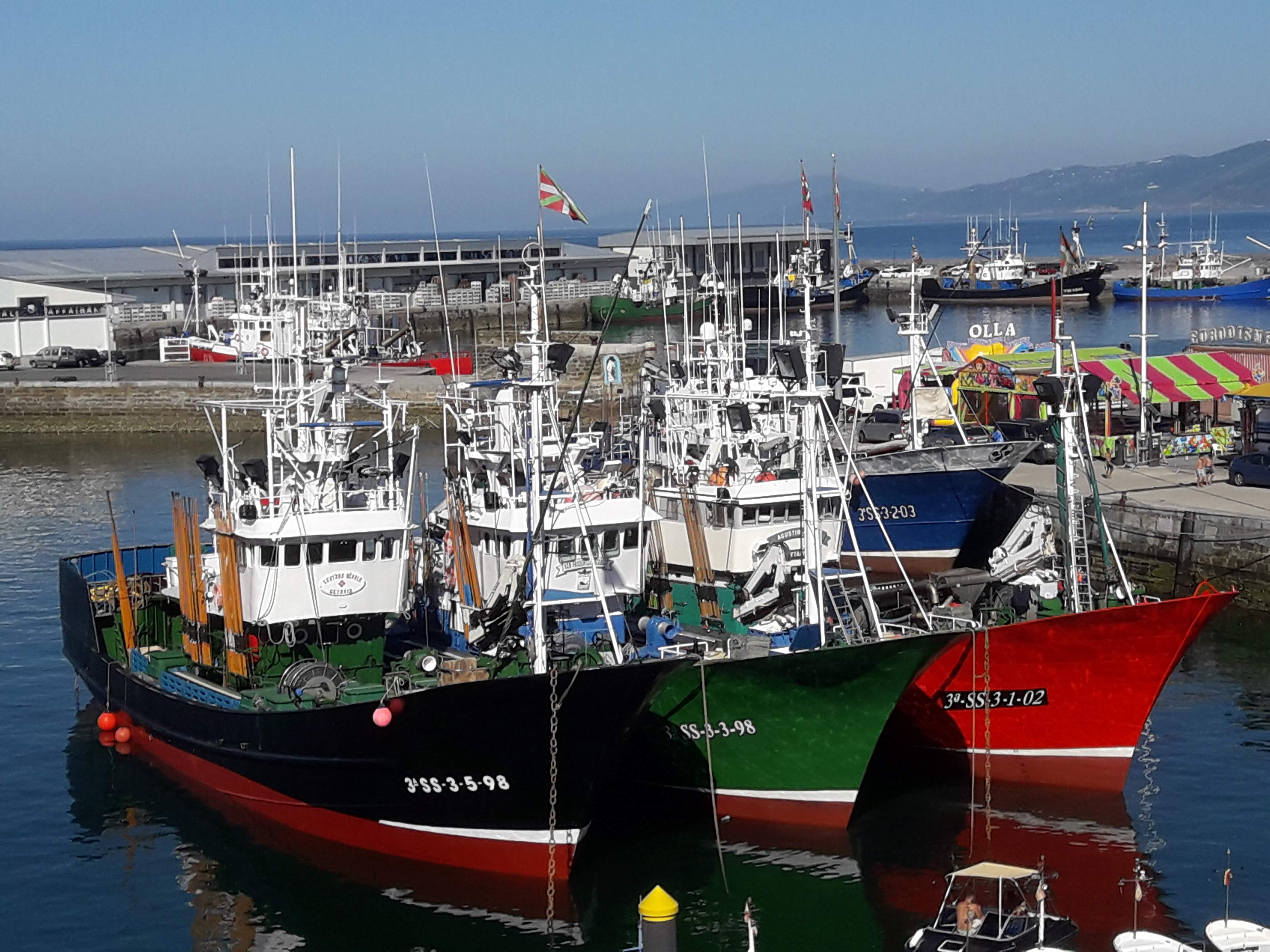
Barcos pesqueros en el puerto de Guetaria. Los barcos típicos del cantábrico suelen estar originalmente concebidos para la captura del bonito del norte, con proas elevadas que les protegen del fuerte oleaje del mar. En la imagen se pueden observar los aparejos y cañas para la modalidad de pesca tradicional de cebo vivo del atún.

El impacto de la pesca en el mar Cantábrico es comparable al de los ecosistemas de plataforma templada más intensamente explotados del mundo. La mayoría de las poblaciones de plataforma continental comercialmente importantes de la zona están o han estado totalmente explotadas o sobreexplotadas. Esto se ha reflejado en una transición gradual de los desembarques de peces de fondo piscívoros de alto nivel trófico y longevos (merluza, rape, gallo) hacia peces planctívoros de nivel trófico inferior (bacaladilla, jurel). Según estudios científicos desde 1993 no ha habido más disminución y es posible que las pesquerías hayan alcanzado ese año su límite histórico más bajo de nivel trófico.
Cada año se llevan a cabo campañas científicas para estimar la biomasa de anchoa en el Cantábrico, una pesquería que junto con la del bonito del norte (thunnus alalunga) constituye la principal fuente de ingresos de la flota de bajura de la mayoría de los puertos pesqueros de la cornisa Cantábrica. Tras los máximos de capturas históricos a mediados de los años 1960, se produce un fuerte descenso que dura hasta mediados de los años 1970. A partir de 1975 se da un aumento relativo, relacionado muy probablemente con la introducción de mejoras tecnológicas en la pesca, para a partir de 1978 volver a experimentar un fuerte descenso de capturas que culmina con los mínimos históricos de 1982 y 1986, de alrededor de 5000 y 8000 Tm respectivamente. A principios de los 1990 se vino produciendo una importante recuperación de la especie, alcanzándose unas capturas totales de 40 000 Tm en 1993.
El escaso número de nuevos alevines, originado por factores como la temperatura del mar, la salinidad o las corrientes, unido a la sobrepesca durante décadas, provocó que en 2005 el caladero cantábrico de anchoa colapsase, con unas capturas que apenas superaron las 200 toneladas, lo que obligó a la Comisión Europea a ordenar un cierre prolongado sine die. Este hecho, que se venía advirtiendo por los científicos desde tiempo atrás, resultó ser un auténtico desastre para el sector pesquero: la flota de bajura se abocaba a ver desaparecer una de sus principales pesquerías ante la incierta recuperación de la especie; y la potente industria conservera cantábrica se veía forzada a importar anchoa de Argentina y el Mediterráneo para abastecerse. Desde aquel fatídico año el sector pesquero y conservero cantábrico se ha visto obligado a adaptarse a criterios de sostenibilidad. Cinco años después del decreto del cierre completo del caladero, y tras una costosa recuperación de la especie, se ponía fin a la veda al constatarse un índice de biomasa un 33 % más alto que el de 2005.
Ya para el año 2022 la campaña científica anual de evaluación la anchoa estimaba para ese año una biomasa de población adulta de unas 230 000 toneladas, una cifra muy por encima del valor mínimo que garantiza la sostenibilidad de la especie (21 000 toneladas), lo que confirmaba la recuperación de la especie y la efectividad de los planes de gestión de sostenibilidad medioambiental del sector pesquero con redes de cerco. A la par, desde los años 1990 se ha observado una tendencia al alza del zooplancton y concretamente los copépodos, que constituye el alimento de las anchoas, aumentado en un 2,4 % por década.

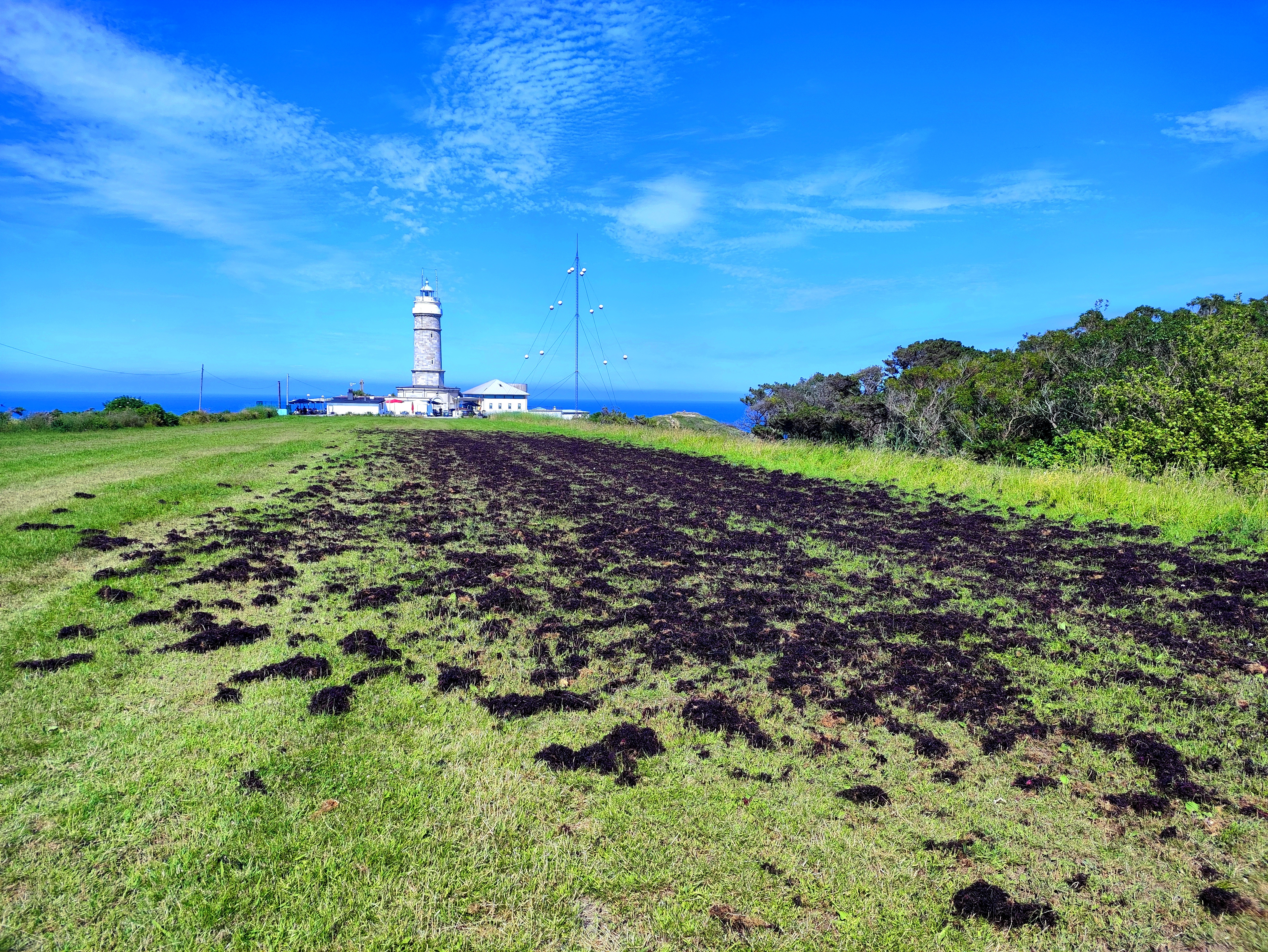
Secado de la caloca en las praderas de cabo Mayor (Cantabria). Esta alga roja es recogida en las playas y extendida para su desecado antes de su venta a la industria.

Paralelamente los estudios han determinado una disminución del tamaño de los ejemplares de anchoa según los datos científicos recopilados en las últimas décadas (1990-2021), lo cual parece estar relacionado con factores como la disponibilidad de alimentos, la pesca selectiva y fundamentalmente el aumento de la temperatura del agua motivado por el cambio climático, que acelera el crecimiento temprano de los ejemplares pero reduce el tamaño de los adultos.
Respecto a la alguicultura, en las costas del mar Cantábrico las algas del género Gelidium, como Gelidium corneum y Gelidium spinosum, son destacadas por su abundancia y relevancia económica. Estas algas rojas forman extensas praderas en fondos rocosos y se encuentran en profundidades de hasta 20 m. Conocidas localmente como "ocle" en Asturias y "caloca" en Cantabria, han sido históricamente usadas como abono para los pastos. A partir de la Segunda Guerra Mundial, estas algas ganaron importancia comercial debido a su agar. En la actualidad, su explotación se realiza mediante diversos métodos de recogida de algas de arribazón, captura con redes desde embarcación, arranque manual y corte con escafandra autónoma. Su destino final es la industria alimentaria, médica y farmacéutica, para la extracción del agar-agar, un polisacárido obtenido de la pared celular de esta alga roja.

## Transporte marítimo
El golfo de Vizcaya, y por ende el mar Cantábrico, se encuentra en la ruta marítima principal de los petroleros que transportan petróleo desde Oriente Medio y África a los puertos de la Unión Europea (UE). Más del 70 % del total de petróleo consumido en la UE se transporta a través del paso de Finisterre directamente hacia el Canal de la Mancha y luego al destino final en diferentes puertos europeos. Por ello el riesgo de vertidos ha sido siempre importante y ha convertido a esta región en la más afectada por este tipo de accidentes en el mundo, con importantes naufragios desde 1976 y en algunos casos en intervalos de menos de una década, como el del Mar Egeo (1992), el Erika (1999) y el Prestige (2002). El petróleo derramado es degradado por bacterias en un proceso muy lento que puede llevar años. La mayoría de los ecosistemas marinos expuestos a grandes cantidades de petróleo crudo requieren unos tres años para su recuperación. Sin embargo, los ecosistemas marinos contaminados por petróleo refinado, como fue el caso del Prestige, precisan de diez años o más para su recuperación, en especial en los estuarios, como los que caracterizan la costa cantábrica.
Las rutas marítimas Ro-Pax, como las que opera la naviera Britany Ferry, conectan regularmente los puertos de Santander y Bilbao con Irlanda y Reino Unido a través de Rosslare, Portsmouth y Plymouth. Estas rutas atienden el mercado de las islas británicas, que tras el Brexit se han convertido en muchos casos en imprescindibles para transportistas y operadores logísticos.

### Principales puertos de la cornisa cantábrica
Los puertos de la cornisa cantábrica juegan un papel clave en el transporte marítimo del Arco Atlántico europeo, con una destacada participación en la logística, la industria automotriz y el manejo de mercancías. Entre los más importantes se encuentran:

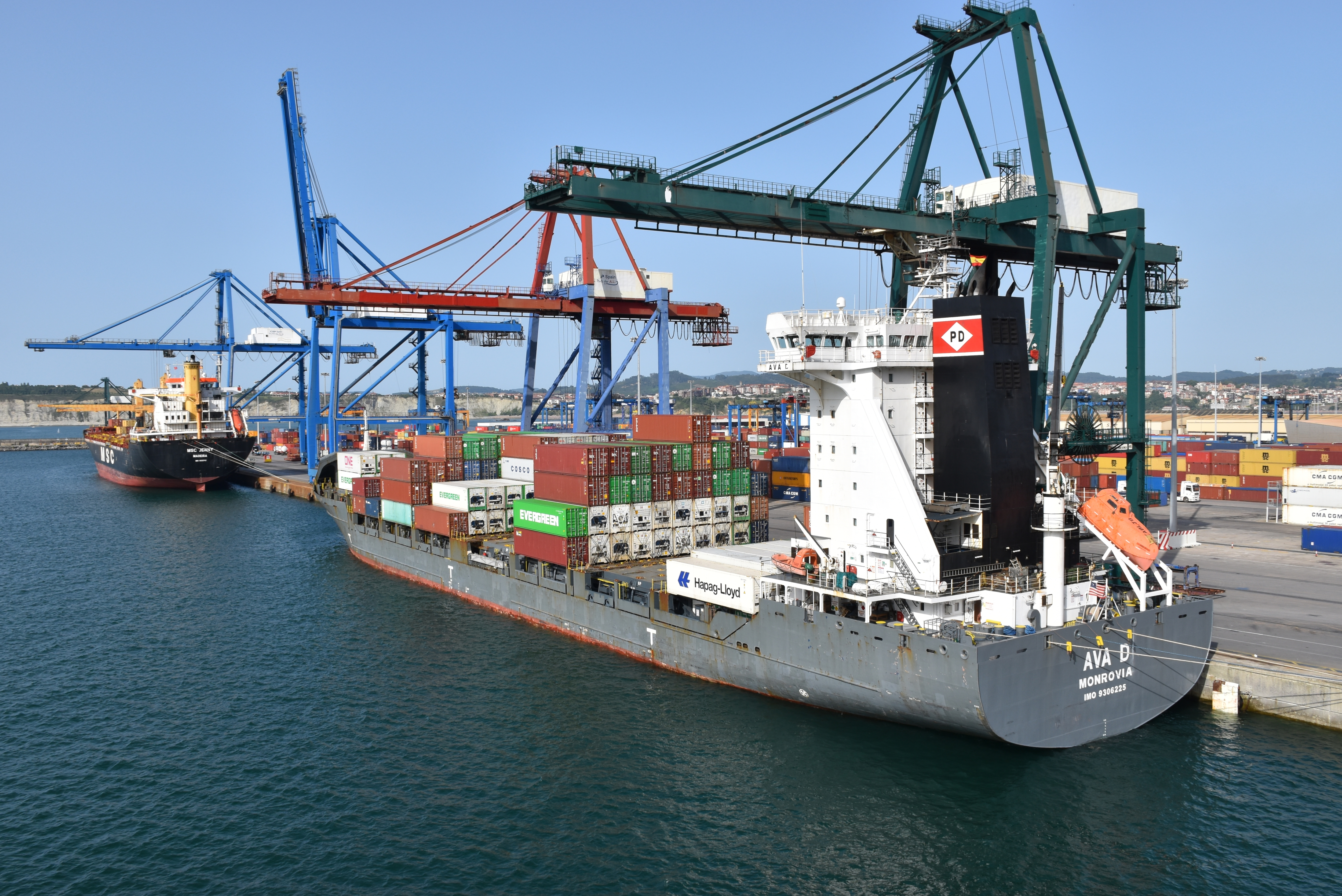
Terminal de portacontenedores del puerto de Bilbao.

- Puerto de Bilbao. Es el principal hub logístico y de transporte de la cornisa cantábrica y uno de los más relevantes del Arco Atlántico europeo. Tradicionalmente localizado en el interior de la ría de Bilbao, su crecimiento estuvo limitado por la necesidad de constantes dragados y ensanchamientos, impidiendo la llegada de buques de gran tonelaje. Sin embargo, la construcción del puerto exterior en la década de 1980 solucionó estas restricciones, dotando a la terminal de contenedores de un calado de 32 m, el más profundo de España, lo que permite la recepción de cualquier tipo de buque o carga.[39] Opera con una amplia variedad de mercancías.[40][41]
- Puerto de La Coruña. Situado en el noroeste de la península ibérica, el puerto de La Coruña es el segundo en importancia de la cornisa cantábrica. Es un puerto especializado en graneles líquidos y sólidos, con gran parte de su tráfico vinculado a la actividad de la refinería de petróleo de Repsol en la ciudad. Lidera el movimiento de graneles agroalimentarios y cereales para la producción de piensos compuestos, siendo un nodo estratégico para la alimentación animal.[40]

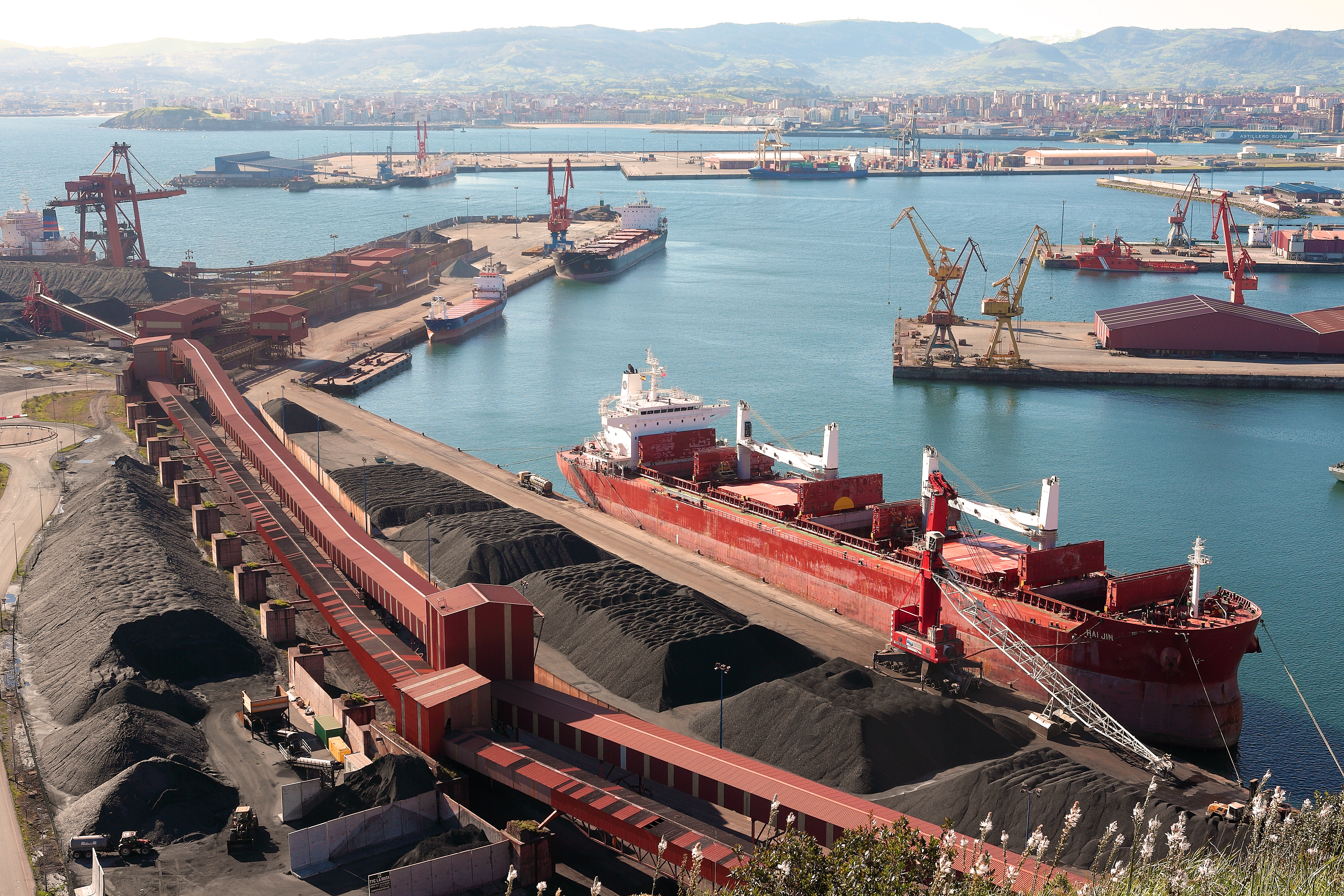
El puerto de Gijón es un puerto principalmente granelero.

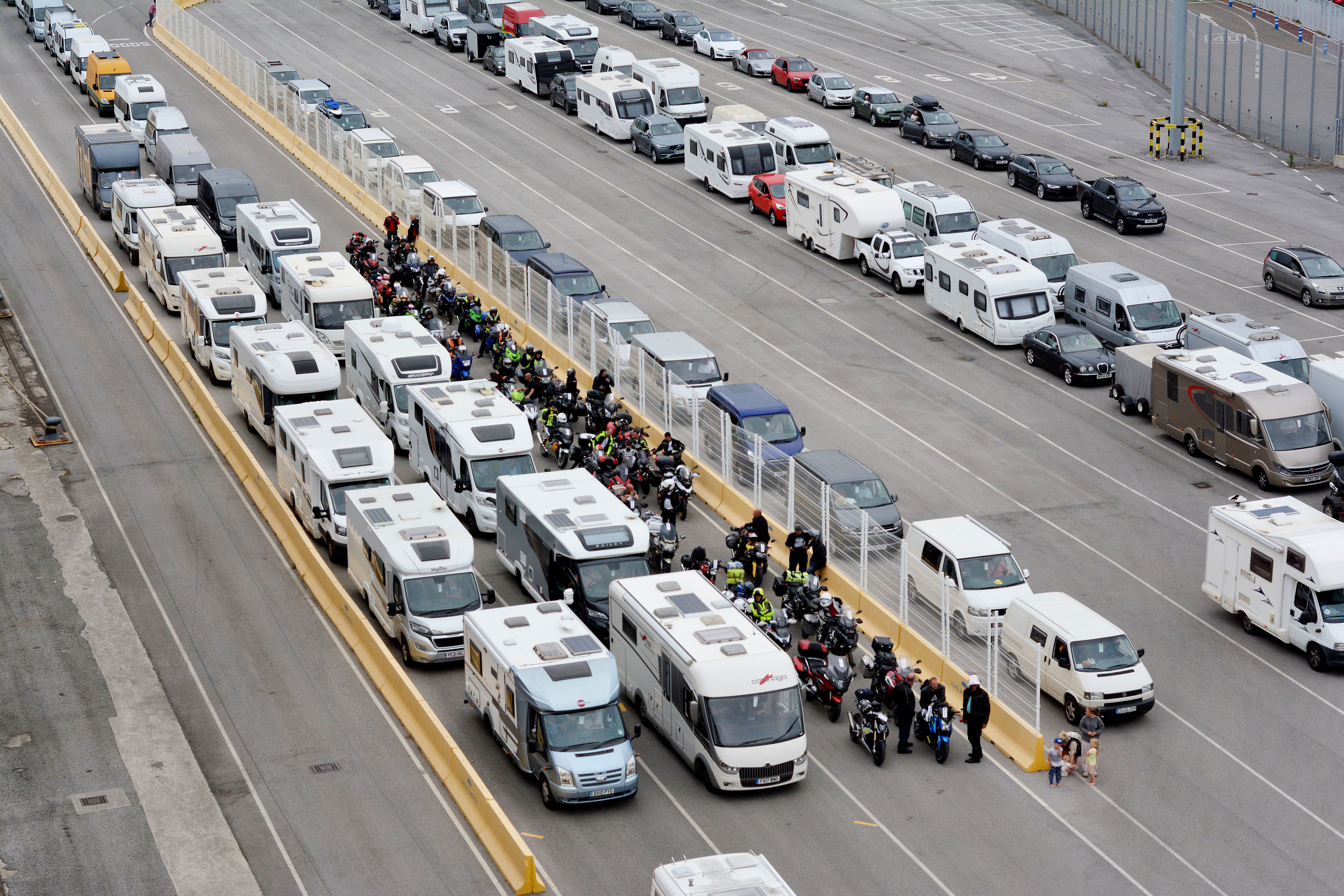
Tráfico ro-ro en el puerto de Santander esperando a embarcar en el ferry con destino a Plymouth (Inglaterra).

- Puerto de Gijón. Destaca como el mayor puerto español en tráfico de graneles sólidos y el primero en transporte de mercancías por ferrocarril. Estas características lo posicionan como uno de los puertos más importantes del Arco Atlántico, principalmente por el elevado volumen de graneles sólidos que maneja.[40]
- Puerto de Santander. Es un puerto natural ubicado dentro de la bahía del mismo nombre, lo que le permite operar sin necesidad de grandes infraestructuras de abrigo. Especializado en mercancía general y en el tráfico de cargas break bulk (carga fragmentada), ro-ro (cargamento rodado) y con-ro (híbrido entre ro-ro y portacontenedores), destaca por su conexión con la industria automotriz, sirviendo a fábricas como la de Volkswagen en Landaben (Navarra), Mercedes-Benz en Vitoria, y las de Renault en Palencia y Valladolid.[42][43] También es relevante en el tráfico de pasajeros, tanto en líneas regulares de transbordadores como en cruceros.[40][44]

Junto a estos cuatro puertos principales el derrotero cantábrico se complementa con los siguientes:
- Puerto de Ferrol (La Coruña). Está especializado en el manejo de graneles sólidos, siendo especialmente importante para la multinacional Alcoa. Su actividad depende en gran medida de la planta de fabricación de aluminio en San Cibrao.[40]
- Puerto de Avilés (Asturias). Ubicado en la ría del mismo nombre, es relevante por su tráfico de graneles sólidos, como chatarra y concentrado de zinc, los cuales están vinculados a los procesos siderúrgicos de las plantas de ArcelorMittal y Asturiana de Zinc.[45] Además, es un puerto pesquero importante.[46]
- Puerto de Pasajes (Guipúzcoa). Situado en la desembocadura del río Oyarzun, este puerto natural tiene acceso al mar a través de una estrecha bocana, lo que limita el tamaño y calado de los buques.[40] Se especializa en el tráfico siderúrgico y de vehículos, sirviendo a las fábricas automovilísticas de Volkswagen en Landaben (Navarra), Mercedes en Vitoria, y General Motors en Figueruelas (Zaragoza).[47][48]

## Historia
Las comunidades humanas del flanco atlántico de la Cornisa Cantábrica han estado históricamente condicionadas por las restricciones de una orografía y un ecosistema que les ha obligado a depender en materia alimentaria, sobre todo cerealística, de espacios foráneos. Los territorios de los que se abastecían han sido históricamente dos, a cada cual más complicado: de un lado, la meseta Norte, a cuyo acceso se interponía la cadena montañosa de la cordillera Cantábrica; y del otro la Galicia atlántica y especialmente el interior de Aquitania, cuyo acceso se encontraba limitado por la travesía de un mar relativamente difícil.
En este sentido el Cantábrico ha sido considerado frecuentemente como un mare tenebrosum, cerrado, peligroso y de difícil tránsito. No obstante, las investigaciones arqueológicas actualmente están cuestionando esta visión. Desde finales del siglo I d. C., de sus resguardadas bahías y ensenadas surgieron asentamientos que con el tiempo llegaron a tener gran importancia, como demuestra el surgimiento de la Hermandad de las Cuatro Villas o la de las Marismas, federaciones de puertos que conformaron un poder naval y económico de primer orden en el Arco Atlántico.

### El Cantábrico antiguo como recurso en el Paleolítico

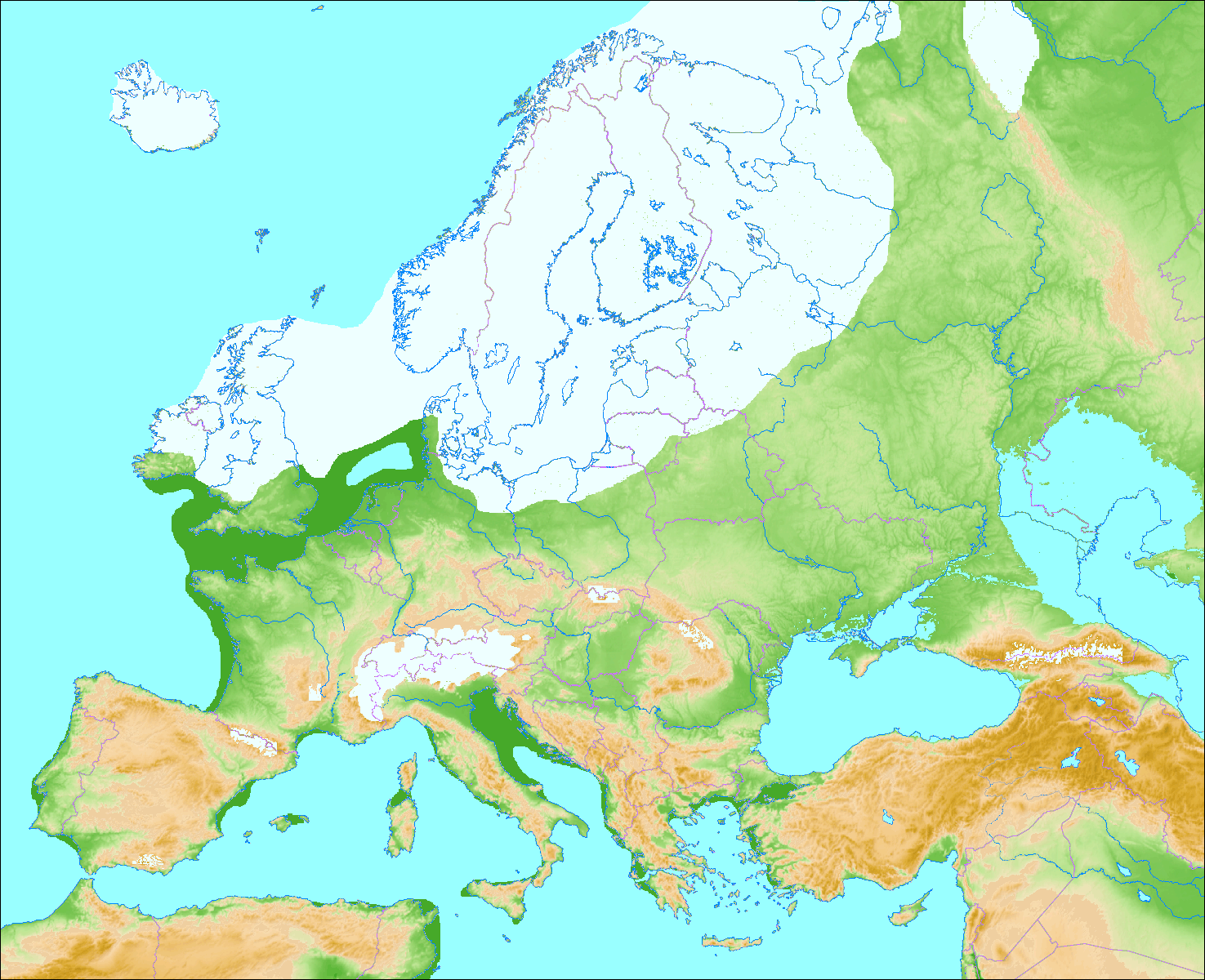
El continente europeo durante la Glaciación Würm (entre hace unos 115.000 y 11.700 años). Obsérvese el retroceso de la línea de costa en el golfo de Vizcaya, que propició que grandes extensiones de la actual plataforma continental estuvieran entonces emergidas y formaran parte del territorio accesible para las comunidades humanas. Posteriormente con el ascenso del nivel del mar quedarían sumergidas con la transgresión marina del Holoceno.

Durante el Paleolítico superior, las comunidades humanas que habitaron la costa del mar Cantábrico desarrollaron una relación estrecha con el medio marino, aprovechando de forma ingeniosa los recursos que este les ofrecía. Así, estudios recientes han demostrado que entre hace 20.000 y 14.000 años, estas poblaciones utilizaron huesos de grandes cetáceos para fabricar herramientas, especialmente puntas de proyectil y astiles, en un contexto de condiciones climáticas muy frías y secas, propias del Último Máximo Glacial y la transición hacia el Tardiglaciar. El nivel del mar durante este periodo era entre 100 y 120 metros más bajo que en la actualidad debido al enorme volumen de agua retenido en los glaciares continentales. Esto implicaba que la línea de costa en el golfo de Vizcaya estaba varios kilómetros mar adentro que la actual, lo cual también significa que parte de los restos de actividad y ocupación de estas comunidades magdalenienses permanece oculta bajo los sedimentos marinos actuales.
Los investigadores han identificado al menos cinco especies de ballenas presentes entonces en el golfo de Vizcaya: la ballena franca glacial (Eubalaena glacialis), el rorcual común (Balaenoptera physalus), el rorcual boreal (B. borealis), la ballena jorobada (Megaptera novaeangliae) y la ballena gris (Eschrichtius robustus). Estas especies varaban ocasionalmente en las costas, posiblemente debido a tormentas o enfermedades, lo que brindaba a los grupos humanos acceso a grandes cantidades de hueso. La variedad de especies sugiere que el Cantábrico era una zona rica en biodiversidad y frecuentada estacionalmente por estos grandes mamíferos.
La concentración de herramientas de hueso de ballena hallados en más de veinte yacimientos magdalenienses del norte de la península Ibérica y el suroeste de Francia indica una gestión y difusión del conocimiento técnico sobre el trabajo de este material. En un entorno glacial, con escasez de madera y otros recursos orgánicos, el uso de huesos de cetáceo refleja una notable capacidad de adaptación a los desafíos climáticos, consolidando al mar como un proveedor esencial para la supervivencia y el desarrollo cultural de estas comunidades costeras.

### La navegación durante la Edad de los Metales

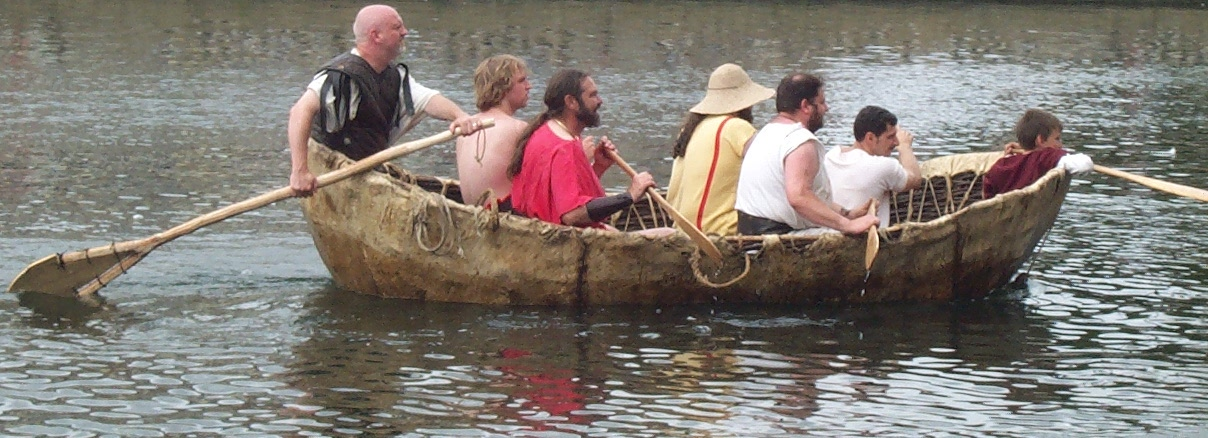
Reconstrucción de un currach del realizado en mimbre y cubierto con tres pieles de vaca, capaz de transportar hasta diez personas.

Desde antiguo ha existido una idea generalizada de que los conocimientos sobre navegación en la Europa de la prehistoria reciente eran muy rudimentarios en comparación con las grandes civilizaciones comerciales mediterráneas. Por ello se consideraba poco probable que los pueblos atlánticos pudiesen llevar a cabo la navegación de altura con anterioridad a la Edad del Hierro. Esta imagen procede de la noción de la Europa bárbara frente al Oriente civilizado desarrollada por los historiadores coetáneos a la conquista romana. No obstante hay que tener en cuenta que en los países atlánticos las comunicaciones por tierra fueron complicadas hasta la llegada del ferrocarril, y que el transporte marítimo era el más habitual en los desplazamientos.
Nuevos hallazgos han evidenciado a expertos e historiadores las conexiones de los pueblos celtas del norte peninsular con el mundo atlántico europeo del primer milenio a. C.

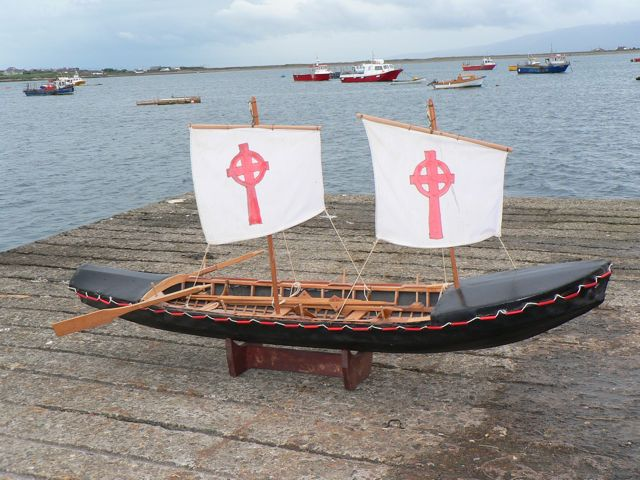
Reconstrucción de un currach de cuero. Este tipo de embarcaciones, comunes en todo el ámbito atlántico, podían estar dotados de vela y se conoce por numerosos relatos que fueron utilizadas por los monjes irlandeses en sus expediciones entre las islas y el continente.

Los trabajos de arqueólogos como Richard Bradley o Jon Henderson inducen a pensar la Europa Atlántica como una serie de promontorios que estarían en los finisterres atlánticos a lo largo de la costa de las islas británicas, Francia, España y Portugal conectados por rutas de navegación de cabotaje que ayudaron a extender el mundo céltico. Examinando las pruebas de asentamientos, comercio marítimo y cultura material de cada zona, los expertos señalan áreas de similitud propiciada por los vínculos marítimos, y que forjaron el carácter y la percepción que tenían de sí mismas estas comunidades propias de la costa atlántica.
En todo el litoral del mar Cantábrico surgieron asentamientos humanos de tribus como astures, cántabros, autrigones, caristios y várdulos que hicieron de la pesca su principal actividad económica, aunque esta en esos tiempos primitivos no fue muy importante. Cabe resaltar los asentamientos costeros de castros marítimos, más comunes en Asturias y Galicia, que aprovechaban promontorios marinos fácilmente defendibles y que se configuraban como verdaderas atalayas sobre el océano.
Julio César, Estrabón o Avieno citan el uso por lusitanos, galaicos y britones de embarcaciones de cuero (similares a los currach irlandeses o a los coracles galeses), lo que ha llevado a algunos autores a sostener que las poblaciones indígenas del norte de la península ibérica también las utilizaban, siempre relacionadas con la pesca, la navegación interior o de pequeños trayectos costeros.

Periplo de Himilcón que abriría la denominada «ruta del estaño» a los fenicios. Fue llevado a cabo por el explorador cartaginés probablemente entre los y y recogido en la Ora maritima de Rufo Festo Avieno. Avieno utilizó fuentes muy antiguas de autores desconocidos para recopilar información sobre los pobladores de las costas. Así, en el periplo massaliota, también mencionado en la Ora maritima, sitúa la costa cantábrica entre el cabo de Venus (probablemente el cabo Higuer, en Fuenterrabía) y el cabo Aryium (Ortegal, en el norte de Galicia). Según el poema esta zona de la península ibérica era ocupada presumiblemente por el pueblo prerromano de los draganos, que habitaban «el septentrión nevado», identificado con los Picos de Europa, al ser este macizo montañoso fácilmente distinguibles en la navegación de cabotaje.

No obstante existen factores que juegan en contra de la teoría de que los navegantes de la Edad del Bronce utilizaran embarcaciones de cuero, como es el enorme coste que supone el uso de cubrir el casco de una embarcación con pieles, o la necesidad de recaladas para dejar secar el cuero y volver a impermeabilizarlo (lo que limita seriamente las distancias y duración de los recorridos). Por otro lado, hay evidencias de embarcaciones de madera para la navegación fluvial, lo que hace lógico pensar que también se utilizasen en la navegación marítima por su robustez y capacidad de carga.
La secuencia cultural común durante la Edad del Hierro entre la cultura castreña de los pueblos celtas del norte peninsular con la de Bretaña, sur de Inglaterra o el norte de las isla británicas, en la que existe una sincronía de procesos (metalurgia del hierro, la aparición de los oppida, etc.), hace deducir la existencia de un eje atlántico de contacto e interacción. La aparición de restos de embarcaciones, como los barcos cosidos de Ferriby o el de Hjortspring, no hacen más que constatar la existencia de rutas marítimas comerciales al menos desde la Edad del Bronce. La presencia de estos y otros restos arqueológicos anteriores a la conquista romana, así como investigaciones en el campo de la genética, demuestran la existencia de contactos marítimos más allá de las costas cantábricas.
Por otro lado petrogrifos como el de Laxe Auga dos Cebros (Santa María de Oia, Pontevedra) ̣̣̣—con la representación de un barco de carga de tipo Uluburun del segundo milenio antes de Cristo, con casco de madera, de unos 16 remeros, que cuenta con un mástil en posición central y con proa y popa elevadas— parecen documentar la llegada de los primeros navíos mediterráneos al arco atlántico, probablemente interesados en el comercio de oro y estaño.
Estas expediciones comerciales surcaban aguas tan septentrionales siguiendo la denominada ruta del estaño, que permitía la entrada de este mineral en el Mediterráneo. Las embarcaciones tartésica, fenicias o cartagineses navegaban la fachada atlántica remontando la costa lusitana, doblando el Finis Terrae y, siguiendo la costa cantábrica y aquitana, arribaban finalmente a las costas de la islas Casitérides (o en las Oestrímnidas) de donde los intrépidos navegantes obtenían este preciado metal.
Durante el período prerromano la población trasmontana alcanzó cierto nivel de desarrollo y se dejó sentir el problema alimentario. La solución consistió en entrabar contacto con el escenario menos complejo y costoso: el espacio aquitano.

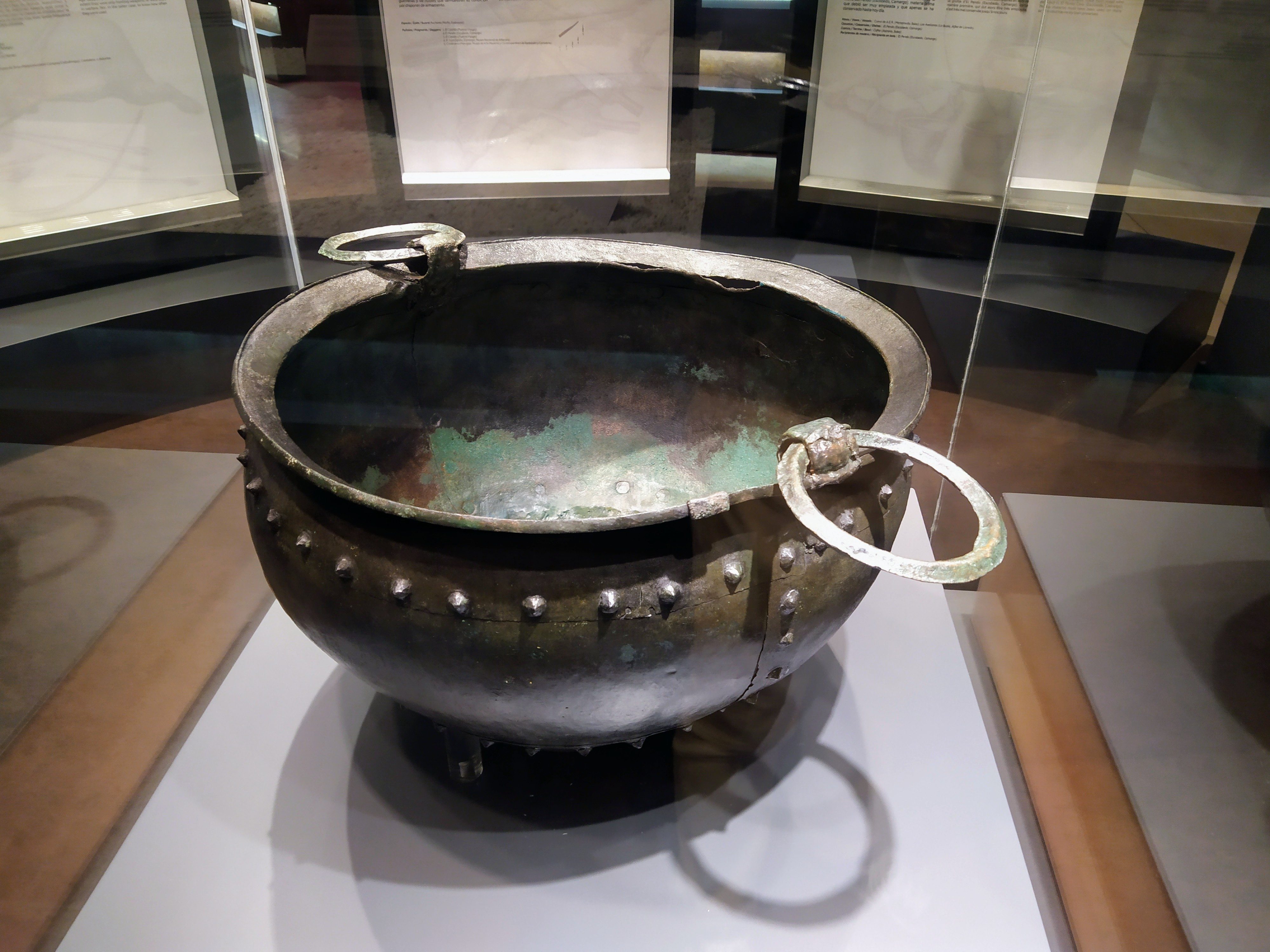
El hallazgo del Caldero de Cabárceno (900-650 a.d. C.), similar a los calderos remachados de planchas irlandeses, es uno de los mejores ejemplos aparecidos de influencias o materiales propagados en la órbita del comercio atlántico durante la larga etapa del Bronce Antiguo.

A mediados del siglo I a. C. la interrelación con dicho territorio parecía haber alcanzado ya cierta consistencia. Hallazgos como el del caldero de Cabárceno en Cantabria, similar a los encontrados cerca de Battersea (Londres) o en Dublín (Irlanda), o la diadema de Moñes en Asturias, con representaciones de la mitología celta irlandesa y galesa, parecen evidenciar que existieron intercambios comerciales marítimos al menos 600 años antes de la llegada de los romanos entre los pobladores de la zona norte de la Península y los de la zona atlántica europea, especialmente con los habitantes de las islas británicas. La tipología de las manufacturas y sus características tecnológicas generan notables similitudes a lo largo de la vertiente cantábrica con las regiones que bordean el Atlántico, desde el sur de las Islas Británicas hasta la fachada occidental de la península ibérica. Este fenómeno da origen a la identidad cultural conocida como Bronce Atlántico, que replica, en cierta escala, los circuitos comerciales observados en el Mediterráneo y entre este mar y el centro del continente europeo, abarcando así una extensa región atlántica.
El final de la primavera y toda la estación estival sería el único periodo apto para la navegación de gran cabotaje y de altura. Durante el resto del año los trayectos cubrirían cortas distancias, dedicadas fundamentalmente a la pesca, y nunca lejos de la costa. En las costas del noroeste de Europa, los temporales de fuerza 7 son ocho veces más frecuentes en invierno, y la media de días con mar gruesa es cuatro veces mayor que en verano. Por ello, lo más prudente para los navegantes de la Edad de los Metales era realizar sus viajes en verano. Se ha estimado que una embarcación de cuadernas podría resistir temporales de fuerza 5 (brisa fresca de 20 nudos), y una de cuero, incluso podría manejarse en una tempestad de grado 6 (22 a 27 nudos).
Durante este periodo la navegación sería de tipo no instrumental, fundamentada en la observación de fenómenos naturales como vientos, corriente y mareas; el movimiento de estrellas y planetas; o el uso de animales para la orientación marítima como las aves.

### El comercio marítimo durante la época romana

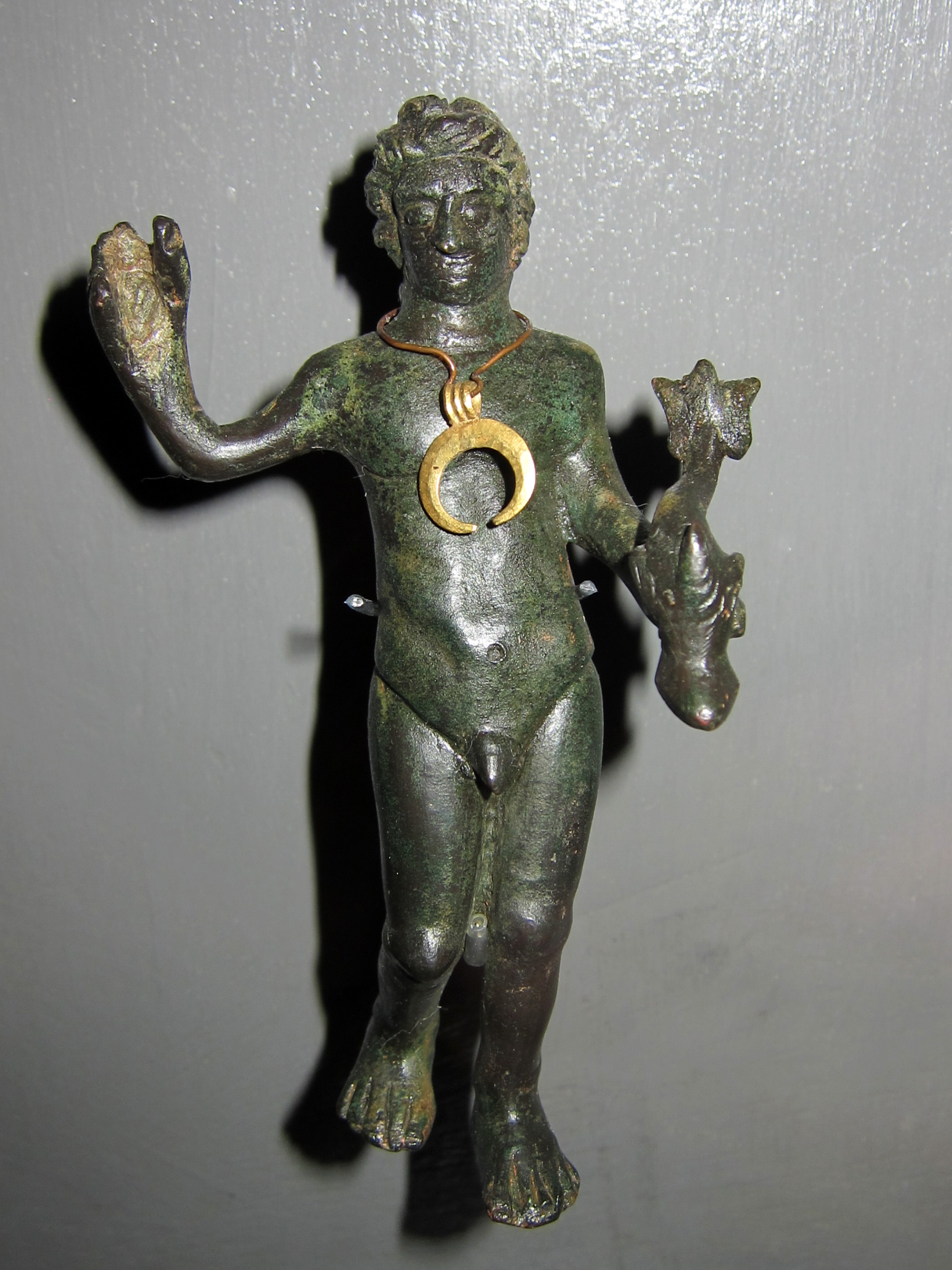
Estatuilla en bronce del llamado Neptuno cántabro, de en torno al, encontrada cerca de la antigua colonia romana de Flavióbriga, la que fuera el Portus Amanum de los amanos. Su descubrimiento es excepcional ya que existe una carencia de mitos y dioses oceánicos en el panteón indígena.

A pesar de la mala reputación del Atlántico como un mar extremadamente virulento y peligroso, esto no detuvo la expansión romana. Impulsados por intereses estratégicos y económicos, los romanos se aventuraron a navegar estas aguas, conectando el Golfo de Vizcaya con el Mar del Norte. Esta audacia transformó el mare Cantabricum durante el reinado de Augusto en una vital arteria comercial del naciente imperio.
La incorporación del norte y noroeste de Hispania al Imperio romano, tras las Guerras Cántabras y la llegada de la Pax Augusta, abrió un nuevo escenario económico en la fachada atlántica, desde Gades hasta Britania y Germania. Este nuevo espacio fue gestionado de manera coordinada con un enfoque en el suministro de recursos y la explotación de los asentamientos costeros.
Hallazgos arqueológicos, epigráficos y numismáticos han arrojado luz sobre la red portuaria, las comunicaciones y la estructura de los núcleos de población en esta zona, que formaban parte de una economía atlántica integrada. De esta manera, se ha pasado de considerar la presencia romana en el norte y noroeste de la Península como marginal, a reconocer un nivel de romanización mucho más elevado de lo que se creía. Además, estos descubrimientos respaldan la existencia de un espacio económico atlántico, autónomo del control de Roma y el Mediterráneo, caracterizado por un comercio libre.
Los datos arqueológicos indican que la evolución cronológica de los puertos cantábricos presenta notables similitudes. Así, ningún dato avala la existencia de estos durante el convulso período de las Guerras Cántabras y el momento inmediatamente posterior. No obstante sí debió existir la disponibilidad de una infraestructura portuaria capaz de acoger en un momento dado nada menos que el desembarco de la classis Aquitanica mencionada por Orosio, probablemente en un tiempo en que las vías terrestres eran formalmente inexistentes y el transporte por vía marítima más económico y rápido que cualquier otro. No sería hasta la época de Tiberio, del año 14 al 37 d. C., cuando se puede fijar el comienzo de una actividad comercial constatada.
Un conjunto de puertos principales y secundarios irán configurando el derrotero cantábrico como puntos de apoyo a la navegación de altura y de cabotaje. 
Durante el período de la dinastía Julio-Claudia (del 27 al 68 d. C.) tendrá lugar el crecimiento de enclaves como Gijón, un asentamiento indígena romanizado, y la aparición de otros de menor entidad a lo largo del litoral cantábrico. No obstante no será hasta los emperadores flavios cuando se produzca la articulación definitiva de los puertos del Cantábrico, con el despegue o consolidación de asentamientos como Flavium Brigantium, Noega, Portus Amanum-Flaviobriga, Oiasso y Portus Victoriae, emplazamientos estratégicos elegidos bien por estar situados al abrigo de los vientos del norte y noroeste o bien por ser importantes conexiones con calzadas romanas que daban acceso al interior de la península ibérica. Este proceso normalizaría el sistema de navegación de altura y la integración del espacio marítimo cantábrico en el área del dominio naval romano.
No disponemos de suficiente información para establecer una jerarquía clara entre los asentamientos portuarios del Cantábrico. Sin embargo, se sabe que Flavium Brigantium (La Coruña) y Flaviobriga (Castro Urdiales), que adquirieron el estatus de municipium y colonia respectivamente durante la dinastía Flavia (del 69 al 96 d. C.) tenían una categoría jurídico-administrativa más elevada que otros asentamientos. Por otro lado, la evidencia arqueológica resalta la importancia de Oiasso (Irun) en la región.
Durante el siglo II d. C. todos los puertos mencionados disfrutarían de su máximo esplendor. Tras la profunda crisis imperial del siglo III, se produce una recuperación a principios del siglo VI, en el que se aprecia un incremento en la importación de productos foráneos. La intensa navegabilidad de este Sinus Aquitanus aparece constatada no sólo por las fuentes literarias clásicas, sino sobre todo, por las evidencias arqueológicas al estar atestiguados gran cantidad de restos romanos e incluso pecios en la costa Cantábrica y golfo de Vizcaya, concentrándose especialmente en la zona de Fuenterrabía y el Cabo Higuer. Lo cual, junto con otros datos como el comercio del hierro cantábrico, los hallazgos de terra sigillata sudgálica, etc., hacen pensar la posible existencia de una ruta comercial marítima que uniera todo el mar Cantábrico con Burdigala (la actual Burdeos), y desde aquí, vía fluvial por el río Garona y la llanura del Midi, hasta Narbo Martius (la actual Narbona) con salida al mar Mediterráneo.

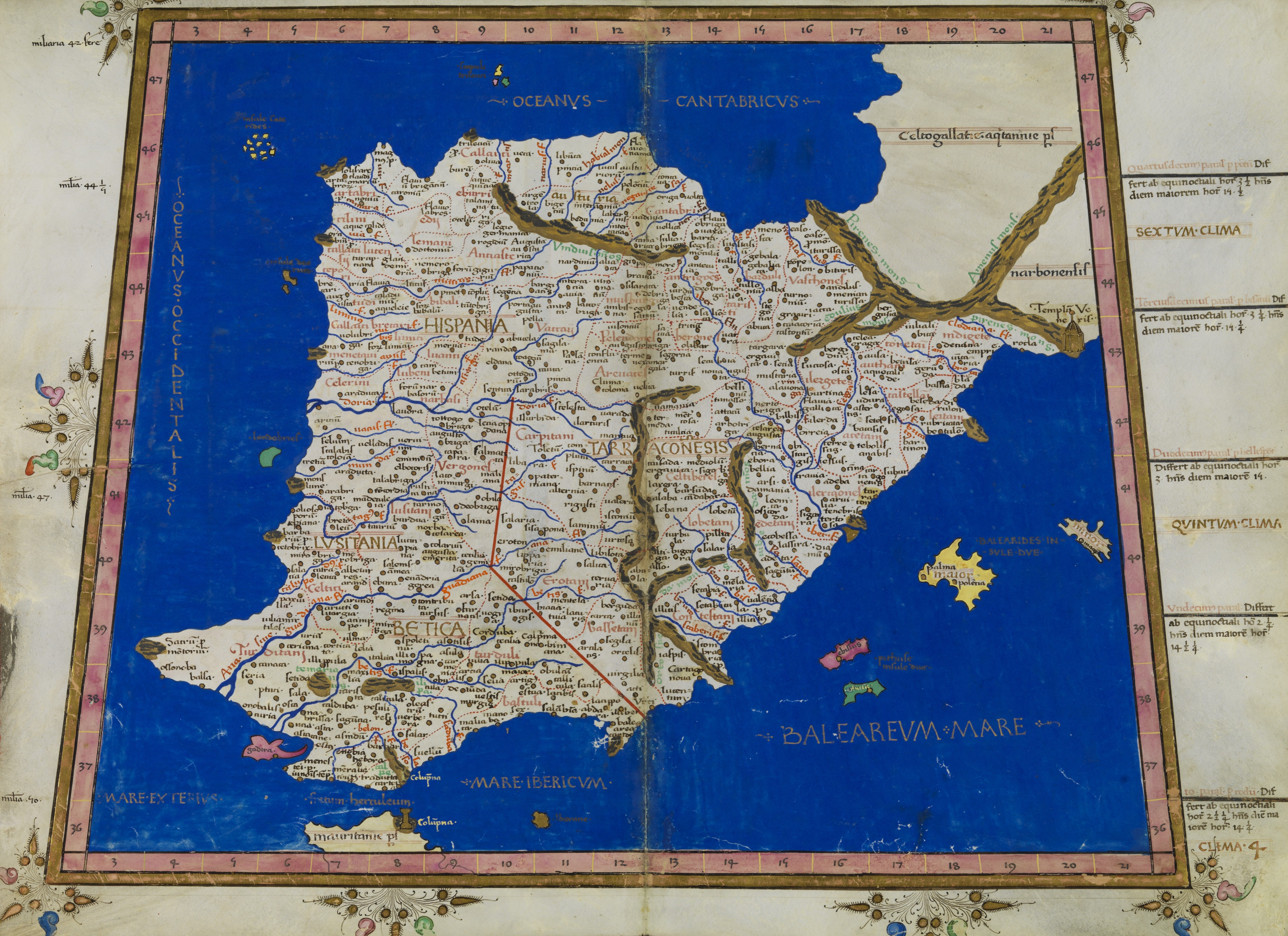
Copia de 1467 del segundo mapa europeo de la Geografía de Claudio Ptolomeo (el original del se perdió). En este mapa, el más antiguo conocido de Hispania, se representa la península ibérica y ya aparece la denominación, en su traducción del griego, de Oceanus Cantabricus.

La región de Aquitania sería durante el imperio uno de los grandes graneros del mundo romano y, sin lugar a dudas, el más capacitado del entorno litoral cantábrico. Ya durante las Guerras Cántabras Estrabón señala cómo los romanos se aprovisionaban de trigo y otros víveres desde Aquitania. La génesis y desarrollo comercial de todos estos puertos cantábricos seguiría una expansión de este a oeste si atendemos a la cronología de los materiales arqueológicos encontrados en Oiasso y Flaviobriga, lugares relativamente cercanos al importante puerto exportador aquitano de Burdigala. Así, todos ellos quedarían enlazados desde finales de época julio-claudia y, sin duda, a partir de la época flavia, por una ruta marítima específicamente cantábrica, como parte de un sistema de navegación de altura que conectaría el Mediterráneo con el Atlántico Norte.
No obstante la mitad occidental de la región cantábrica —Galicia y Asturias— quedó condicionada por la distancia a la región aquitana para poder abastecerse de alimentos, y se vio obligada a desarrollar en la propia costa un sistema vilicario de cierta importancia sobre el que recaía la producción agraria, parcialmente apoyado en el interior meseteño. Por el contrario, la mitad oriental —Cantabria y Vasconia— prescindió radicalmente de tal posibilidad por su inmediatez al granero abastecedor de Aquitania. Hasta tal punto llegó a asentarse la interrelación que en época imperial el Sinus Aquitanus funcionó como un auténtico «lago romano».
En estos tiempos la navegación en invierno seguía siendo casi nula, declarándose mare clausum o mar cerrado, que refleja claramente la paralización de la actividad marítima romana en época invernal o hiems, en contraposición a la buena estación estival o aestas. El término mare clausum no indica que la navegación estuviera realmente prohibida, sino que se trataba de una práctica poco recomendada entre los meses de noviembre a marzo.

### Crisis e incursiones de pueblos del norte durante la Alta Edad Media
Con la decadencia romana se inicia un periodo convulso y con escasas fuentes historiográficas. El obispo Hidacio señala en su crónica que hacia el año 456 d. C. una expedición de hérulos atacó Lucus sin éxito y a su regreso fueron saqueando las costas del Cantábrico y de Vardulia. En el 459 d. C. de camino a la Baética volverían a intentarlo saqueando las costas cantábricas y atlánticas.
Durante este periodo el litoral cantábrico eran costas indefensas frente a las razzias de los pueblos del norte de Europa. Aunque el mar probablemente sí estaría abierto a la navegación de cabotaje, no se tiene constancia de la existencia de comercio o intercambios marítimos. Se desconoce si los puertos romanos seguían aún activos, estaban abandonados o únicamente daban servicio a intercambios locales.
Autores como Sean McGrail consideran que la tónica en la Europa occidental no fue la existencia de puertos, que no se generalizaron hasta bien entrada la edad histórica, sino que debieron existir lugares de atraque más informales, por ejemplo radas con playas recogidas, sin apenas modificaciones por la mano del hombre.
Durante este periodo y a pesar de la presencia de piratas, el litoral septentrional cantábrico mantuvo su dependencia del mundo aquitano. En este sentido sabemos por Gregorio de Tours que hacia el año 580 un cántabro llamado Maurano emprendió un viaje de peregrinación al santuario de Martín de Tours, en Francia, en demanda de curación. Para dicha travesía embarcó en una de las tres naves que partían para Burdeos desde un importante puerto de Cantabria sin especificar.

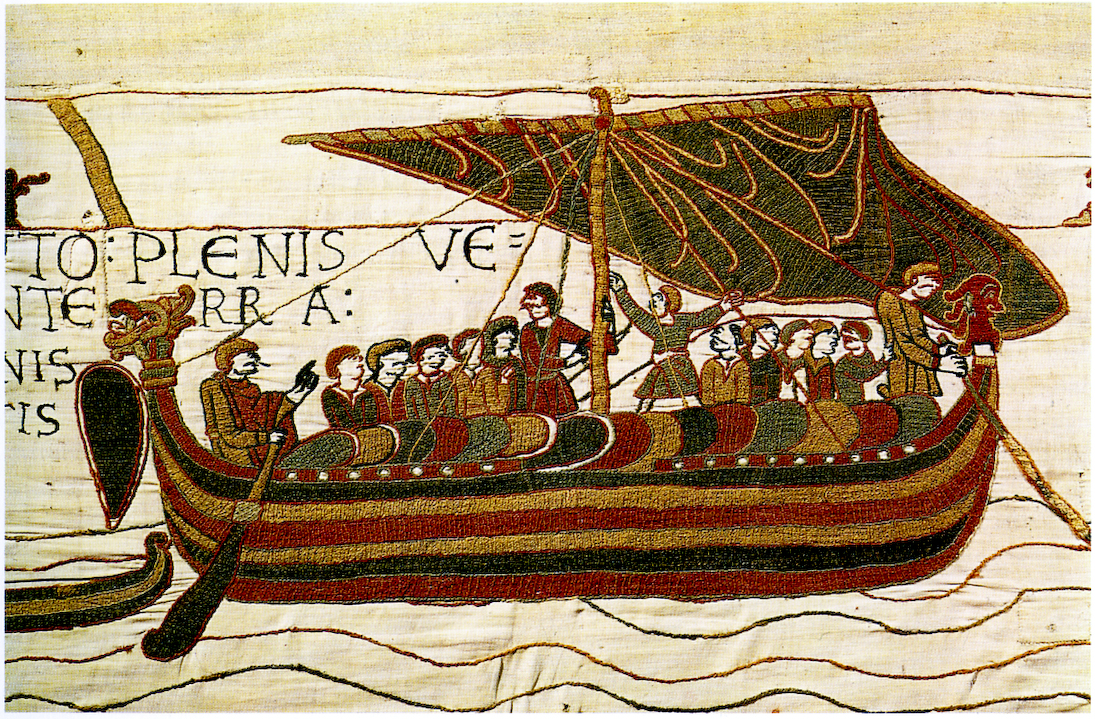
Imagen de un drakkar vikingo según el Tapiz de Bayeux.

Hasta comienzos del siglo VII, la evolución histórica de la región costera cantábrica apenas se puede identificar con la del interior peninsular, cuyo contexto y transformación siguió otros derroteros. Durante ese largo periodo de tiempo la costa oriental cantábrica materializó su peculiar desarrollo histórico, entablando relación directa con los francos, aunque probablemente su dependencia se circunscribiría a una pura tributación como signo de reconocimiento. En el siglo VIII la población costera se convertiría en marinos por necesidad, aunque su alcance naval era limitado. Construían sus propios barcos y se dedicaban principalmente al cabotaje, es decir, a la navegación costera.
Es en este periodo cuando se registra la primera llegada documentada de los vikingos a la península ibérica a través del mar Cantábrico en el año 844, siendo la segunda en el año 858. Según menciona la Crónica Silense, los escandinavos intentaron asaltar y saquear numerosos pueblos costeros, llegando a realizar un strandhögg a la ciudad de Gijón que Ramiro I de Asturias fue capaz de rechazar.
A lo largo de 200 años los vikingos asolarían con mayor o menor intensidad una franja costera que iría desde el norte cantábrico hasta toda la costa atlántica española y portuguesa. Estas incursiones en la península ibérica de saqueo cesarían en el año 1045 con la derrota de los lordemanos en la batalla de las Torres del Oeste, en la localidad de Catoira (Galicia).

### La expansión comercial en la Baja Edad Media
Los siglos de la Alta Edad Media habían desarticulado la trama económica y humana heredada de la Antigüedad, y habría que esperar al siglo XII para ver un nuevo periodo de prosperidad en las sociedades cantábricas que dieran lugar a un crecimiento urbano y económico por medio de la actividad pesquera y comercial a través del mar. Las alternativas al comercio y la pesca eran escasas en el Cantábrico central y oriental. Los testimonios de la época hablan del entorno de los puertos del norte peninsular como una región pobre, deficitaria en cereal y con suelos infértiles, incapaces de producir alimentos en cantidad suficiente para la población. Por tanto, era clave para el sustento económico arriesgarse a viajar por el Atlántico para importar alimentos a través del comercio marítimo o recurrir a la pesca para satisfacer la demanda interna y vender los excedentes.
Cerrada la salida natural al mar a través de Oporto, vía el río Duero, debido la independencia de Portugal en 1179, la gran región lanera castellana redirige su exportación a través de los puertos del cantábrico.

##### Hegemonía naval de la Corona de Castilla
No sería extraño que el mar Cantábrico, como el principal mar de Castilla, fuese el lugar donde se desarrollara la incipiente Marina de Castilla. La influencia de los reinos marítimos vecinos impulsó la necesidad de establecer relaciones políticas y comerciales. Estas relaciones, junto con estratégicos enlaces matrimoniales, propiciaron que, desde principios del siglo XII, Cantabria mostrara los primeros signos de actividad militar. Así, el proceso de formación y desarrollo de sus marinas se hizo evidente.
A partir de 1230, cuando Fernando III el Santo unió definitivamente los reinos de Castilla y León, la proyección naval castellana se intensificó. La reconquista de Sevilla en 1248 por naves cántabras hizo ver al rey Fernando III la necesidad de crear una fuerza naval, labor que encarga al almirante Ramón Bonifaz. Sería esta el germen de la Marina Real de Castilla.
A través del mar Cantábrico, los castellanos comenzaron a comerciar con Francia, Flandes e Inglaterra desde finales del siglo XII. Este comercio prosperó a pesar de las ocasionales tensiones entre estos países y la corona de Castilla. El comercio con el norte de Europa estimuló la actividad mercantil a lo largo de la costa cántabrica, transformando ciudades del norte de Castilla, como Burgos, en importantes centros comerciales. Esto también impulsó una notable expansión de la marina cantábrica.
La fama de las villas cantábricas como astilleros llegó a ser tal que hubo necesidad de concederles fueros y privilegios en todo lo tocante a la Marina de guerra, comercio de altura y de cabotaje. Estos privilegios y libertades concedidos por los monarcas mediante los fueros otorgados a las villas portuarias, propiciaron un rápido incremento de la actividad pesquera y mercantil, lo que proporcionó la fuerza naval suficiente como para colaborar significativamente en el avance de la llamada Reconquista hacia el sur, siendo clave en la incorporación de los reinos de Murcia y Andalucía a Castilla. Esas villas eran: Santander, Laredo, Castro Urdiales, Bermeo, Guetaria, San Sebastián, Avilés, Gijón, Fuenterrabía, Santoña, Bilbao y San Vicente de la Barquera. Todas tenían sus célebres cofradías de mareantes limitadas en cada puerto al régimen interior, operaciones de pesca, carga, vigías, auxilio mutuo, etc.
Bajo el reinado de Alfonso XI, la marina de Castilla se convirtió en una fuerza respetable. La importante flota naval que surgió a mediados del siglo XIII en el litoral del mar Cantábrico se expandió por todo el arco atlántico europeo. Esta expansión continuó creciendo y consolidándose, hasta convertirse en una potencia dominante en las aguas atlánticas durante los siglos siguientes. Durante este siglo La Rochelle, el principal puerto francés en el golfo de Vizcaya, es ya frecuentado por las naves que hacían la ruta atlántica hasta Inglaterra y Flandes.

Rutas comerciales y pesquerías de la Hermandad de las Cuatro Villas.

Surge en estos momentos las potentes confederaciones de villas portuarias del cantábrico, tales como la Hermandad de las Cuatro Villas o la Hermandad de las Marismas, que conformaron un poder marítimo de primer orden al servicio de la Corona de Castilla, manteniendo una autonomía en sus relaciones comerciales internacionales. Los puertos de la Hermandad se constituyen en importantes focos del comercio marítimo o en arsenales navales, siendo una pieza fundamental de la economía del reino. Lentamente en sus inicios a finales del siglo XII y a mayor velocidad desde finales del siglo XIV, se creó con mucho esfuerzo una ruta de comercio que en sentido transversal unía los puertos cantábricos con los del mar del Norte.
Desde puertos cantábricos se abrieron rutas regulares hacia los puertos mediterráneos y del mar del Norte, y se acudía con periodicidad anual a las pesquerías de altura en el caladero de Gran Sol (en el Atlántico Nordeste) o las islas Canarias, a donde se aventuraban las naos a la captura de especies pelágicas ventajosas desde el punto de vista económico.
A lo largo de los siglos XIV y XV los pequeños puertos aforados cantábricos siguieron afirmando su presencia en el arco marítimo que abarcaba desde el Mediterráneo occidental hasta el mar del Norte. Ya en 1304 el cronista florentino Giovanni Villani evidenció el importante cambio en el comercio marítimo de la Edad Media occidental y unos de los grandes eventos de la época vida marítima del Tirreno: la unión de las dos áreas comerciales clave, el Atlántico y el Mediterráneo.

Por este tiempo pasaron el Estrecho gentes de Gascuña con navíos llamados cocas y entraron en corso para nuestros mares, haciendo no poco daño. Desde entonces los genoveses, venecianos y catalanes empezaron a emplear las cocas por embarcaciones más seguras y de menos costo, relegando las naos gruesas, que fue en nuestra marina gran mutación.
Giovanni Villani, Chronica.

El final de la Edad Media comenzaba a notar una presencia tímida pero creciente de las naves de los puertos costeros castellanos de la costa cantábrico-atlántica que se aventuraban en el Mediterráneo. Seguían el camino inverso que genoveses y mallorquines ya habían ido preparando unos años antes con sus actividades en el norte de Europa.
Este cambio en el comercio marítimo tuvo un profundo impacto en la economía y las relaciones comerciales de la época y no hubiese sido posible sin el largo proceso de creación y consolidación de una red urbana costera en el cantábrico. La población de estas villas encontró en su vocación náutica la base de su rápida prosperidad económica y la activa participación de sus embarcaciones en los circuitos mercantiles europeos, primero en el área atlántica y posteriormente, durante el siglo XIV, expandiéndose hacia el Mediterráneo occidental. Los principales puertos cantábricos confirmarían un poderío marítimo con aspecto de hegemónico, capaz de actuar como árbitro entre las demás naciones marítimas durante la guerra de los Cien Años y de frenar las pretensiones expansivas de una entidad tan potente como la Liga Hanseática.

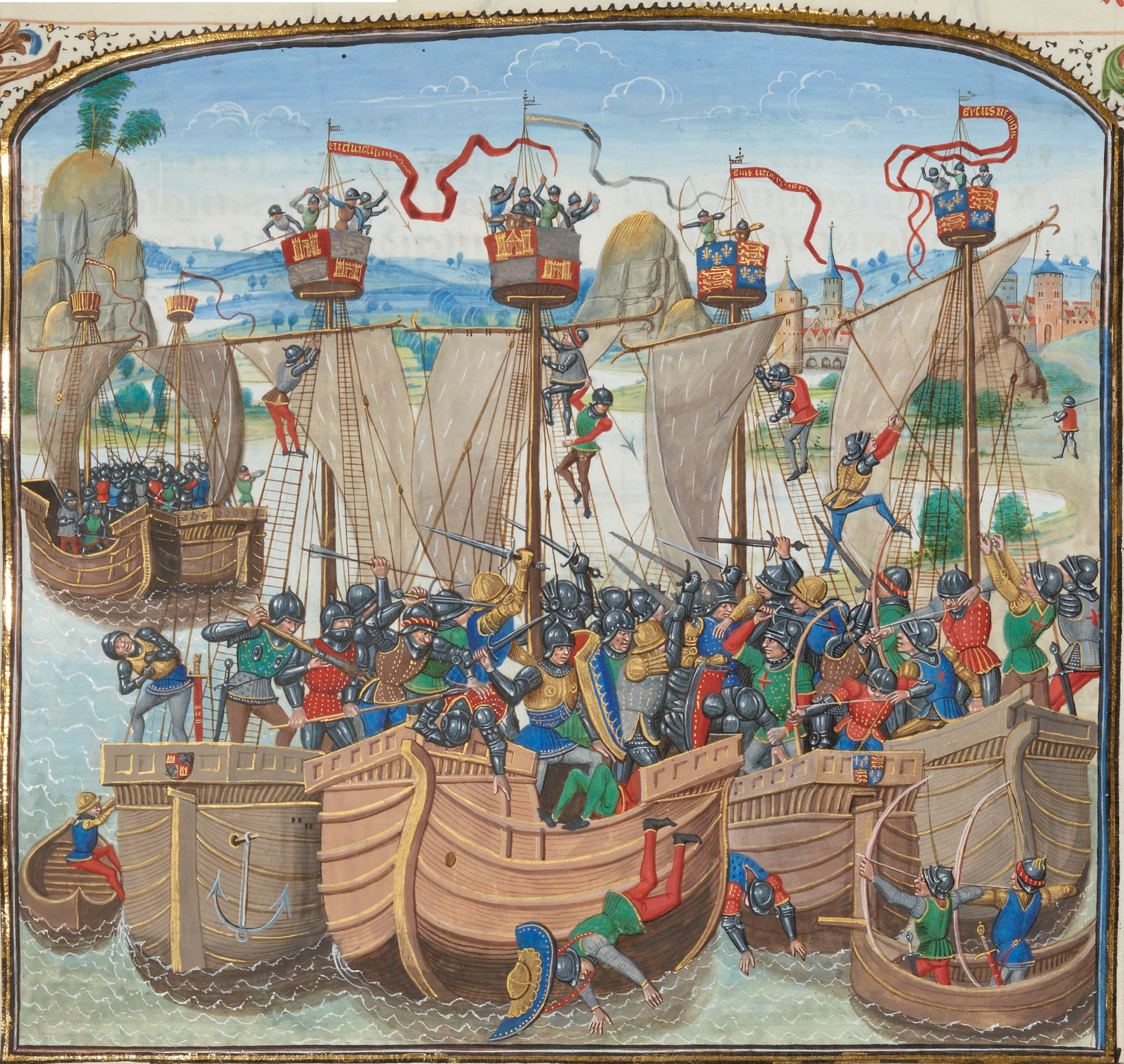
Miniatura francesa de la batalla naval de La Rochelle. En 1372, durante la Guerra de los Cien Años, la flota castellana compuesta por 22 galeras obtiene una victoria decisiva frente a una flota inglesa superior en número. A partir de entonces el control del Canal de la Mancha pasa a manos de Castilla y los puertos del Cantábrico se llenan de botines y mercantes ingleses apresados en acciones de piratería y saqueo.

Durante toda la Edad Media el tráfico comercial entre los puertos del mar Céltico era frecuentemente interrumpido por guerras y conflictos, a veces sólo mantenidos entre determinadas villas o ciudades, y que nutrían y acrecentaban las tradiciones corsarias de las poblaciones marineras del lugar. Castellanos y franceses por un lado e ingleses por el otro beligeraron en un toma y daca que condicionó el tráfico marítimo en el Canal de la Mancha y el golfo de Vizcaya, cobrándose numerosos navíos de uno y otro bando. Por parte castellana cabe destacar los saqueos de Walsingham, isla de Wight, Dover, Rye, Portsmouth, Plymouth y la toma de Roche-Guyon en el estuario del Sena. En 1380 una flota castellana al mando de Fernando Sánchez de Tovar remonta el río Támesis atreviéndose a desembarca en Gravesend, a pocos kilómetros de Londres. Por parte inglesa el corsario Arripaye trasportaba con licencia peregrinos a Santiago de Compostela y en el tornaviaje llenaba las bodegas rapiñando las costas de Castilla y Francia, llegando a incendiar Gijón y saquear Finisterre. En respuesta en el año 1405 Pero Niño capitaneó una flota combinada castellana y francesa que destruyó completamente Poole, puerto base del corsario inglés. En su particular venganza el inglés dirigió en 1407 una flota de 15 barcos por el Canal de la Mancha capturando numerosos barcos de carga castellanos y franceses.
Las importantes escuadras necesarias para el sostenimiento de toda esa actividad marítima fueron concebidas para navegar por las difíciles aguas de la fachada atlántica europea. Esto hizo aparecer una actividad astillera a lo largo de las bahías y ensenadas del litoral cantábrico en la que se depuró las tradicionales técnicas de construcción de barcos de vela medieval, incorporando nuevas tecnologías que permitiesen llevar a cabo travesías de altura y lograr la expansión geográfica renacentista de siglos posteriores. Todo ello además de la mano de una escuela de hábiles marineros y pilotos surgidos en las citadas villas y curtidos en las complicadas aguas atlánticas.
Esta potencia naval se mantuvo con ciertos altibajos durante el siglo XV poniendo las bases necesarias, en cuanto a marinos, naves y conocimientos náuticos, para lograr la gesta del Descubrimiento.

#### La caza de ballenas

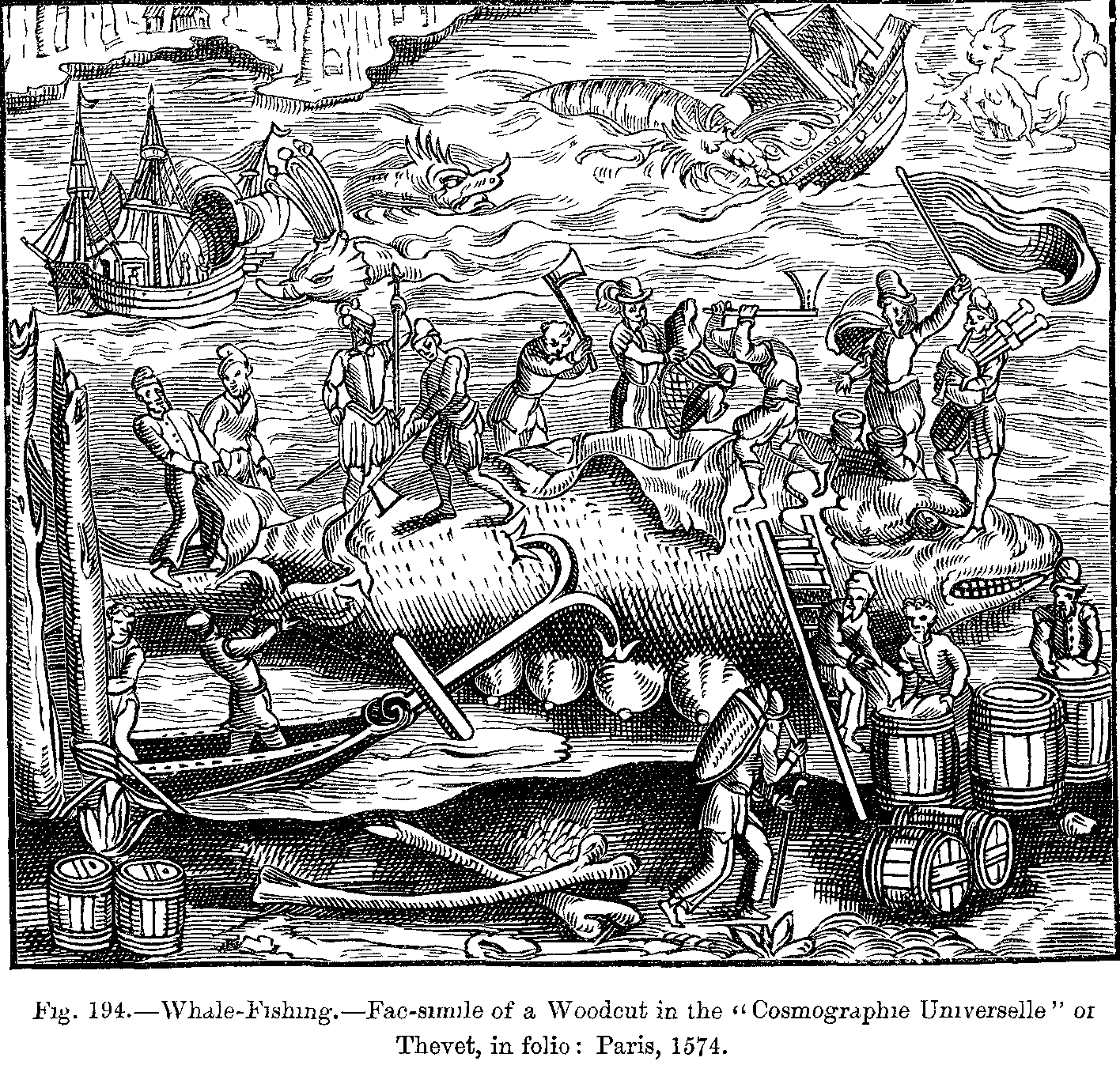
Xilografía de la Cosmographie Universelle (1574) sobre la caza de ballenas.

La pesca se convirtió en una actividad económica fundamental para las comunidades dependientes del mar Cantábrico, especialmente las capturas de ballenas, hoy extintas en la región. Durante la Baja Edad Media tuvo lugar el inicio de la caza de ballenas en estas aguas. Normalmente los lugares de abadengo en el Cantábrico eran los que tenían derechos sobre estas pesquerías, reservándose casi siempre una parte del animal. Así, se llegó a generalizar la caza de la ballena franca entre los puertos del País Vasco, Cantabria, Asturias y Galicia, cuya actividad marcó las costumbres y personalidad de muchas de estas poblaciones a lo largo de los siglos. El geógrafo francés André Thevet hace alusión a la floreciente industria ballenera en el Golfo de Vizcaya en el siglo XV:

Fue también por esta época cuando la pesca se convirtió en una nueva industria, en la que Bayona y algunos pueblos de la costa tomaron la iniciativa, algunos de los cuales se dedicaban especialmente a la caza de ballenas y otros a la pesca del bacalao y el arenque.
André Thevet. Cosmographie Universelle. 1574.

La ballena franca se mueve en aguas poco profundas cerca de la costa, acercándose a bahías y ensenadas, lo que favorecía su caza y explotación. En el Atlántico oriental esta especie emigraba en invierno hacia aguas situadas entre los archipiélagos de Azores y Madeira, el golfo de Vizcaya y las costas del Sahara Occidental. En verano se desplazaban hacia los mares situados entre Islandia, Svalbard y las costas de Noruega.
La primera cita documental de la caza de rorcuales en el mar Cantábrico procede del País Vasco francés (Bayona) y corresponde al año 1059, seguido por una de Santoña, datada en 1190 y otra de Motrico de 1200. En Asturias el primer documento conocido está fechado en 1232 y en Galicia la primera mención ballenera se remonta al año 1371. Aunque existen evidencias arqueológicas de la utilización de restos óseos de la especie de ballena gris en época prerromana en el castro de Campa Torres (Gijón) en el siglo IV a. C. o III a. C., no se puede asegurar que se cazasen activamente o si más bien su aprovechamiento procediese de varamientos ocasionales, por lo que no está probada la caza de ballenas en las costas cantábricas durante la Edad Antigua.

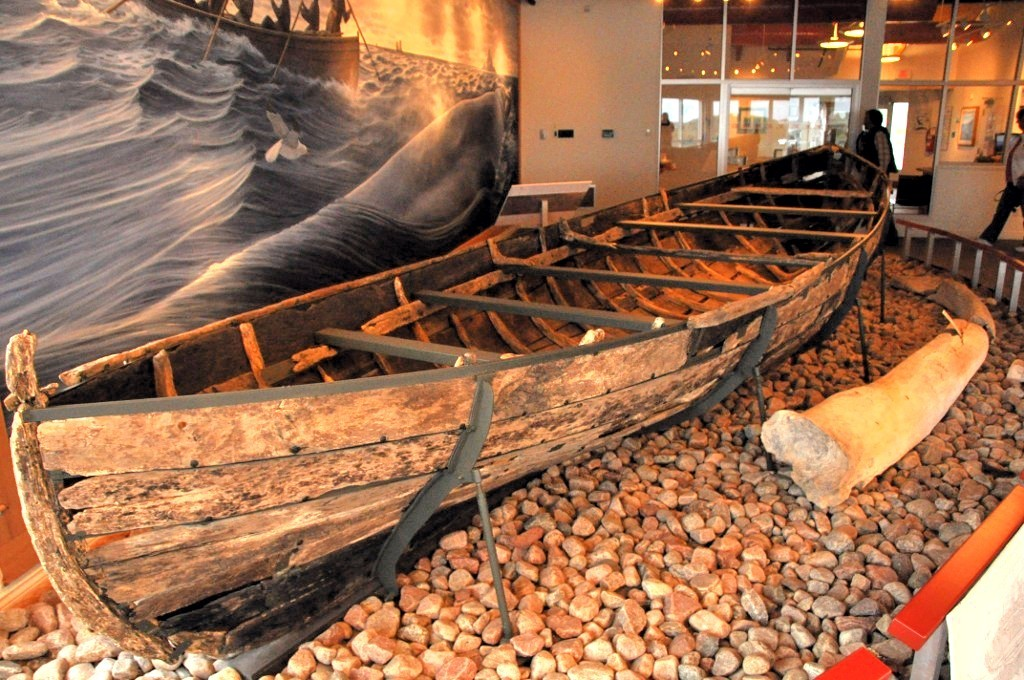
Restos de una chalupa de balleneros vascos de 1565 en el museo Red Bay (Terranova y Labrador, Canadá). Red Bay es una pequeña bahía donde la actividad ballenera comenzada por los vascos dejó una gran impronta en el lugar, siendo declarada Patrimonio de la Humanidad por la UNESCO. Esta estación ballenera fue una de las más importantes del mundo en ese momento: solo en Saddle Island, una pequeña isla en el centro de la bahía, existe un asentamiento abandonado con 140 tumbas de pescadores vascos.

De la ballena se obtenía principalmente el saín o grasa, destinada al alumbrado, y las barbas, material apreciado por su flexibilidad, productos estos que por no ser perecederos se podían trasportar al interior de la península ibérica en una época en que, como ya se ha mencionado, las rutas a través de la Cordillera Cantábrica eran complicadas. La carne apenas se consumía en España y se exportaba al País Vasco francés conservada en salmuera.
Los historiadores sitúan el apogeo de la pesca de la ballena en el Cantábrico entre los siglos XIII y XIV. Durante los primeros tiempos las diferentes poblaciones costeras construían atalayas desde las que vigilar el mar y avistar los resoplidos de las ballenas durante la temporada de cría, entre octubre y marzo.
La caza se llevaba a cabo desde pinazas o chalupas de unos ocho componentes, entre remeros, arponero y timonel. Tras ser arponeada la ballena huía sumergiéndose en las profundidades marinas, arrastrando la frágil chalupa a la que se unía mediante una estacha, en un peligroso lance que tenía algo de épico. Una vez muerto, el cetáceo era remolcado hasta el puerto de origen de la embarcación, donde se varaba en la playa procediendo a su despiece.

Con el paso del tiempo la captura de ballenas llegó a ser cada vez de mayor alcance, como demuestra la importancia que tuvieron las pesquerías trasatlánticas a Terranova. Hacia el año 1520 se establecieron balleneros vascos en la península del Labrador (Canadá) para la caza de los rorcuales.
Especialistas de estos siglos sostienen que los viajes y pesquerías de bajura por el Cantábrico, junto con las realizadas en Irlanda e Inglaterra, sirvieron en cierto modo como preparación y adiestramiento para las posteriores travesías trasatlánticas a las costas de Terranova.
La ballena franca se estuvo cazando en el mar Cantábrico al menos a lo largo de ocho siglos hasta su extinción. Actualmente casi ha desaparecido del Atlántico oriental donde se la puede ver solo esporádicamente, concentrando ahora sus efectivos en la costa norteamericana.

### La Carrera de Indias y el auge del corso durante la Edad Moderna
A finales del siglo XIV y comienzos del siglo XV las tormentas en el Atlántico fueron frecuentes y de gran intensidad. Coincide con el inicio del periodo denominado Pequeña Edad de Hielo y en él se registran numerosos testimonios de catástrofes relacionadas con temporales. El mar tenía una naturaleza hostil y la pérdida de vidas humanas trascendía más allá del ámbito marítimo, amenazando directamente a las poblaciones de los litorales cantábrico cuando se desataban tempestades. La cantidad de muertos en el mar cada año no es fácil de contabilizar, los vecinos de San Vicente de la Barquera aseguraron que perdieron unos 100 hombres entre 1515 y 1516, unos años especialmente funestos en lo que a tragedias en el mar se refiere.
Durante el primer tercio del siglo xv continúa la actividad corsaria en el mar, pero pese a estos ataques el comercio con Flandes seguía siendo muy activo en estos años. La rivalidad entre la Liga Hanseática y la corona de Castilla condujo a frecuentes apresamientos de barcos por uno y otro bando, sin declaración previa de guerra y en virtud de las indemnizaciones que cada uno estimaba debía percibir por los actos del contrario. Esto hacía que las expediciones mercantiles no se hicieran sino con flotas fuertes y numerosas al verse las aguas entre los puertos cantábricos y los mares del Norte cada vez más llenas de piratas o corsarios. Las cosas siguieron en esta situación de tal manera que ninguna embarcación de la Hansa se veía por las costas ibéricas. Tal animosidad entre hanseáticos y castellanos se zanjaría en 1444, año en el que se alcanzó la paz. Para entonces la unificación de la monarquía española bajo el reinado de Fernando II de Aragón e Isabel I de Castilla, el establecimiento de consulados en otras naciones y sobre todo los grandes descubrimientos de finales del siglo XV, dieron nuevos rumbos al comercio, provocando la irremediable decadencia de la gran Liga Hanseática y el fin de los motivos de enemistades.

##### La construcción de navíos para la ruta transatlántica
Con el descubrimiento de América en 1492, la activa participación de los hombres de la región cantábrica en la gran expansión oceánica protagonizada por la Monarquía Hispánica, a través de los barcos construidos en sus riberas y de los hombres que los pilotaron, incrementó las relaciones con comunidades de otras latitudes. Ello tuvo la virtud de imprimir hondas huellas en las mentes de la población de las zonas más próximas al litoral, puesta de manifiesto en una notable capacidad de adaptación y abierta actitud receptiva ante las novedades.
El historiador José Luis Casado Soto señala que «si desde el siglo XIII la Corona de Castilla se convirtió en el poder marítimo dominante en la fachada atlántica europea y, desde finales del XV, España protagonizó en primera línea la expansión oceánica renacentista del viejo continente, fue gracias a que en los litorales del Cantábrico se construían los más eficientes y robustos barcos de aquellos tiempos».
En la Cornisa Cantábrica cabían destacar tres subregiones en la producción de buques. La subregión gallega se centraba en la pesca asociada a sus ricas pesquerías, la costa asturiana se enfrentaba a importantes desafíos geográfico, y por último se encontraba zona más oriental, conformada por las provincias de Cantabria (entonces denominada Cuatro Villas de la Costa de la Mar), el señorío de Vizcaya y la provincia de Guipúzcoa. Fue esta última zona la más productiva en la construcción de buques, lo que contribuyó al desarrollo económico de la región.

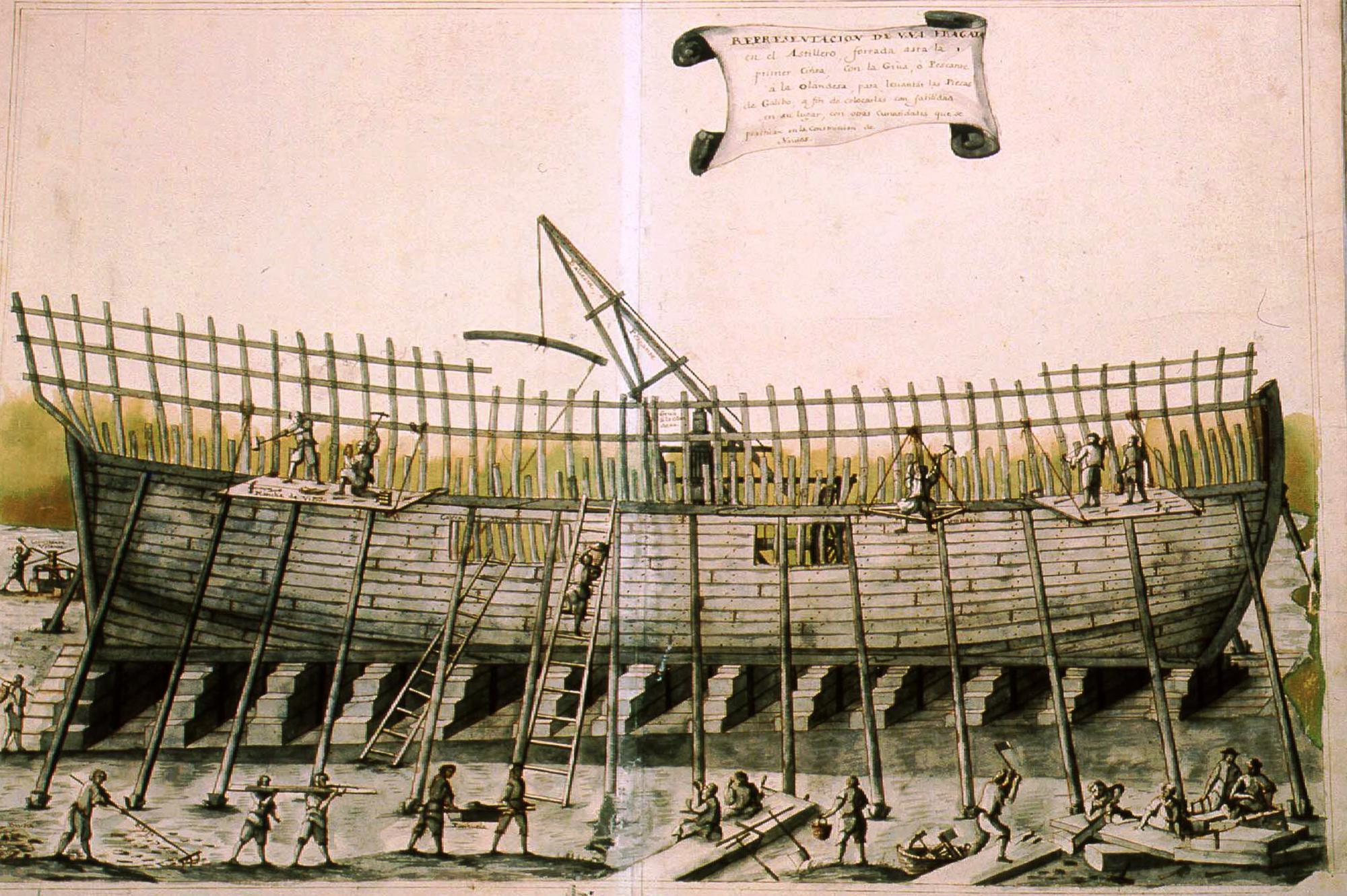
Ilustración sobre la construcción de una fragata, perteneciente a la obra Diccionario demostrativo de la configuración y anatomía de toda arquitectura naval moderna (1756) del español Juan José Navarro. La importante presencia de artesanos en la carpintería de ribera a lo largo del litoral cantábrico, donde se venían construyendo barcos de pesca y cabotaje, fue una de las diversas razones que impulsaron a los consejeros de la Corona a localizar en la costa cantábrica los astilleros más importantes en la construcción navíos.

La demanda de naves derivada de la Carrera de Indias hizo que desde 1505 aumentara el número de barcos construidos a lo largo del litoral cantábrico, desde Fuenterrabía hasta Santander. Durante los siglos XIV, XV y XVI la nao, de 100 toneladas de arqueo, fue el prototipo de nave mercante manca (carente de remos) y de aparejo redondo construida en el Cantábrico. Por contra la carabela, de 60 a 80 toneladas y cuyo origen se sitúa en pequeños barcos pesqueros del litoral de Galicia, Portugal y la Andalucía atlántica, comenzó a construirse en el Cantábrico a mediado el siglo XV. Los galeones mercantes serían las embarcaciones de mayor tonelaje durante estos siglos y con el paso del tiempo referidos a los construidos ex profeso para la guerra bajo el amparo de la Corona española.
Si con anterioridad los barcos de mayor porte se construían en la costa mediterránea, en el siglo XVI se produce un desplazamiento de estas actividades a la atlántica, sobre todo a las atarazanas de Cantabria, Vizcaya y Cádiz, y más tarde a Ferrol, mientras los astilleros del Mediterráneo quedan para embarcaciones menores.
En las costas cantábricas los abundantes robles y sus vetas de hierro propiciaron la construcción de muchos de los mejores barcos de la época. Importantes astilleros como los de Pasajes, Zumaya, Zorroza, Deusto, Colindres o Guarnizo aprovecharon las ingentes reservas de bosques próximos para levantar estas embarcaciones. Las labores de construcción ocupaban a no pocos carpinteros de ribera y calafates, depositarios de conocimientos heredaros de una larga tradición que se remontaba a la Edad Media.
Los astilleros de ribera del Cantábrico contaban con una amplia infraestructura. Disponían de riberos para conservar húmeda la madera; tinglados y almacenes para guardar los materiales; fraguas y talleres; alojamientos para el personal; gradas, andamios y otras estructuras de madera necesarias para el montaje de los barcos. También había muelles y embarcaciones auxiliares. Alrededor de todos ellos existía además toda una importante industria auxiliar de elementos y componentes necesarios para el acabado de los buques se fabricaban en el propio astillero. Las velas, cabos, tonelería, motonería, remos, brea y resina, utilizadas en el calafateo, también se obtenían en otros lugares. Incluso los pinos de gran tamaño, imprescindibles para la arboladura, se traían de lugares tan lejanos como el Mar del Norte o el Báltico.
Los grandes recursos de mineral de hierro existentes en la zona oriental de la Cornisa Cantábrica favorecieron la implantación, desde la Antigüedad, de numerosas ferrerías y fraguas, algunas de las cuales se especializaron con el tiempo en la fabricación de clavazón, anclas, armas y otros complementos. A ello se sumaba importantes instalaciones fabriles como la Real Fábrica de Artillería de La Cavada, cuyos altos hornos nutrían de los cañones necesarios para artillar todos estos buques.
Entre los siglos XVI y XIX se construirían en los astilleros del Cantábrico centenares de naves que la Corona y los armadores particulares utilizaron para la guerra y el comercio oceánico. Llegaría a ser tal la importancia que durante el siglo XVI los reyes emitieron sendas pragmáticas prohibiendo participar en la Carrera de Indias a cualquier barco que no hubiera sido construido en el Cantábrico.

##### La expansión del comercio internacional y la creación de los Consulados de Mar

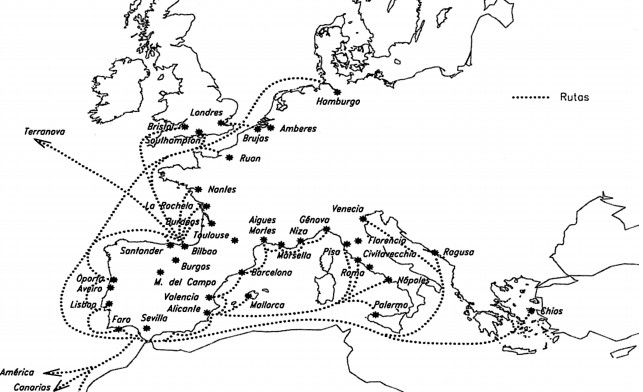
Comercio marítimo internacional castellano en los siglos y.

Los puertos cantábricos desempeñaron un papel clave en esta actividad comercial castellana en pleno auge, sobre todo a partir del s. XV. Gracias a sus naves, los marineros permitieron conectar Castilla con las diferentes plazas mercantiles europeas transportando los productos de consumo necesarios para satisfacer una demanda cada vez mayor. El auge del comercio tuvo por consecuencia el desarrollo del transporte marítimo en los puertos cantábricos.
Este éxito comercial de mediados del siglo XV está relacionado con factores como una coyuntura económica al alza; la formación de asociaciones de mercaderes como el consulado de Burgos en 1494 y, posteriormente, el de Bilbao en 1511; la generalización de las nuevas técnicas comerciales italianas; y el establecimiento de amplias redes de compañías comerciales asentadas en las principales plazas europeas.

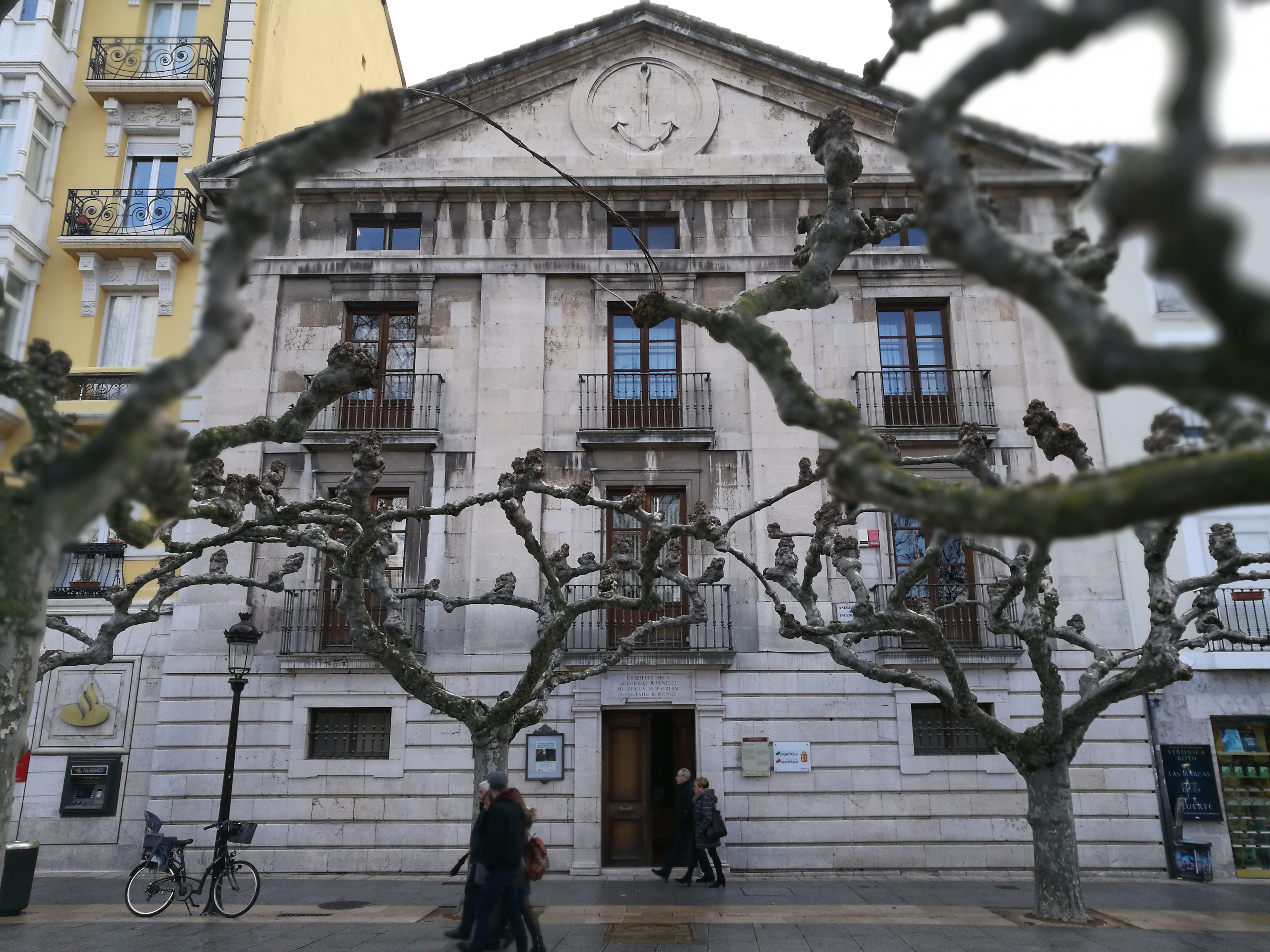
Edificio del Consulado del Mar de Burgos. Desde aquí los mercaderes de la ciudad controlaban el floreciente comercio lanero que desde los puertos de Santander y Laredo exportaba a Flandes en barcos organizados por el consorcio del Consulado.

A la exportación del hierro vizcaíno se añade progresivamente la lana, que va sustituyendo a la inglesa en el abastecimiento de la industria textil flamenca. A este importante nexo comercial se añaden otros tráficos y otros destinos como son la costa francesa de la Bretaña, Nantes, los puertos normandos de Ruan y Calais y los puertos ingleses. El comercio cantábrico se sostiene fundamentalmente de mercancías procedentes no sólo de los puertos atlánticos sino también de los situados en el Mar del Norte y del Báltico, y que tenían como destino Castilla.
Desaparecido el enemigo hanseático, en Flandes, plaza mayor del comercio europeo, bilbaínos y burgaleses disputan sus diferencias mercantiles. Durante el siglo XVII Bilbao ostenta la indiscutible supremacía en el conjunto del tráfico de mercancías cantábrico, ganando finalmente la partida al consulado de Burgos, que había orientado su comercio a través de los puertos de Santander y Laredo. En la práctica el comercio desde Bilbao era controlado fundamentalmente por mercaderes ingleses y holandeses.
La escasa importancia de los puertos de Asturias respecto al resto de las comunidades cantábricas se explica por el relativo aislamiento que la disposición del relieve imponía a este territorio. El transporte de mercancías llegadas a los puertos asturianos hacia el interior presentaba aún mayores dificultades que para los otros territorios costeros cantábricos, incrementando los costes de los transportes, cuando no los imposibilitaba absolutamente durante los inviernos que hacían intransitables los pasos de montaña a través de la Cordillera Cantábrica.

##### El Cantábrico como escenario de la guerra de corso
El buque corsario, con patente de corso oficial, era una embarcación autorizada por los estados para atacar naves y puertos enemigos. La patente de corso era una medida económica y regulada para proteger las costas y rutas marítimas, evitando el alto costo de mantener una flota de guerra estable. Las naves corsarias, más ligeras y veloces que los navíos de guerra, eran usualmente lanchas o pataches mercantes armados con cañones. Operaban en solitario o en pequeñas escuadras, teniendo muchas de ellas bases en los puertos del mar Cantábrico.
Francisco I de Francia, en sus guerras contra el emperador Carlos I de España, recurrió a los corsarios en su ambición de atacar a los barcos cargados de riquezas provenientes del comercio con las Américas. Como réplica los corsarios guipuzcoanos supusieron un verdadero azote para los galos entre los años 1553 y 1555, llegando a cortar las comunicaciones con Terranova y perjudicando gravemente el comercio francés. Aunque el corso guipuzcoano fuese el más activo en esta guerra, el movimiento de corsarios enemigos tampoco desapareció. Así, por ejemplo el corsario normando François Le Clerc, conocido como Pie de Palo, hizo correrías por la costa cantábricas, incendiando Santa Cruz de La Palma y saqueando Cuba y La Española. A su regreso se encontró con el convoy de Pedro Menéndez de Avilés, también con patente de corso al servicio de Felipe II, quien le hundió uno de sus barcos. No todo el corso estaba profesionalizado sino que muchos armadores o patrones, cuya actividad principal era la comercial, armaban en corso y mercancía sus embarcaciones por si encontraban mercantes galos poco protegidos simplemente para intentar capturarlos.

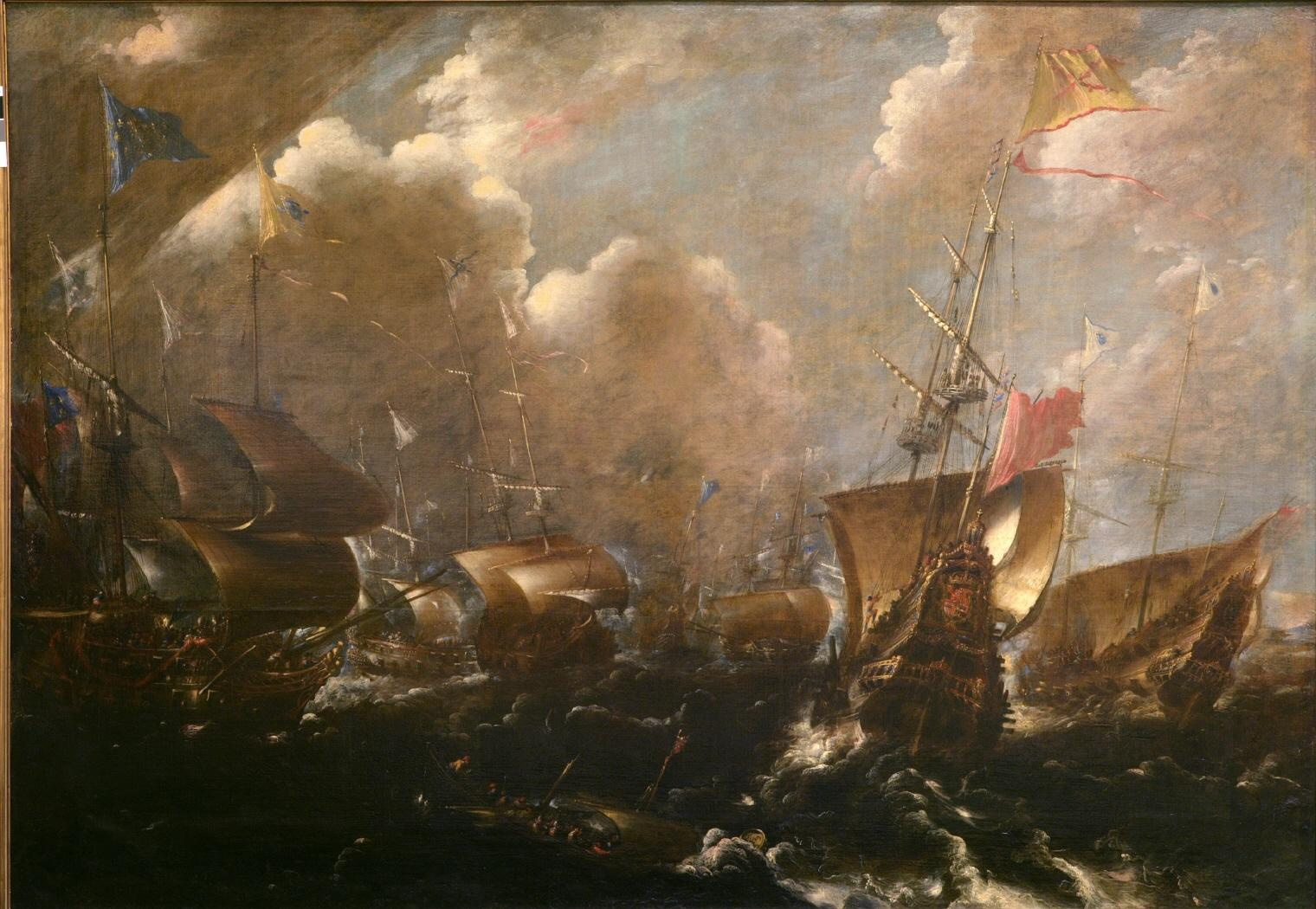
Batalla naval de Guetaria, por Andries van Eertvelt.

En 1635 estalla de nuevo la guerra entre España y Francia y en 1638 una escuadra de 189 barcos al mando del arzobispo de Burdeos, Henri d'Escoubleau de Sourdis, desbarata la flota española que iba a socorrer Fuenterrabía, lo que supuso también la destrucción de la localidad de Guetaria. Al año siguiente hace lo propio con Laredo en la batalla de la Bahía de Santoña, capturando además la capitana y obligando a la tripulación a incendiar la almiranta de la Escuadra de Galicia, buques estos recién construidos en los astilleros de Deusto de camino a La Coruña que se habían refugiado de los franceses en la bahía y que aún estaban insuficientemente armados y tripulados. La flota del arzobispo siguió hostigando las costas cantábricas, bloqueando a la armada española recalada en el puerto de La Coruña.
Estas sonadas victorias francesas trajeron como consecuencia la desaparición de las atarazanas de Colindres, fuertemente dañadas y que pusieron en evidencia su vulnerabilidad desde el punto de vista militar, y el traslado de sus trabajos al astillero de Guarnizo, en una bahía de Santander mucho más protegida.
El siglo XVIII supuso para los astilleros cantábricos una disminución en la construcción de nuevas embarcaciones en comparación con épocas anteriores. Tanto España como los Países Bajos habían quedado rezagadas en términos de avances tecnológicos náuticos, dejando a franceses e ingleses con una clara ventaja en este campo.
El desafío en esa época era encontrar un equilibrio entre estimular la construcción naval nacional para competir con potencias extranjeras y satisfacer las demandas militares de los astilleros reales, que atraían a especialistas y dejaban la construcción privada en una posición desfavorable.

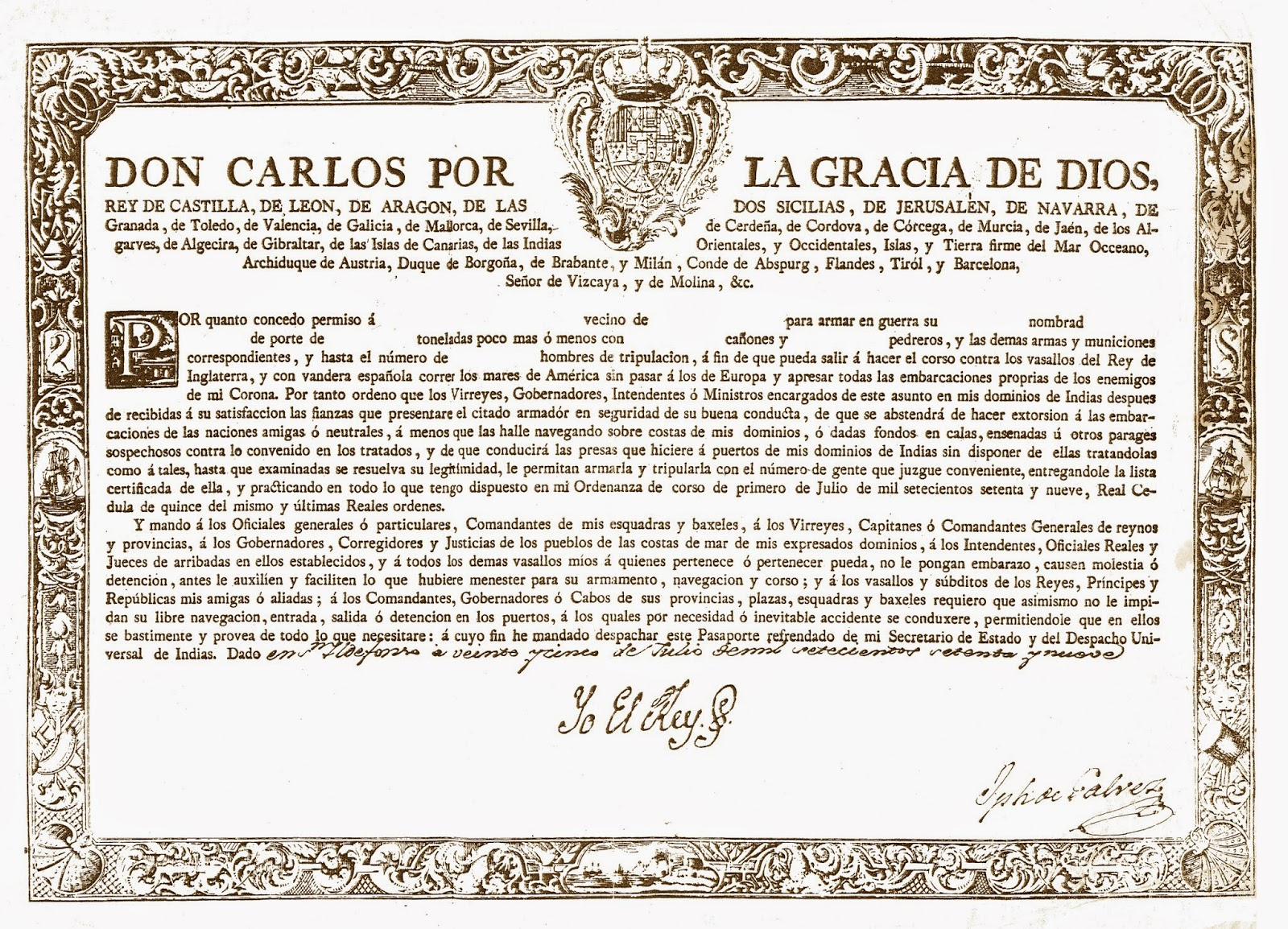
Licencia real para hacer el corso contra las vasallos del Rey de Inglaterra firmada por Carlos III de España. El corso fue una estrategia empleada por España para proteger sus intereses comerciales y navales. Ejercer sin esta autorización era un delito de piratería castigado con la horca.

Al mismo tiempo, la actividad corsaria en el Atlántico fue intensa durante los siglos XVII y XVIII como se ha señalado, con diferentes monarquías otorgando cartas de contramarca para salir al corso a capitanes y poder capturar y saquear barcos enemigos. Esto inundó el mercado con naves de alta calidad a precios bajos, lo que afectó negativamente a la industria naval local. La compra-venta de embarcaciones capturadas se volvió lucrativa para los armadores privados que sufragaban la creación de escuadras corsarias y también para la Hacienda real, que obtenía una parte de los beneficios del corso.
Con la guerra de sucesión española, las alianzas cambiaron y España se unió a Francia, lo que afectó las áreas de acción de los corsarios vascos, el más potente en ese momento. A medida que el comercio francés dominaba el golfo de Vizcaya, las actividades corsarias en esa región prácticamente desaparecieron hacia 1713, al finalizar la guerra. Sin embargo, unas décadas después, durante la guerra del Asiento, el corso resurgió para apoyar a la Armada española, que había renacido de sus cenizas pero aún era demasiado débil para enfrentarse a la Royal Navy. Los corsarios vascos llenaron el puerto de San Sebastián con numerosas presas que luego se subastaban, pujando mediante subterfugios incluso comerciantes de fuera del reino aun a pesar de su prohibición.
La Real Compañía Guipuzcoana de Caracas se destacó en este contexto, ya que sus navíos recibieron patentes de «corso y mercancía» para frenar el comercio ilegal de otras potencias europeas con América a cambio de mantener su monopolio comercial con los virreinatos de Ultramar.
Con el tiempo, la hegemonía del puerto de San Sebastián fue cediendo ante la entrada de Francia en la guerra, la competencia de corsarios de Bayona y la mayor eficacia de la marina real británica contra la actividad corsaria. En consecuencia, Bilbao paso a convertirse en el principal puerto del Cantábrico.
La fase final de la guerra de los Siete Años, en 1762, también generó un aumento en las solicitudes de patentes de corso por parte de la intervención española.
Tras la Paz de Basilea (1795) y el inicio de hostilidades contra Gran Bretaña, el corso marítimo volvió a experimentar un notable crecimiento en el Cantábrico Occidental. En 1799, los buques gallegos con patente de corso lograron capturar 21 mercantes ingleses, lo que generó prosperidad en ciudades costeras como Vigo.
Por contra en el Cantábrico Oriental el corso presentó características distintivas durante este período, marcadas principalmente por un declive sostenido en contraste con el auge experimentado en el sector occidental. Durante el reinado de Carlos IV, la actividad corsaria vasca estuvo condicionada por varios factores estructurales. Ante la notable ausencia de buques de la Armada española capaces de garantizar la defensa efectiva de las aguas territoriales, las autoridades intentaron promover el armamento de diversas embarcaciones en corso. Como consecuencia, la protección de las costas recayó fundamentalmente en manos de sus propios habitantes. El puerto de Bilbao se constituyó como el principal punto de partida para los corsarios, seguido por San Sebastián y, en proporciones significativamente menores, por Bermeo, Lequeitio y Pasajes.
Los corsarios guipuzcoanos, que históricamente habían ejercido una hegemonía indiscutible en el Cantábrico, experimentaron un acelerado proceso de desaparición hasta quedar reducidos a intervenciones casi anecdóticas. Este declive y práctica desaparición se debió fundamentalmente a razones económicas. Este fenómeno encuentra su explicación principal en el desarrollo del libre comercio con América durante el siglo XVIII, actividad económica que resultaba considerablemente más rentable y menos arriesgada que las operaciones corsarias tradicionales.
En 1778, se publicó un reglamento que permitía el libre comercio entre varios puertos españoles y el Nuevo Continente, excepto México y Venezuela, que mantenían el monopolio de la Compañía Guipuzcoana de Caracas. El País Vasco quedó excluido de este comercio debido a su régimen foral propio y aduanas internas, aunque San Sebastián obtuvo permiso en 1788. Los comerciantes vascos se vieron obligados a buscar formas indirectas de comerciar, usando puertos permitidos como el de Santander si no podían hacerlo desde Bilbao o San Sebastián.
Finalmente la desaparición del corso en el Cantábrico se debió principalmente a la evolución económica. El comercio con América se volvió más rentable y productivo, brindando una oportunidad de desarrollo comercial antes inexistente. Al romper Carlos III el monopolio de Cádiz y permitir el libre comercio abrió nuevas posibilidades de negocio. Además, el comercio con el resto de Europa era competitivo, mientras que el mercado americano seguía reservado, en teoría, a los españoles.

### Edad Contemporánea: de la pesca tradicional a la industria conservera y el turismo balneario
A mediados del siglo XIX, en las costas del mar Cantábrico, la pesca de ballenas y bacalaos, que solían ser las principales actividades pesqueras, habían desaparecido casi por completo. En su lugar, la pesca de bajura de corta distancia se convirtió en la actividad predominante en la mayoría de los puertos, y en algunos, era la única fuente de pesca. Para organizar estas actividades, se utilizaban las llamadas "costeras", que consistían en aprovechar los movimientos migratorios de ciertas especies marinas, como las pelágicas, que se acercaban a la costa en grandes grupos en ciertas épocas del año. Incluso se podía pescar especies de fondo durante estas costeras.
Dos costeras destacaban por encima de las demás en esa época: la pesca de sardina en primavera y verano, y la pesca de besugo en invierno. La sardina se capturaba cerca de la costa utilizando barcos llamados "lanchas traineras", mientras que la pesca de besugo se llevaba a cabo más lejos de la costa con embarcaciones más grandes conocidas como "lanchas besugueras".
Los pescadores estaban a la merced de desenlaces especialmente gravosos. Uno de los mayores riesgos era el reclutamiento forzoso por parte de la Armada, al que los marineros estaban expuestos debido al sistema de matrícula vigente hasta 1873. Las campañas de servicio en la Marina duraban entre tres y cuatro años, lo que implicaba largas separaciones de sus familias y comunidades. Además, la siniestralidad laboral era alta, y se producían numerosos naufragios en la zona cada año.

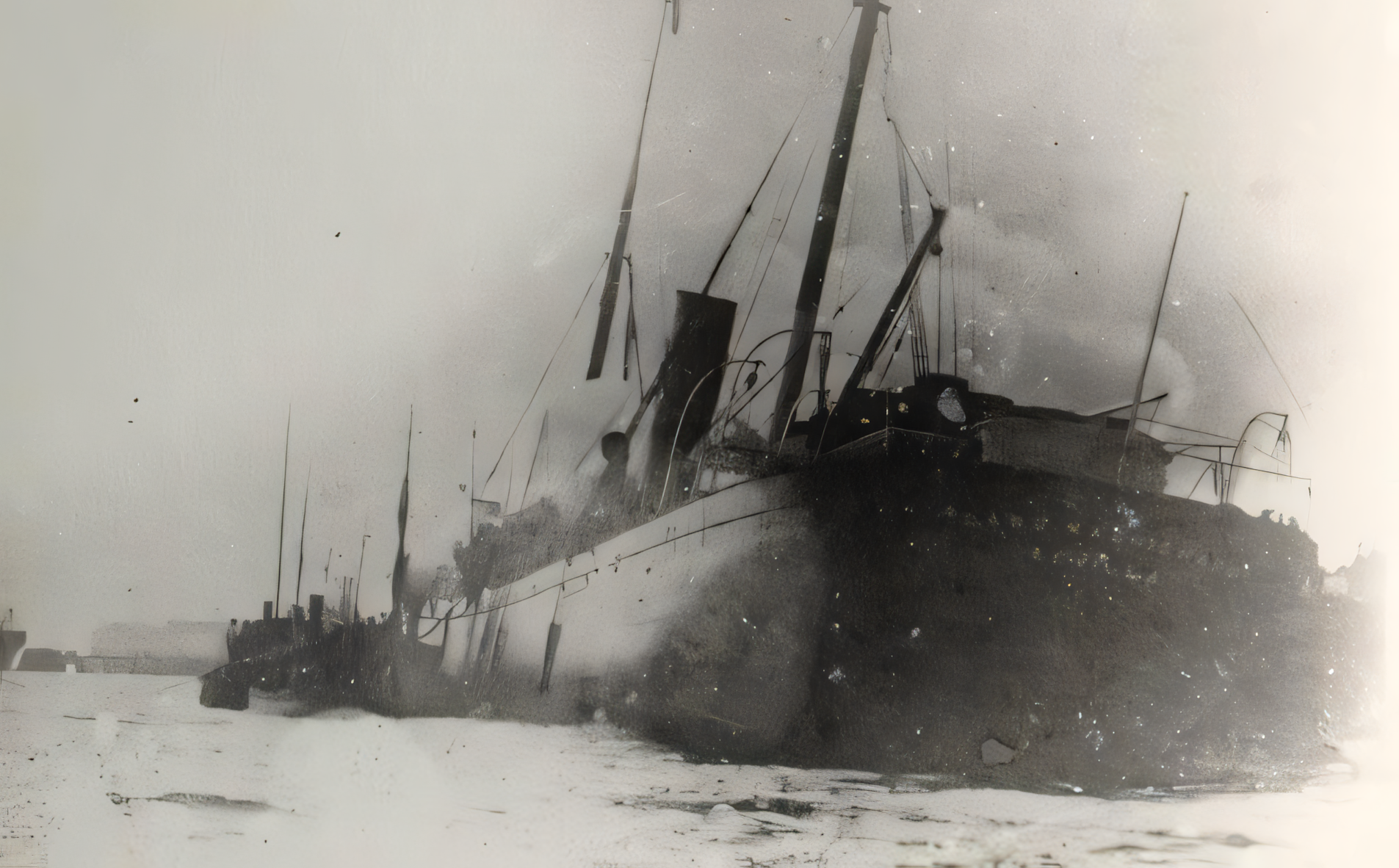
Última foto del vapor Cabo Machicaco ardiendo atracado en el puerto de Santander momentos antes de su explosión el 3 de noviembre de 1893. El barco transportaba una carga no declara de 1720 cajas de dinamita y 20 botellas de ácido sulfúrico. Su estallido provocó 590 muertos y alrededor de 2000 heridos. La detonación arrasó gran parte del centro de la ciudad.

Hasta la actualidad, en la memoria colectiva han perdurado tragedias que ocurrieron en esa época, como la mortal galerna del Sábado de Gloria de 1878 o la explosión del vapor Cabo Machichaco en 1893, considerada la peor catástrofe civil registrada en la historia contemporánea de España. Estos trágicos eventos siguen siendo recordados por las comunidades y han dejado una marca indeleble en la historia marítima de la región.
En los primeros años de siglo XX la irrupción de la llamada lancha vapora contribuyó a impulsar las pesquerías en general y, más concretamente, las de cerco.
Tras el fin de la Gran Guerra la situación pesquera en los puertos cantábricos se normalizó, iniciándose una época de buenas capturas de anchoa que lograron alcanzar volúmenes de pesca desconocidos hasta entonces, lo que impulsó un aluvión de nuevos almacenes y lonjas de salazón en todo el norte peninsular.
Si a principios de siglo XX el motor de vapor cambiaría por completo la industria pesquera, sería la introducción del motor de explosión la que supondría una tecnología disruptiva en el sector. Derivado de su facilidad de instalación en embarcaciones menores así como su contenido coste, el motor de explosión entrañó un revulsivo a las modestas economías de los pescadores cantábricos dedicadas a la pesquería de la sardina y la anchoa.
Ciertos puertos, impulsados por el aumento de la flota y el consiguiente incremento de las capturas, se convirtieron en núcleos de referencia de la pesca de la anchoa de sus territorios; fue el caso de Motrico en Guipúzcoa, Ondárroa en Vizcaya, Laredo y Colindres en Cantabria y Cudillero o San Juan de la Arena en Asturias. Esto no significó que a la cabeza de esta pesquería siguieran estando los puertos tradicionales, como Guetaria, Bermeo o Santoña.
Se produce entonces un hecho que cambiaría la fisionomía de muchas poblaciones costeras Cantábricas: el desarrollo de la industria conservera.

#### El desarrollo de la industria de salazón de la mano de industriales italianos
Durante el siglo XIX, la industria pesquera en las comunidades del norte de España experimentó cambios significativos que alteraron por completo la forma en que operaba al comienzo de ese siglo. Hasta aproximadamente la mitad del siglo, las principales actividades se centraban en métodos tradicionales de preservación como el salazón, que se usaba principalmente en la sardina, y el escabechado, que se aplicaba principalmente al besugo y en menor medida al bonito del norte. Estos métodos predominaron en la región hasta mediados del siglo XIX, cuando la industria pesquera empezó a transformarse drásticamente.
Hasta el siglo XIX, el bocarte, que se transformaba en anchoa, era un pescado de menor importancia, ya que los pescadores se centraban en otras especies más abundantes y rentables. Apenas había referencias sobre la anchoa y su transformación. Sin embargo es en este momento cuando la industria conservera de pescado del Cantábrico que hoy conocemos empieza a adquirir una gran relevancia gracias a dos factores fundamentales: en primer lugar, la riqueza del mar Cantábrico, que proporciona regularmente la materia prima necesaria para las fábricas conserveras, y el segundo factor se remonta a finales del siglo XIX y proviene de regiones distantes de la región Cantábrica.

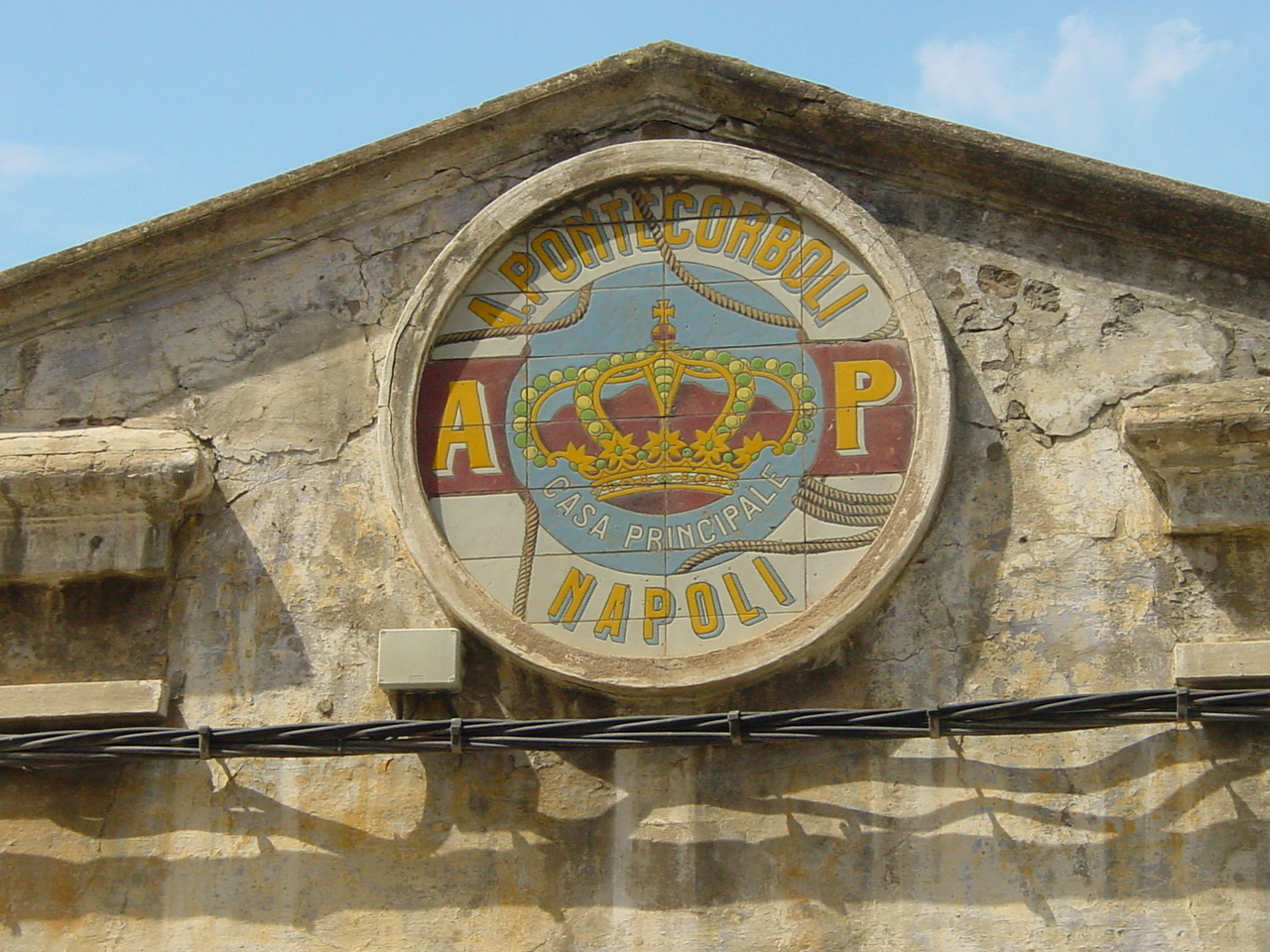
Frontispicio de la antigua fábrica de conservas de anchoas de la sociedad de Abraham Pontecorboli de Nápoles, levantada en torno a 1918 en Santoña.

A lo largo del siglo XX y atraídos por la abundante población de anchoas en el mar Cantábrico, muchos sicilianos se establecieron en la costa cantábrica provenientes de una floreciente industria conservera en Italia, dando a conocer sus técnicas de salazón. La industria italiana estaba en auge y la demanda de anchoas superaba la producción, por lo que las fábricas necesitaban más bocarte para satisfacerla.
La llegada masiva de italianos tuvo un impacto significativo en la pesca de anchoa en lugares como Ondarroa, Getaria y Santoña, y en menor medida en Bermeo, Lequeitio y Motrico. En algunas localidades como Laredo o Castro Urdiales, las capturas irregulares de sardinas destinadas a la industria conservera llevaron a que la pesca de anchoa ganara relevancia debido a su mayor valor en el mercado salazonero.
En Asturias, el impulso de esta actividad vino de los industriales cántabros hasta la década de 1930, quienes se centraron en ciertos puertos donde el bocarte tenía importancia en las descargas, especialmente en localidades del oriente como Llanes, Ribadesella y Lastres, y también en Cudillero y San Juan de la Arena, en el occidente asturiano.

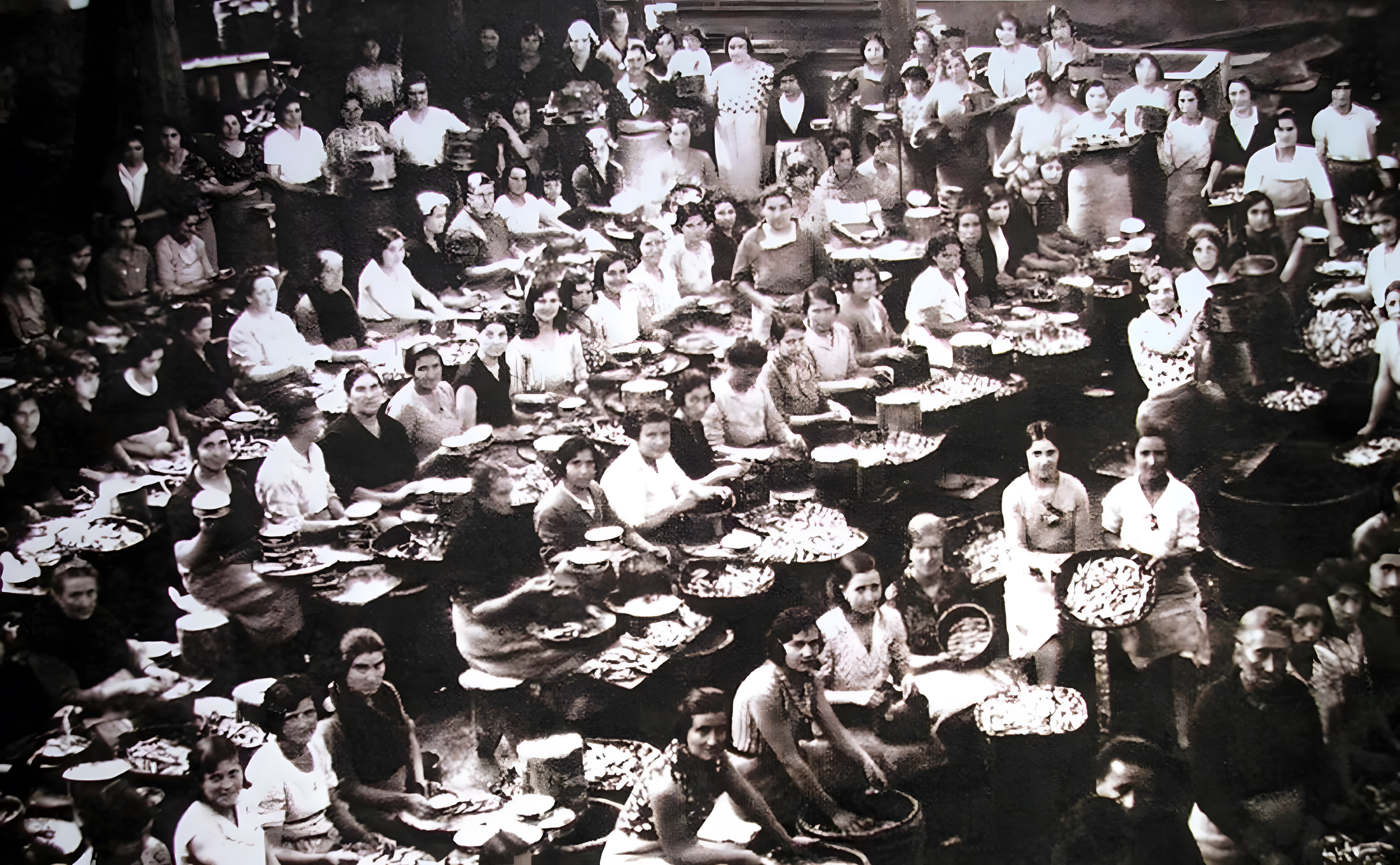
Mujeres trabajabando en la fábrica de conservas de pescados de Ignacio Villarías de Santoña. Fotografía tomada el 21 de agosto de 1932 con motivo de la visita de Niceto Alcalá-Zamora, presidente de la República de España, a la localidad.

El número de industriales italianos en la costa cantábrica aumentó considerablemente, y fueron ellos quienes impulsaron el crecimiento y el cambio en la orientación del sector pesquero y conservero, posicionando a la anchoa como la especie más importante en toda la región del Cantábrico.
Sin embargo, la actividad conservera estaba basada en una sola especie, principalmente dirigida al mercado italiano y, en menor medida, al estadounidense. Esta falta de diversificación y la dependencia de la economía y política italiana afectó al desarrollo del sector. La imposición de sanciones económicas a Italia por la Sociedad de las Naciones, debido a la invasión de Abisinia, llevó al gobierno de Mussolini a restringir permisos de importación y prohibir la salida de divisas del país necesarias para financiar las costeras cantábricas.
La incertidumbre generada por estas acciones afectó gravemente la economía pesquera del Cantábrico. Con el cierre del mercado italiano, los fabricantes redujeron su producción y dejaron de comprar bocarte, lo que afectó directamente a los pescadores. Esto provocó una fuerte caída en el precio de la anchoa y el inicio de una crisis que afectó también al sector pesquero. El estallido de la guerra civil española en 1936 empeoró la situación, ya que muchas familias italianas abandonaron las localidades del Cantábrico, y no regresarían hasta el final de la contienda.

##### La cornisa cantábrica como un espacio turístico de la élite: los baños de ola

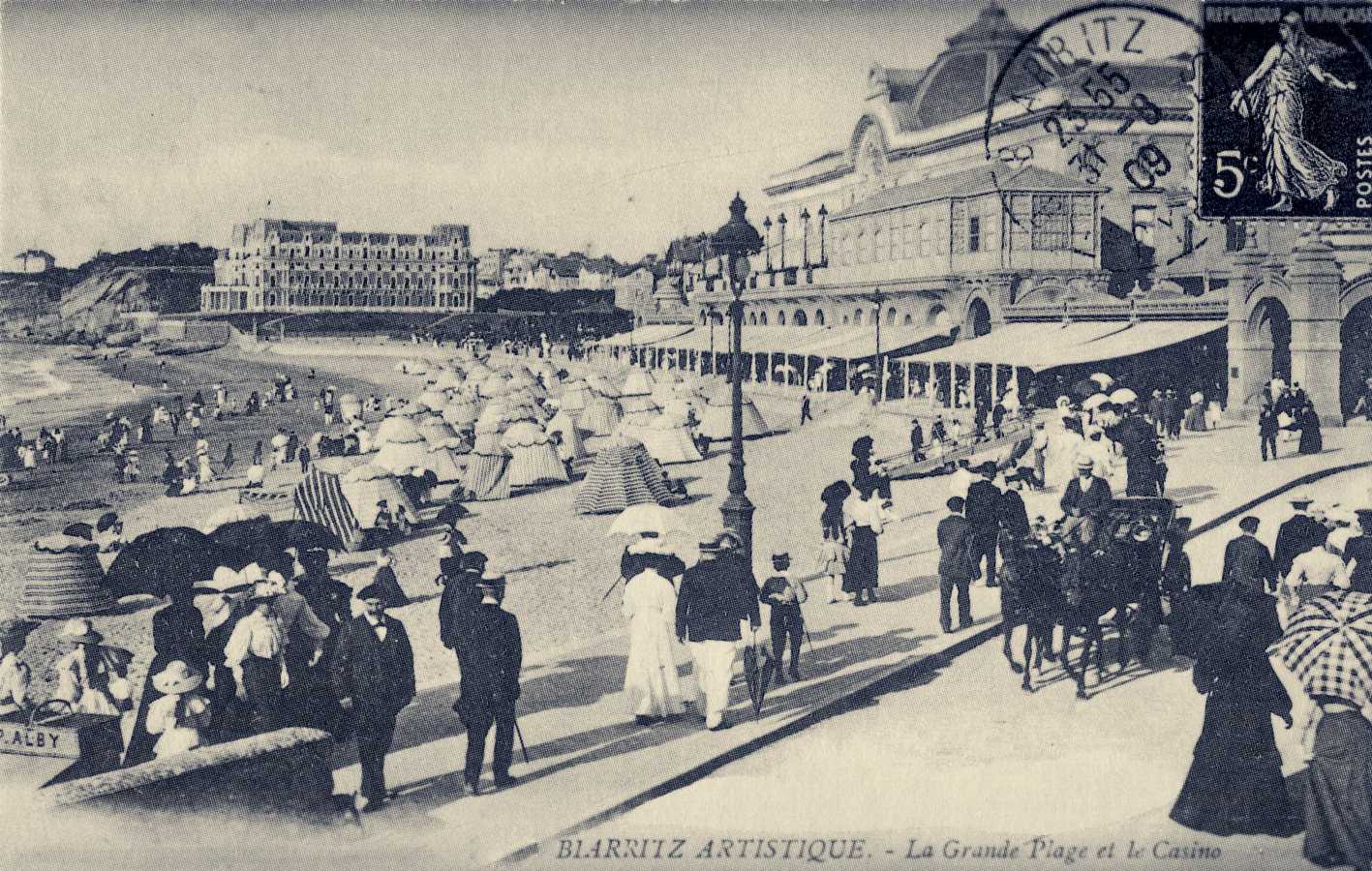
La Gran Playa, el antiguo Casino y el Palacio en Biarritz (ca. 1900). A partir del esta exclusiva estación balnearia fue un lugar de estancia solicitado por la Corte, la aristocracia y la burguesía industrial o rentista de toda Europa como centro de veraneo.

Durante el siglo XIX, con la Revolución Industrial, el concepto moderno de vacaciones y veraneo se popularizó en Europa, lo que provocó un cambio cultural en el uso de espacios costeros que antes eran considerados desagradables por las clases altas. La combinación de intereses económicos, cambios en las costumbres sociales y el deterioro de la vida en las ciudades industriales, junto con la difusión de prácticas médicas y hábitos higiénicos saludables, impulsaron el incipiente turismo de costa.
En particular, la moda de los «baños de ola» surgió en Gran Bretaña a finales del siglo XVIII y se introdujo en España a mediados del siglo XIX, trayendo consigo el modelo de estancia marítima de ocio que ya se practicaba en el mar Báltico, el mar del Norte y el canal de la Mancha.
A partir de 1750 médicos e higienistas, sobre todo ingleses, empezaron a alabar las virtudes terapéuticas del agua del mar y a promocionar los baños fríos. Ya en 1765 los baños de mar eran famosos en Biarritz, aunque no existía aún ningún establecimiento de baños. La percepción de las propiedades curativas de los baños de mar llevó a la proliferación de tratados que explicaban cómo realizar los baños y sus métodos de curación.

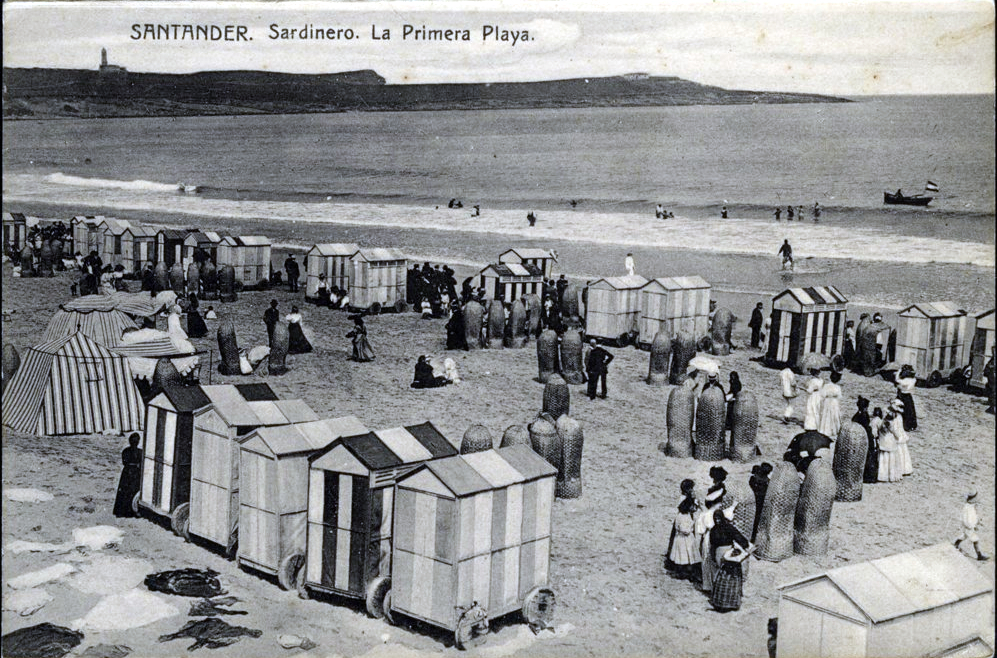
Baños de ola en la primera playa de El Sardinero de Santander (ca. 1911-1913). Se aprecian las casetas utilizadas por los bañistas para cambiarse. Estas estructuras estaban equipadas con ruedas para poder ser arrastradas hasta la orilla. A la derecha, se observan unos capazos de mimbre que eran utilizados por las clases pudientes para protegerse del sol y evitar que su piel se bronceara.

Aunque en España se establecieron varios centros turísticos en las costas mediterráneas y atlánticas, el desarrollo principal tuvo lugar en el litoral cantábrico. Estos centros tomaron como modelo las estaciones balnearias turísticas relevantes de Arcachón y Biarritz en Francia.
A pesar de las perturbaciones causadas por la guerra carlista en la década de 1870, ya se había establecido la estructura básica de un sistema de estaciones de baños a lo largo de toda la costa del Cantábrico. Las dos estaciones más importantes, con diferencia, fueron San Sebastián y Santander. La presencia regular de la familia real y la aristocracia española consolidó y dotó de servicios a estos lugares, convirtiéndolos en destinos selectos y de moda. Isabel II, Amadeo de Saboya, Alfonso XII y especialmente Alfonso XIII solían veranear en estas exclusivas estaciones balnearias, que se complementaban en la cornisa cantábrica con una amplia red de estaciones de menor categoría pero más asequibles.
La fascinación de las élites por los baños de mar llevó a la creación de lujosos balnearios en la región atlántica. Estos balnearios se convirtieron en refugios de bienestar, donde las sesiones de talasoterapia eran solo una parte de la experiencia. La ostentación y el lujo se mezclaban con la salud y la socialización, creando un mundo exclusivo donde la alta sociedad podía rejuvenecer su cuerpo o tratar sus dolencias mientras disfrutaba de la compañía de sus pares.

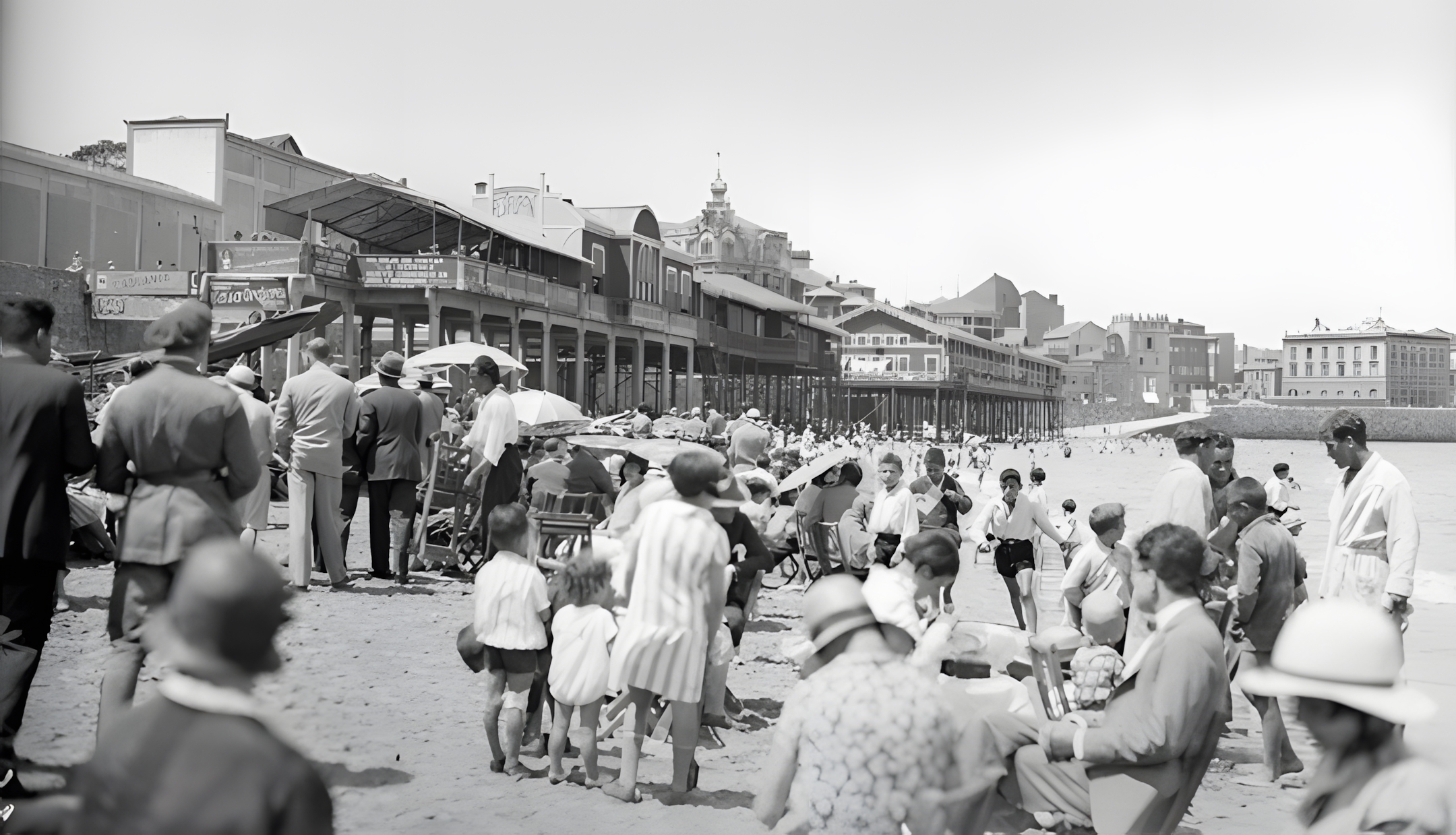
Balnearios de la playa de San Lorenzo de Gijón (ca. 1920). Las instalaciones palafíticas estaban inspiradas en los piers ingleses.

Así en conjunto, en 1876, la publicación «Reseña de los establecimientos balnearios y baños de mar situados en las provincias del norte de España y Mediodía de Francia» mencionaba siete estaciones balnearias marítimas en Guipúzcoa, ocho en Vizcaya, nueve en Cantabria y cinco en Asturias, la mayoría surgidas a partir de la expansión de la red ferroviaria en España y la reducción drástica en los tiempos de viaje.

### El Cantábrico como teatro de operaciones navales en elsigloXX
El mar Cantábrico, y por extensión el Golfo de Vizcaya, desempeñó un papel de gran relevancia en los principales conflictos bélicos que sacudieron Europa durante la primera mitad del siglo XX. Estos eventos incluyen la Primera Guerra Mundial, la guerra civil española y la Segunda Guerra Mundial, donde la región se convirtió en un teatro de operaciones de especial importancia.
En ese período, se produjo un avance tecnológico significativo que marcó la transición hacia la guerra mecanizada moderna. Este avance no se limitó a tierra firme, sino que también se extendió al ámbito naval, con la aparición de una innovación que revolucionaría la guerra en el mar: el submarino. La incorporación de este nuevo buque cambió por completo la dinámica de los conflictos en los mares y no iba a ser menos en el Cantábrico.
Los submarinos se convirtieron en un arma de negación de área, lo que significa que obstaculizaban el control de los mares y las rutas comerciales. Estas naves eran capaces de paralizar el tráfico de superficie y representaban una amenaza significativa para la supremacía naval de las potencias en conflicto. Su capacidad para operar de manera sigilosa y atacar a las flotas enemigas desde las profundidades del océano los convirtió en una fuerza temible.

#### La amenaza submarina durante la Gran Guerra

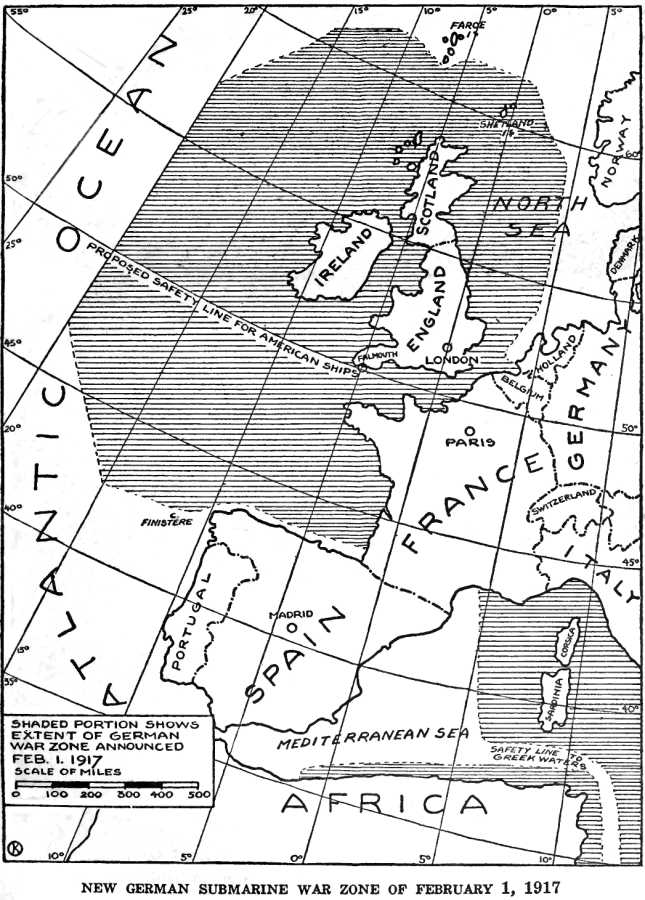
Nuevas zonas de guerra anunciadas por Alemania en febrero de 1917 para su guerra submarina a ultranza en las que ya se incluía el mar Cantábrico.

A pesar de la neutralidad de España durante la Primera Guerra Mundial, el mar Cantábrico se convirtió en un escenario de cruentas batallas, donde ambas facciones en conflicto libraron una intensa guerra naval. Una de las innovaciones más destacadas de la guerra fue la introducción de la nueva arma submarina. Alemania, cuya flota de superficie era insuficiente para competir con los Aliados, adoptó una estrategia ingeniosa al emplear submarinos para atacar el tráfico marítimo enemigo. De manera inesperada, la Marina Imperial alemana logró hundir casi 13 millones de toneladas de buques mercantes, tanto aliados como neutrales, una cifra que parecía inimaginable antes del conflicto.
En julio de 1914, el estallido de la guerra generó una demanda masiva de buques neutrales debido a la incautación e intervención de los navíos de los países en guerra por parte de sus respectivas Marinas nacionales. Esta situación condujo a un notable aumento en el tráfico marítimo, brindando enormes beneficios a las navieras españolas, especialmente a las ubicadas en Vizcaya, que albergaban la mayor parte de la flota mercantil.
El incremento sin precedentes en el tráfico internacional entre diversos puertos europeos, como los del Mediterráneo, Atlántico, Mar del Norte y Báltico, conllevó riesgos significativos. El Gobierno británico, mientras concedía fletes para los puertos del Atlántico y del Mediterráneo, estableció condiciones exigentes. A cambio de permitir el transporte, requería que los buques neutrales proporcionaran hierro, minerales diversos y suministros alimentarios. Estos recursos eran esenciales para el esfuerzo de guerra británico.
En los primeros meses de 1916, varios cargueros españoles que navegaban desde el Cantábrico hasta Gran Bretaña fueron atacados y hundidos por submarinos alemanes. A pesar de estos ataques, las reacciones del gobierno español se limitaron a protestas diplomáticas. Los Aliados, que se encontraban inmersos en brutales batallas en el frente occidental y dependían cada vez más de los suministros provenientes de España y otras naciones, se enfrentaron a dificultades crecientes para garantizar la llegada segura de estos abastecimientos debido a la presencia de submarinos alemanes.

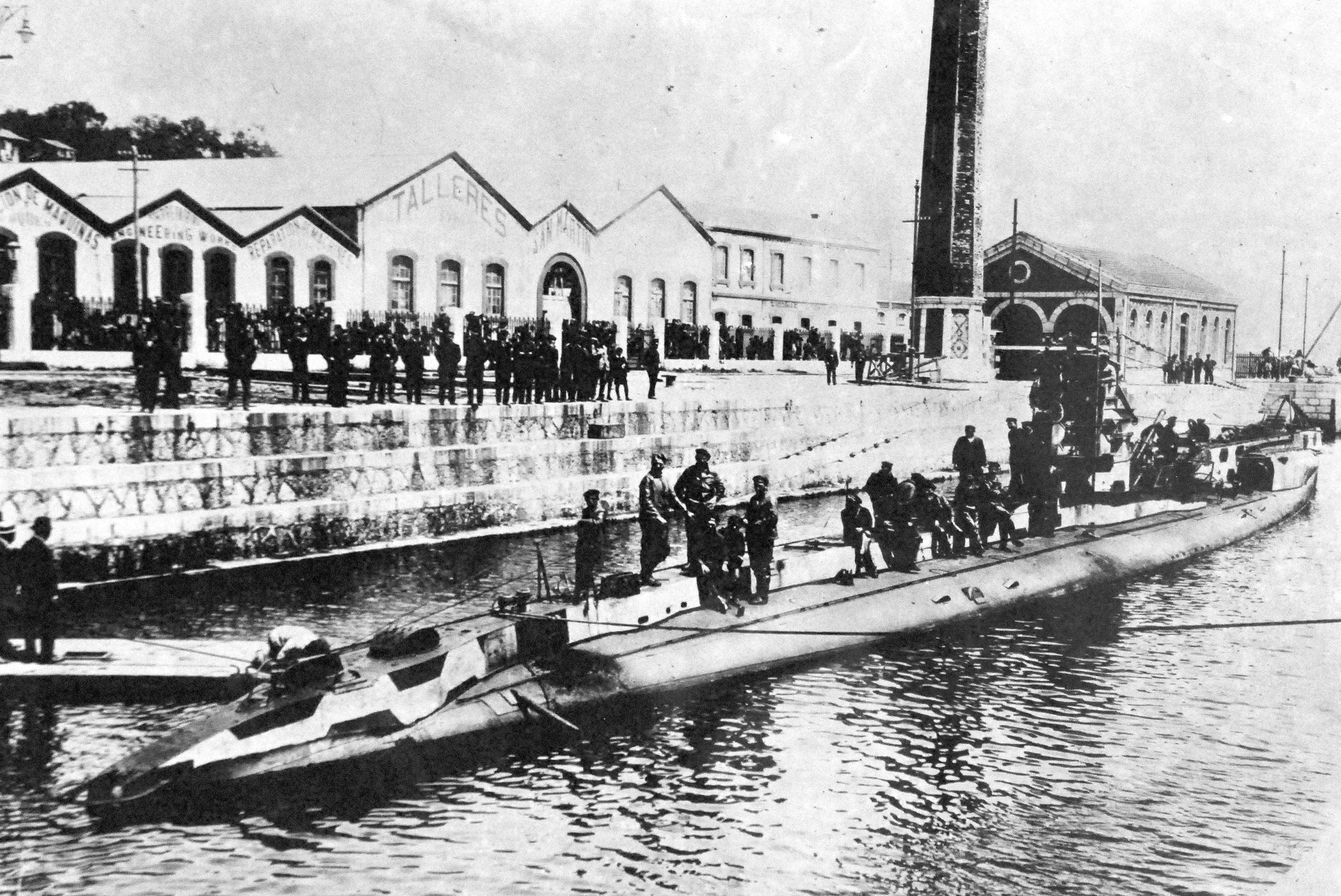
Submarino alemán UC-56 en el dique de Gamazo de Santander. El sumergible fue atacado por el USS Christabel el 21 de mayo de 1918 y no pudo volver a sumergirse debido a los daños recibidos. Consiguió llegar al puerto neutral de Santander donde permanecería hasta la finalización de la guerra.

La campaña de los U-Boote alemanes tomó un carácter mundial, desarrollándose por todos los mares del mundo, destacando el Atlántico Norte y el mar Mediterráneo. En el mar Cantábrico operaban en un área que se extendía desde Finisterre hasta Vizcaya, con el objetivo de controlar el paso de buques enemigos hacia el océano Atlántico. Los pescadores del Cantábrico solían avistar estos submarinos y, en ocasiones, incluso entablaban conversaciones con sus tripulantes que buscaban adquirir víveres para abastecerse durante sus patrullas.
La situación en el Cantábrico se volvió aún más complicada a partir de febrero de 1917, cuando los Imperios Centrales decidieron emprender una guerra submarina sin restricciones, interrumpiendo todo el tráfico marítimo entre países neutrales y naciones aliadas. Los ataques navales de Alemania contra buques españoles en ruta desde y hacia naciones del bloque aliado se volvieron cada vez más frecuentes y llamativos. Además, la denuncia de que los puertos españoles estaban siendo utilizados libremente por los submarinos puso al Gobierno de España en una situación insostenible, con fuertes presiones para unirse al conflicto. El hundimiento de buques españoles provocó una grave escasez de carbón y el aumento de los precios de los productos básicos.
La guerra submarina en el mar Cantábrico continuaría hasta octubre de 1918, cuando el buque carguero francés Lyndiane fue hundido por el submarino U-103 frente a la playa de Sakoneta, resultando en la trágica pérdida de 35 tripulantes. Un mes después la Primera Guerra Mundial llegaría a su fin.

#### La Campaña del Norte durante la guerra civil española
Dieciocho años después de ser contexto bélico en un conflicto armado, el mar Cantábrico se convertiría una vez más en un escenario de confrontación naval durante la guerra civil española, un conflicto que marcaría un hito en la historia de España y dejaría una profunda huella en la memoria colectiva del país.

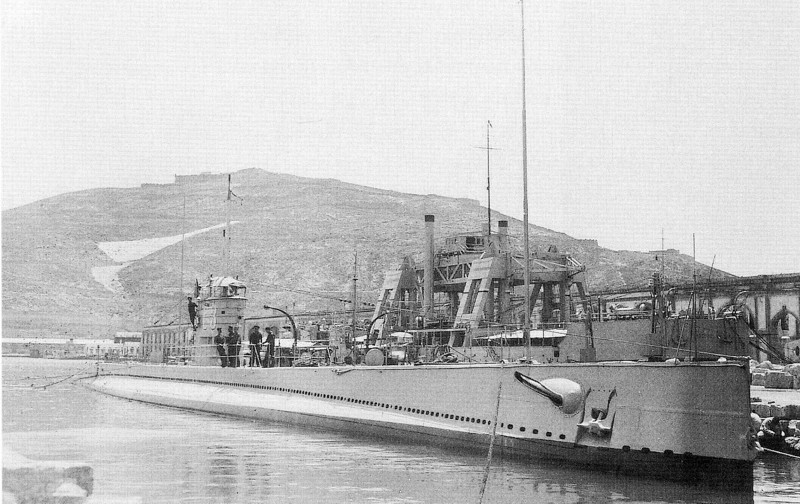
Submarino C-3 en la base naval de Cartagena (1936). La carencia de oficiales profesionales tras las purgas y la desconfianza sobre la lealtad de los mandos condicionaron la efectividad del arma submarina. La falta de éxito en el Cantábrico llevó a que algunas unidades fueran desviadas a otros frentes, lo que disminuyó aún más la presencia de submarinos republicanos en la zona.

El conflicto bélico estalló tras el alzamiento militar del 18 de julio de 1936, cuando una parte del ejército español se sublevó contra el gobierno republicano. Inmediatamente, la pequeña flota del bando sublevado tomó el control del teatro naval del Cantábrico. Su misión inicial era llevar a cabo operaciones de ataque en la costa y respaldar las fuerzas del general Mola en la Campaña de Guipúzcoa, que ya habían tomado la ciudad de San Sebastián. Su éxito inicial hizo que las fuerzas republicanas se dieran cuenta de la necesidad de contrarrestar esta amenaza.
Entre agosto y septiembre de 1936 el Gobierno de la República desplegaría cuatro submarinos de la Clase C (C-3, C-4, C-5 y C-6) y uno de la Clase B (el B-6) para que protegieran el tráfico mercante y atacaran al acorazado España y al crucero Almirante Cervera, que operaban en el Cantábrico. Las purgas de oficiales submarinistas al inicio de la guerra, la desconfianza entre los miembros de la tripulación (marinería y mandos), los cambios frecuentes de comandantes y tripulaciones debido a razones políticas, las deficiencias en el material, así como el desanimo por los ulteriores hundimientos del C-5 y el B-6, hicieron que el espíritu combativo de la flotilla de submarinos decayera.
Ante los pobres resultados, en septiembre de 1936 el mando republicano tomó una decisión estratégica crucial que a la postre condicionaría gran parte del devenir de la guerra: enviar la mayoría de su flota naval de superficie al norte del país, al Cantábrico. Esta flota estaba compuesta por un acorazado, dos cruceros y seis destructores. La misión de esta escuadra era evitar que las fuerzas sublevadas avanzaran por la costa vasca mediante el uso de la artillería naval. Solo se dejó una pequeña fuerza de cinco destructores a cargo del bloqueo del Estrecho de Gibraltar, una ubicación estratégica clave.

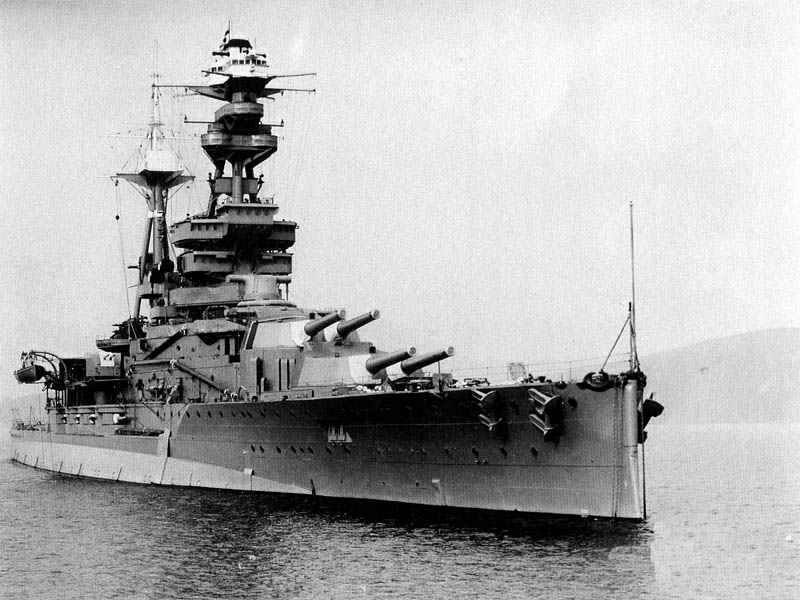
Acorazado HMS Royal Oak (1937), uno de los buques encargado de llevar a cabo «patrullas de no-intervención». Las cuatro potencias del Comité de No Intervención se repartieron las zonas de control costera, correspondiendo a Reino Unido el Cantábrico oriental controlado por la República. La Royal Navy desplegó una fuerza naval para proteger los convoyes de suministros que iban a la España republicana y la evacuación de refugiados. La cautela y subordinación de los mandos tanto británicos como sublevados evitaría que las operaciones de ambos llegarán a producir un choque armado.

La estrategia republicana tuvo éxito, deteniendo el avance de las fuerzas sublevadas por tierra. La superioridad de la flota republicana en el Cantábrico fue tan contundente que durante su presencia en la región, la armada del bando sublevado se mantuvo inactiva y refugiada en la base naval de Ferrol.
Sin embargo, una serie de eventos cambiaron el rumbo de la guerra en el Cantábrico. La mayoría de la flota republicana tuvo que regresar al Mediterráneo, ya que los cruceros del bando nacional Canarias y Almirante Cervera rompieron sorpresivamente el bloqueo del Estrecho sin apenas oposición. Solo quedó una pequeña escuadrilla de dos destructores, dos submarinos y un torpedero, que junto a la flotilla de bous de la Marina de Guerra Auxiliar de Euzkadi creada por el Gobierno vasco, resultó ser insuficiente para mantener el control de la región.
Los sublevados aprovecharon esta oportunidad para consolidar su dominio en el Cantábrico. El acorazado España, el destructor Velasco, tres mercantes artillados y una flotilla de bous armados tomaron el control del mar Cantábrico y bloquearon los accesos a los puertos republicanos en la franja norte. También apresaron a voluntad los barcos mercantes que intentaban llegar a estos puertos. La supremacía de la flota sublevada le permitió ejercer un bloqueo naval y comercial eficaz en la región, al tiempo que brindaba apoyo a las ofensivas de su ejército.
La Royal Navy representó una de las principales fuentes de complicaciones para las Fuerzas Navales del Cantábrico sublevadas, ya que impedían la identificación de los buques mercantes que se dirigían hacia los puertos republicanos, hasta que llegaban al límite de las tres millas de la costa. Esto constituía un serio inconveniente, pues en esa zona ya quedaban expuestas al fuego de la artillería costera enemiga. A pesar de todo, el tráfico marítimo republicano en esta zona se veía cada vez más estrangulado, con las consiguientes repercusiones en el frente del Norte.

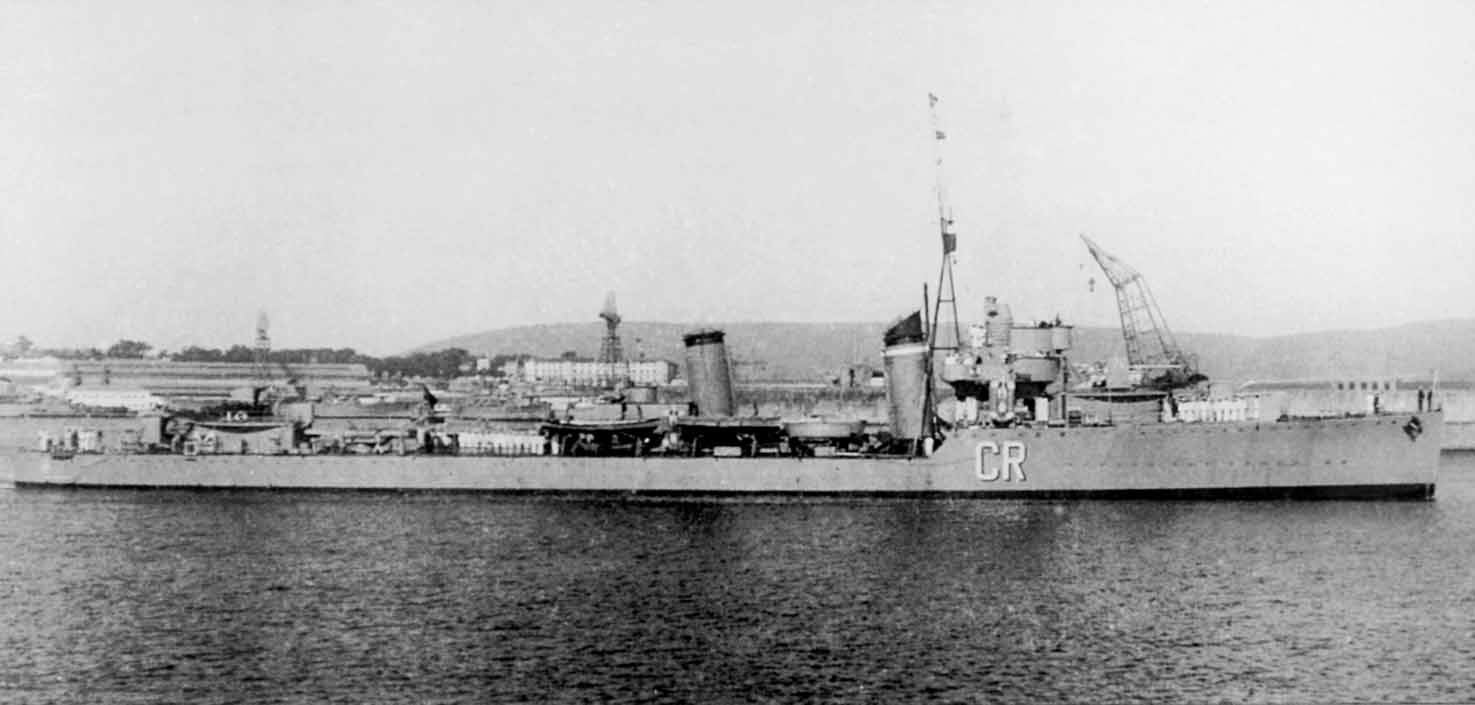
El 20 de octubre de 1937 se hunde el destructor Císcar en el puerto de El Musel, lo que marcaría el fin de la guerra en el Cantábrico. El Consejo Soberano de Asturias y León y el Estado Mayor del Norte abandonan Gijón y al día siguiente las fuerzas sublevadas ocupan de Avilés y Gijón, desapareciendo oficialmente el frente del Norte.

Esta situación dejó al bando republicano en una posición vulnerable, ya que su Flota Naval del Cantábrico no tenía una estrategia clara y su enfoque principal era dar caza al crucero rebelde Almirante Cervera, el buque más importante del bando sublevado. Sin embargo, los intentos de los submarinos republicanos para hundir este objetivo no tuvieron éxito, lo que llevó a que el crucero no tuviese una enemigo capaz de medírsele en el Cantábrico, su supremacía en este mar llegará a ser prácticamente total.
La situación empeoró después de la caída de Bilbao en junio de 1937, ya que las fuerzas sublevada avanzaron hacia Santander, respaldadas por la armada franquista que seguía manteniendo el bloqueo naval. Para defender Asturias del bloqueo, quedaron los dos destructores Císcar y José Luis Díez, además de tres submarinos, de los cuales dos pronto desertaron a Francia.
El teatro naval de operaciones del Cantábrico durante la guerra civil llegaría a su fin con el hundimiento del destructor republicano Císcar en un ataque aéreo el 20 de octubre de 1937, y la posterior huida desde Gijón a Burdeos en un torpedero del Estado Mayor de las Fuerzas Navales del Cantábrico.

#### El comercio encubierto durante la Segunda Guerra Mundial
Ya desde el comienzo de la Guerra Civil, los alemanes se propusieron hacerse con minerales como el hierro de las minas españolas para impulsar la producción de armamento en el marco del Plan Cuatrienal liderado por Hermann Göring. La alianza política de Francisco Franco con el Eje y la deuda contraída durante la guerra civil facilitaron la explotación de las minas españolas en beneficio del esfuerzo bélico alemán en la Segunda Guerra Mundial.
A pesar de la postura española de neutralidad durante la Segunda Guerra Mundial, el tráfico marítimo hacia Bayona se organizó tempranamente, intensificándose tras la toma de control alemán el 27 de junio de 1940. Minerales estratégicos en el plano militar como el hierro, zinc, fluorita, cobre, pirita, estaño, etc. -sin contar el tráfico clandestino de wolframio que tantas preocupaciones dará a los servicios aliados- llegaban desde el norte de España, principalmente de Bilbao, Pasajes y Vigo. Mediante operaciones de diplomacia secreta y comercio no manifiesto se desarrolló un sistema buques mercantes basado en pabellones de conveniencia que cubría el tráfico entre los puertos del Cantábrico y Bayona, buscando mediante subterfugios satisfacer las necesidades alemanas para su esfuerzo de guerra.
Paralelamente los submarinos alemanes estaban siendo abastecidos y reparados en puertos españoles y se permitía a sus tripulaciones de relevo viajar a través de España.

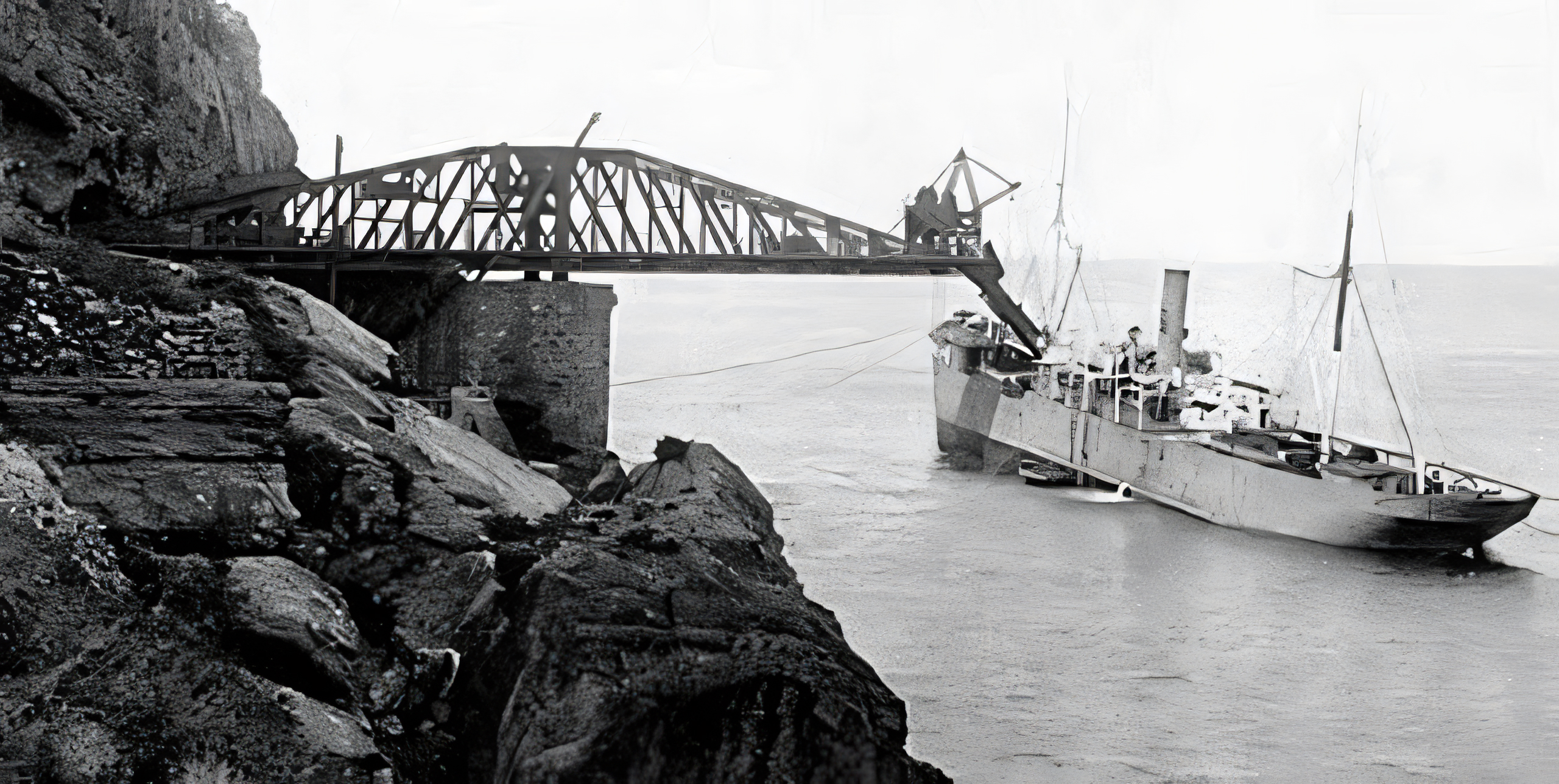
Buque mercante artillado alemán SS Baldur estibando mineral de hierro en el cargadero de Saltacaballo (Castro Urdiales), momentos antes de ser torpedeado por el submarino inglés HMS Sceptre el 23 de mayo de 1944.

Ante esta situación, los Aliados desplegaron una serie de operaciones en el Golfo de Vizcaya para impedir el tráfico enemigo. Se llevaron a cabo ataques sistemáticos para obstaculizar el transporte de minerales desde España a Bayona, dedicando incluso una flotilla de submarinos con base en Rosneath a esta tarea.
En un intento de aumentar el tráfico marítimo, los alemanes consideraron adquirir buques utilizando intermediarios españoles o sociedades legalmente establecidas pero controladas por servicios alemanes, que buscaban adquirir pequeñas navieras españolas que, a ser posible, mantuviesen el pabellón nacional.
La importancia de este comercio clandestino hace que en abril de 1942 el Almirantazgo británico lanzase la operación Myrmidon en el estuario del río Adur, con el fin interrumpir el transporte de mercancías por carretera y ferrocarril entre Francia y España. Aunque la operación fracasó, las autoridades militares alemanas se vieron obligadas a reforzar considerablemente las fortificaciones de la costa entre Boucau y Hendaya durante los años posteriores, así como la protección a los buques mercantes que se dedicaban al tráfico de minerales hacia Bayona.

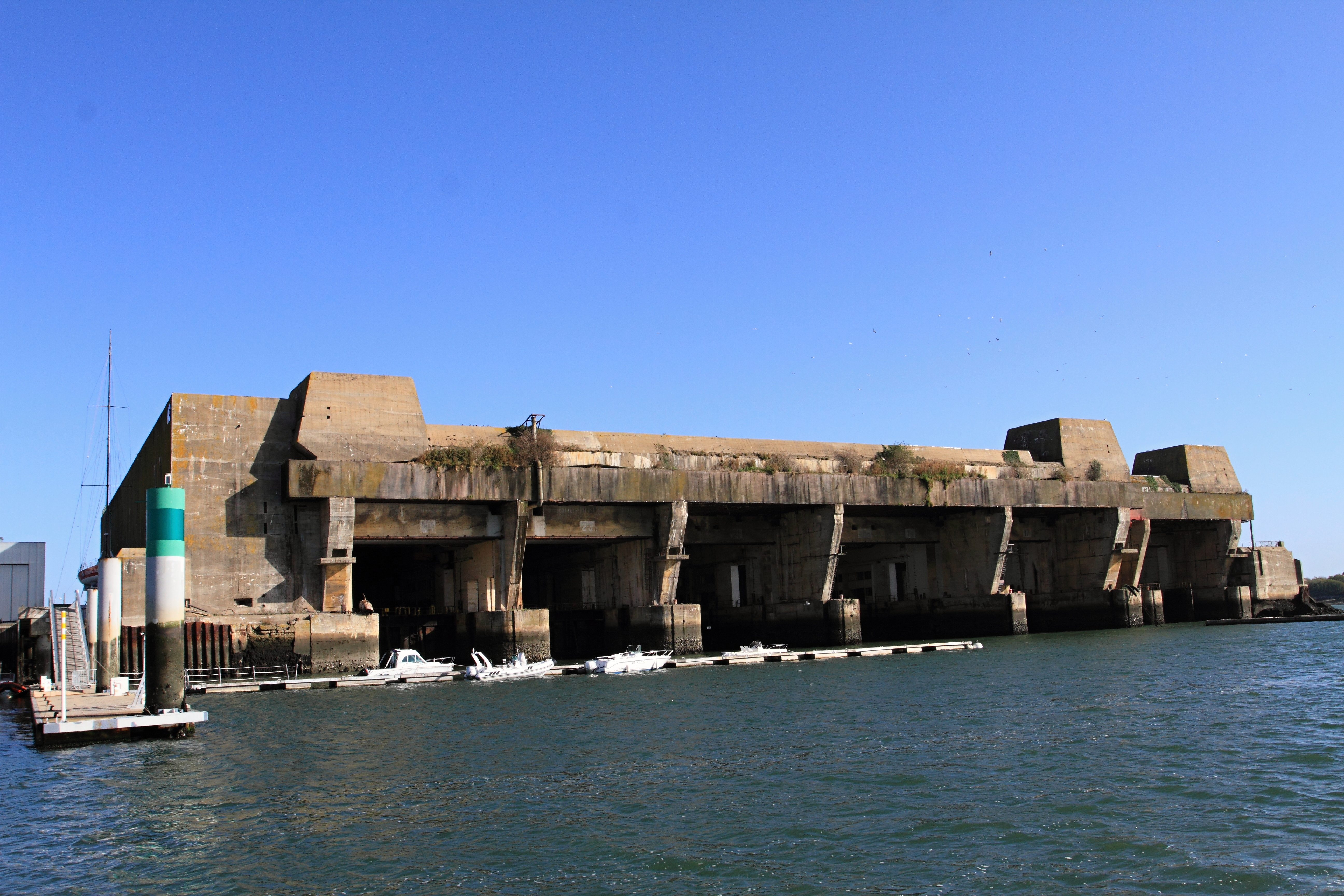
Búnker Keroman III de la base de submarinos alemanes de Lorient fotografiada en 2014. Armadores vascos se encargaban clandestinamente del abastecimiento a los submarinos alemanes, que recogían la carga en alta mar con destino a la base. La bolsa de Lorient resistió los ataques durante nueve meses y la rendición no se produjo hasta el 10 de mayo de 1945.

Tras la liberación de la mayor parte de Francia en 1944, algunos reductos fuertemente fortificados persistieron en la costa atlántica, siendo abastecidos por mar y manteniendo contactos con las autoridades nazis en Alemania. Los Aliados esperaban por su parte que mejorasen las circunstancias para desalojar a los nazis de estos reductos marginales, con la esperanza de que el colapso de Alemania antes de finalizar el año hiciese innecesaria su conquista.
Hacia el verano de 1944, las bolsas de resistencia del ejército alemán en la costa atlántica, sometidas a un bloqueo marítimo imperfecto, necesitaban abastecimientos y comunicaciones. El alto mando alemán priorizó la línea marítima, llevando abastecimientos desde España semanalmente a estas fortalezas: Lorient, Saint-Nazaire, el puerto de La Rochelle, Royan, etc. La colaboración española en esta empresa fue denunciada por los Aliados, generando tensiones diplomáticas. La presencia de soldados y agentes nazis en puertos del Cantábrico era resaltada y se denunciaban las actividades de marineros de la Kriegsmarine pertenecientes a submarinos o a pequeñas embarcaciones que se dedicaban a abastecer a estos reductos de resistencia alemana de la costa francesa.
A medida que avanzaba 1945, la vigilancia francesa se intensificó, y las lanchas rápidas establecidas en San Juan de Luz y los aviones con base en Hourtin (Gironde) dificultaron considerablemente los intercambios hispano-germanos. La situación se volvía cada vez más difícil para los alemanes, con un control más estricto y acciones más eficaces de los servicios secretos aliados.
Finalmente, tras la crisis del wolframio y el Incidente Laurel, el general Franco comenzó a reconsiderar su política exterior, comprometiéndose a reducir significativamente las exportaciones de tungsteno y a suspender la colaboración con las potencias del Eje.

### Cambios y desafíos en el último medio siglo

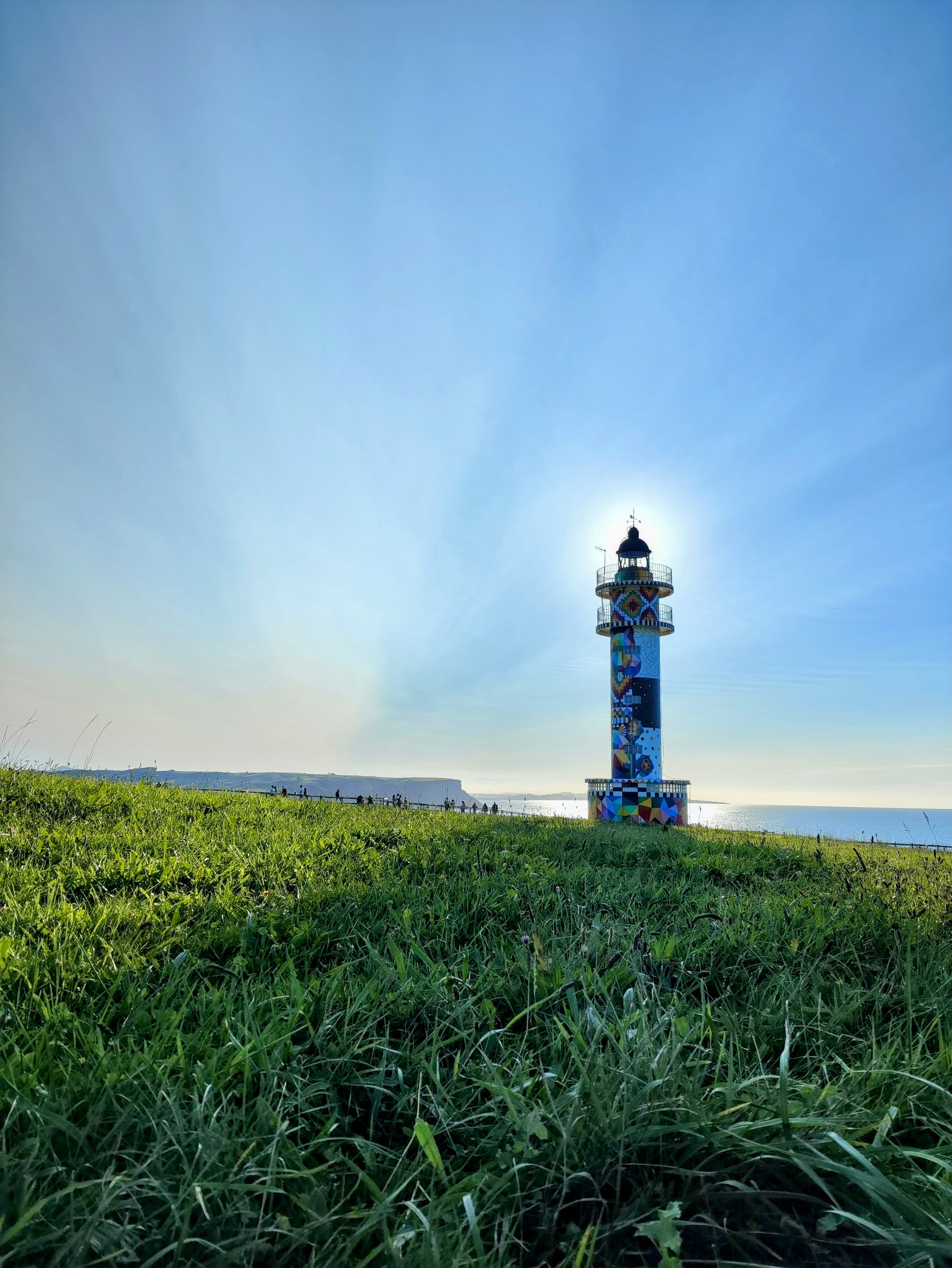
Faro de Ajo, situado en el cabo del mismo nombre. La intervención artística del muralista Oscar San Miguel Okuda atrae visitantes a través del arte urbano, dinamizando la economía local pero aumentando la presión sobre el paisaje costero. Este tipo de actuaciones sigue la tendencia global de reconversión de faros en atractivos turísticos.

En los últimos cincuenta años el Cantábrico ha sido testigo de cambios que han alterado profundamente su ecosistema y la relación del ser humano con este entorno marino. Estas transformaciones abarcan desde el uso del suelo en las zonas costeras hasta la explotación de los recursos vivos, reflejando el rápido crecimiento poblacional y el desarrollo socioeconómico de la región.
En el último siglo, los asentamientos humanos en la costa este mar han crecido exponencialmente, dando lugar a grandes aglomeraciones urbanas con todos los desafíos que esto conlleva. El auge del turismo ha sido un factor determinante en este proceso, impulsando la urbanización de zonas costeras anteriormente vírgenes y aumentando la presión sobre playas y costas debido a su uso recreativo. Esta expansión demográfica y económica ha generado desequilibrios ambientales significativos, poniendo en jaque la delicada ecología de la región. El turismo y las actividades náuticas asociadas también han florecido a lo largo del litoral del País Vasco, Cantabria y Asturias, añadiendo una nueva dimensión al uso del espacio marítimo.
Paralelamente a estos cambios en tierra firme, el mar Cantábrico ha experimentado un aumento considerable en el tráfico marítimo. Este incremento está estrechamente ligado al crecimiento del mercado global y a las políticas que favorecen el transporte de mercancías por vía marítima. Los puertos más importantes del norte ibérico - Bilbao, Santander, Gijón y La Coruña - han intensificado sus intercambios con los grandes puertos franceses del Golfo de Vizcaya, como Nantes/Saint-Nazaire, La Rochelle y Burdeos, completándose con otras rutas regulares de carga y pasajeros que conectan la región con las Islas Británicas. Este aumento no solo se refleja en el número de embarcaciones, sino también en el tamaño y la carga de los buques que surcan estas aguas.

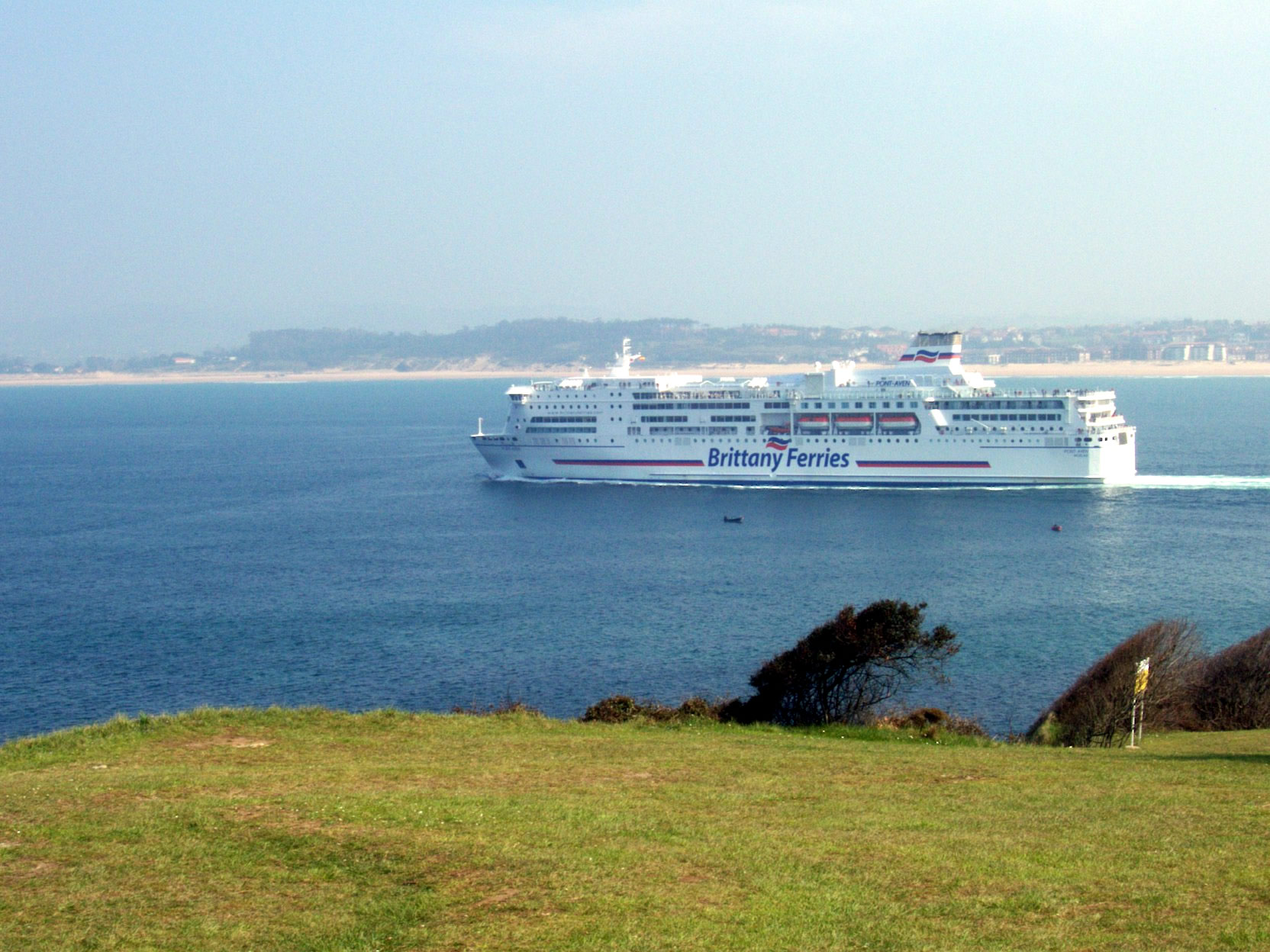
Buque Ro-Ro de la naviera Brittany Ferry abandonando la bahía de Santander con destino a Inglaterra.

La principal ruta de navegación que comunica gran parte de los mercados mundiales con el continente europeo atraviesa el Golfo de Vizcaya, afectando por ende al mar Cantábrico. Las grandes líneas navieras usan este corredor marítimo, vital para Europa y que conecta el Canal de Suez con los principales puertos del norte europeo. Los buques que siguen esta ruta, donde confluyen los buques que atraviesan el Mediterráneo pasando por el Estrecho de Gibraltar con los provienen de África, antes de alcanzar el Canal de la Mancha.
Diversos estudios sobre el transporte marítimo en el arco atlántico señalan que la costa norte de España se ha convertido en una de las zonas con mayor concentración de buques pesqueros, comparable a regiones como el mar Céltico, el canal de la Mancha y el mar de Skagerrak. El Golfo de Vizcaya, en particular, ha experimentado uno de los mayores aumentos en la densidad de embarcaciones, especialmente de buques pequeños y lentos. Este incremento en el tráfico marítimo ha tenido consecuencias significativas para el ecosistema marino. Entre los impactos más notables se encuentran la propagación de especies no autóctonas, el aumento de la contaminación acústica, química y atmosférica, las colisiones con la vida salvaje y el incremento de la basura marina.

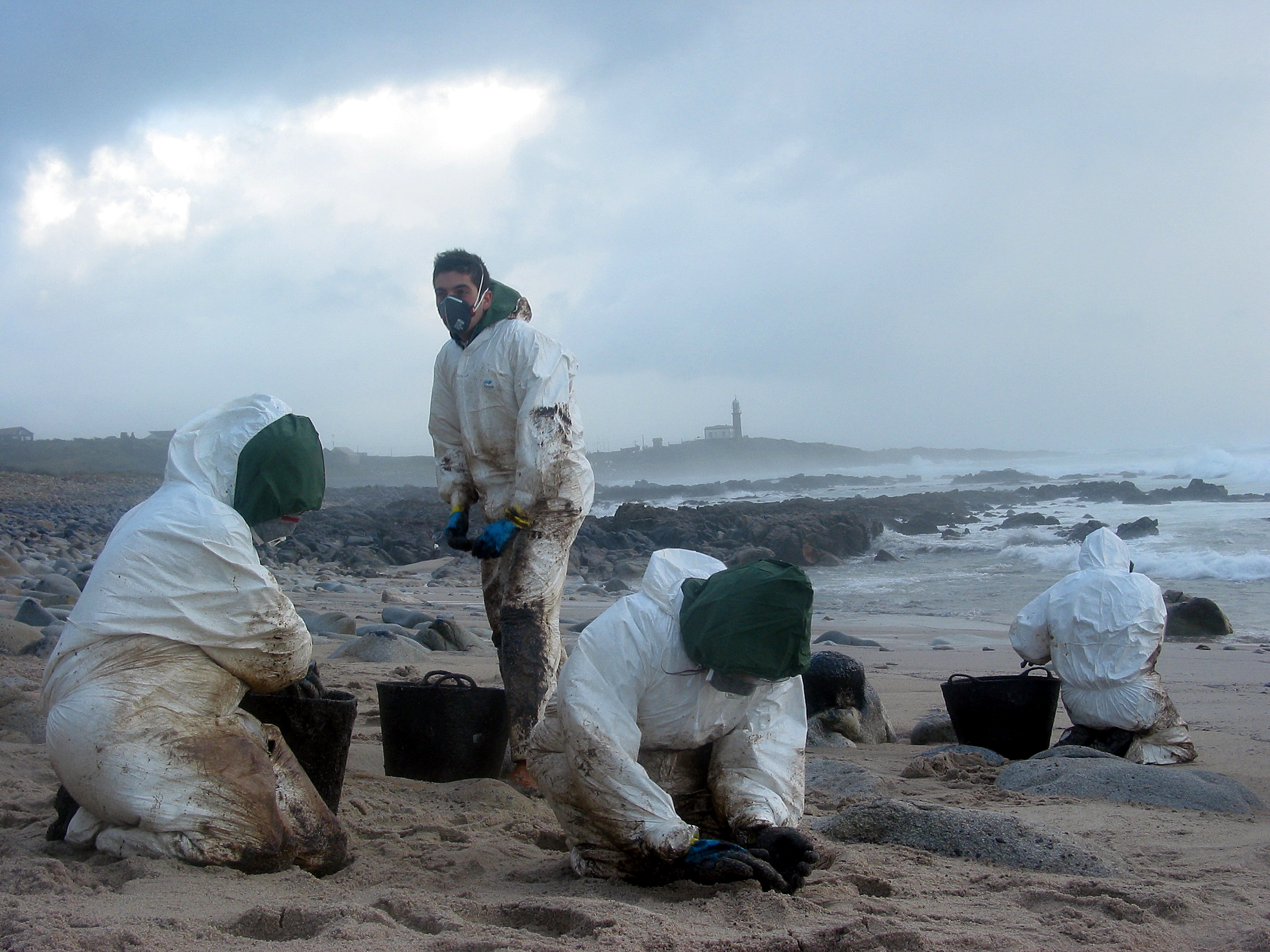
En 2002 el hundimiento del buque Prestige provocó un derrame de 63.000 t de petróleo refinado y una marea negra que afectó a 2980 km de litoral español, portugués y francés. Los daños medioambientales fueron incalculables y las pérdidas en el sector pesquero y marisquero significativas. Este naufragio está considerado la peor catástrofe ecológica de la historia de España y conllevó que la UE prohibiese los petroleros monocasco en sus aguas. Más de 65.000 voluntarios acudieron a recoger el fuel de las costas.

Un aspecto particularmente preocupante es el tráfico de petroleros. Más del 70 % del petróleo consumido en la Unión Europea se transporta por barco a través del paso de Finisterre, dirigiéndose hacia el Canal de la Mancha antes de alcanzar su destino final en diversos puertos europeos. Esta ruta ha convertido al mar Cantábrico en una zona de alto riesgo para accidentes marítimos, especialmente derrames de petróleo. La región ha sido testigo de varios accidentes devastadores protagonizados por superpetroleros. En un intervalo de solo una década, tres grandes siniestros sacudieron la zona: el naufragio del Aegean Sea en 1992 cerca de La Coruña, que derramó más de 70.000 toneladas de petróleo; el hundimiento del Erika en las costas de Francia en 1999, que vertió 10.000 toneladas; y la catástrofe del Prestige en 2002, que produjo una marea negra de más de 60.000 toneladas que afectó gravemente el litoral español. Estos incidentes, junto con otros como los del Monte Urquiola (1976), Andros Patria (1979) y Castillo de Salas (1986), han convertido a esta región en una de las más afectadas por este tipo de accidentes en el mundo.
Según estudios recientes, la costa cantábrica se perfila como una de las grandes beneficiadas por los efectos del cambio climático en el sector turístico español. Conforme el calor extremo disuade a los visitantes de los destinos tradicionales mediterráneos, la región cantábrica se convertiría en un atractivo "refugio climático" gracias a sus temperaturas moderadas. Sin embargo, este fenómeno representaría un arma de doble filo: si bien impulsaría la economía, también ejercería una fuerte presión sobre los ecosistemas costeros y la biodiversidad marina, con el riesgo de replicar los errores de masificación y sobreexplotación ya visibles en otras latitudes (turistificación).
El Cantábrico se encuentra, por tanto, en una encrucijada. Por un lado, el desarrollo económico y el crecimiento del transporte marítimo han traído prosperidad a la región. Por otro, estos mismos factores han puesto en peligro el delicado equilibrio ecológico de sus aguas y costas. El desafío para el futuro radica en encontrar un equilibrio sostenible entre el desarrollo económico y la preservación del entorno natural, garantizando la protección de este valioso ecosistema marino.